# Liste des personnalités du mouvement surréaliste
- Haut – A
- B
- C
- D
- E
- F
- G
- H
- I
- J
- K
- L
- M
- N
- O
- P
- Q
- R
- S
- T
- U
- V
- W
- X
- Y
- Z

## A
- Remy van den Abeele (Dampremy (Belgique), 1918 - Soignies, 2006). Peintre et sculpteur belge[1]. Initié au surréalisme par Marcel Parfondry et Achille Chavée, il expose pour la première fois en 1952 et entre dans le groupe Schéma en 1956. En 1961, il crée la couverture de Surréalisme en Wallonie pour Savoir et Beauté et assure jusqu'en 1968, la direction de Tendances Nouvelles, à La Louvière[réf. nécessaire]

- Xavier Abril (Lima, 1905 - Montevideo, 1990). Poète péruvien. Il fait connaître le surréalisme au Pérou grâce à la revue Amauta publiée de 1926 à 1930 par José Carlos Mariátegui, théoricien de l'indigénisme et du marxisme[2].

- Adolphe Acker (Paris, 1913 - Créteil, Val-de-Marne, 1976). Militant trotskiste. Il rejoint le surréalisme en 1932. Il collabore au Cahier de Contre-attaque de Georges Bataille, aux deux numéros de Clé (janvier et février 1939), l'organe de la Fédération internationale de l’art révolutionnaire indépendant (F.I.A.R.I.), puis à La Main à plume pendant l'Occupation. Il a permis la rencontre d'André Breton et Maurice Nadeau. Il quitte le groupe en 1951[3].

- Eileen Agar (Buenos-Aires, 1899 - Londres, 1991). Peintre et photographe anglaise. Après des études d'arts plastiques à Londres, elle s'installe à Paris en 1928 et rencontre le groupe surréaliste. De retour en Angleterre, elle adhère au London Group (1933) et propose trois tableaux et cinq objets à l'exposition surréaliste de Londres en 1936. Malgré la dispersion du groupe en 1947, elle poursuit son œuvre d'esprit entièrement surréaliste[4].

- Aï-Mitsu né Nichiro Ishimura (Hiroshima, 1907 - Shanghaï, 1946). Peintre. En 1939, il fonde la Société de la culture artistique au sein de laquelle il développe les influences de l'œuvre de Max Ernst, de la peinture chinoise des XIe et XIIe siècles et des œuvres érotiques populaires de l'époque Edo, ce qui lui vaudra un bref séjour en prison[5].

- Pierre Alechinsky (Bruxelles, 1927). Peintre et graveur. Bien qu'Alechinsky ait été plus proche du mouvement CoBrA que du surréalisme, André Breton l'a toutefois invité à présenter ses œuvres à l'exposition L'Écart absolu (1965)[6].

- Vicente Aleixandre (Séville, 1898 - Madrid, 1984). Poète espagnol. Prix Nobel de littérature en 1977. Auteur d'une anthologie de la poésie surréaliste, publiée en Espagne sous le titre Posía surrealista. Sensible au surréalisme, bien qu'il n'ait « jamais cru à la base dogmatique de ce mouvement. »[7]

- Ramón Alejandro (La Havane, 1943). Peintre cubain. Selon Severo Sarduy : « Chez Magritte, le phantasme s'encadre dans la fenêtre, chez Alejandro, il menace de la traverser. »[8]

- Maxime Alexandre (Wolfisheim, Bas-Rhin, 1899 - Strasbourg, 1976). Poète et dramaturge alsacien. Membre du groupe Dada de Zurich, il rencontre Louis Aragon qui l'invite à le rejoindre à Paris au début des années 1920. Il prend part aux activités du groupe surréaliste entre 1923 et 1932, année où il quitte le mouvement, après l'exclusion d'Aragon. Il publie ses Mémoires d'un surréaliste en 1968[9].

- Sarane Alexandrian né Lucien Alexandrian, (Bagdad, 1927 - Ivry-sur-seine, 2009). Écrivain français. Membre en 1947 du groupe Cause (surréaliste mais non communiste), il participe en 1948 à la création de la revue Néon, première revue du groupe surréaliste français depuis la Seconde Guerre mondiale[10]. Il s'en sépare à la suite de l'exclusion de Matta en 1948.

- Suzanne Allen (Chaillac, Indre, 1920 - Paris, 2001). Poète, Philosophe, romancière française. Après avoir dédié ses premiers recueils de poèmes à René Passeron, elle rejoint le groupe des surréalistes révolutionnaires en 1946. Dans son roman La Mauvaise conscience, elle décrit l’idéologie patriarcale et maurassienne d’une famille petite-bourgeoise pendant l’Occupation. Ce roman sera censuré[11].

- Ferdinand Alquié, (Carcassonne, 1906 - Montpellier, 1985). Philosophe français, professeur à la Sorbonne. En 1933, un article très critique envers l'URSS paru dans la revue Le Surréalisme au service de la révolution prélude à l'exclusion d'André Breton et Paul Eluard du parti communiste français. Auteur en 1955 de Philosophie du surréalisme[12].

- Rudolf Altschul (cs) (Prague, 1927 – Flossenbürg, 1945). Poète tchèque. Pendant la Seconde Guerre mondiale, il participe au groupe clandestin des « surréalistes de Sporilov ». Il meurt dans en camp de concentration quelques jours avant la fin de la guerre[13].

- José Álvarez Baragaño (Pinar del Río, Cuba, 1932 - La Havane, 1962). Poète cubain. Proche d'André Breton et de Benjamin Péret lors de son exil à Paris de 1951 à 1954[réf. nécessaire]

- Juan Andralis (Le Pirée, 1928 - Buenos-Aires, 1994). Peintre argentin, né en Grèce. Il participe aux activités surréalistes de la fin des années 1940 à 1955, date à laquelle il cesse de peindre[14].

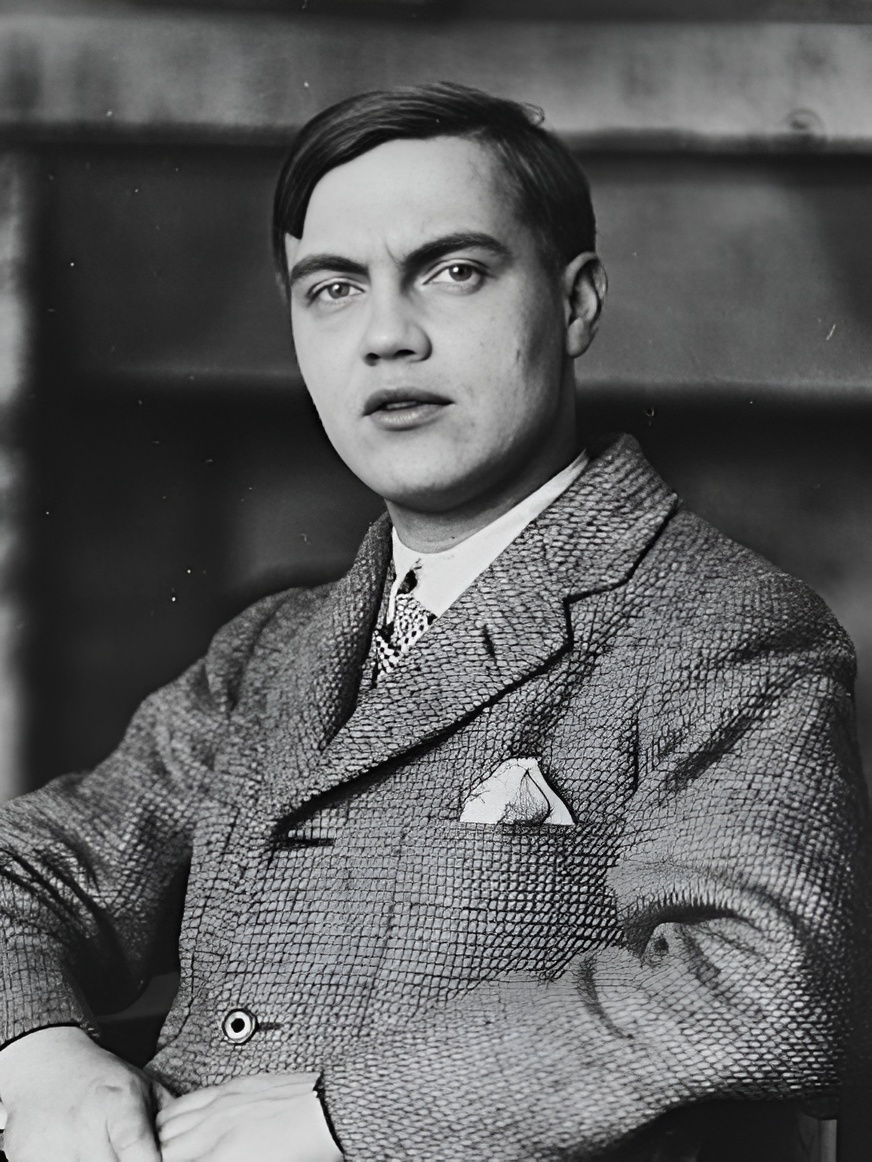
George Antheil en 1927 (photographe inconnu)

- George Antheil (Trenton, New Jersey, 1900 – 1959). Compositeur et pianiste américain d’origine polonaise. Il voyage en Europe dans les années 1920 et rencontre, à Paris, Salvador Dalí, Joan Miró et Man Ray. Pour André Breton et Louis Aragon, il compose un livret d’opéra Faust III qui restera inachevé, puis cinquante préludes pour l’œuvre de Max Ernst, La Femme 100 têtes. Dès 1936, à Hollywood (Californie), il compose des musiques de films dont Le Retour à la raison de Man Ray[15].

- Guillaume Apollinaire (Rome, 1880 - Paris, 1918). Poète français. Précurseur du surréalisme. André Breton considère Alcools (1913) comme le plus grand ouvrage poétique du XXe siècle. Son goût pour le modernisme le conduit à soutenir l'avant-garde picturale, le cubisme en particulier, et à soumettre le poème aux ruptures de ton et de forme (Calligrammes). En 1917, il écrit Les Mamelles de Tiresias, sous-titré « drame surréaliste ». Si Breton n'a jamais caché l'hommage rendu à Apollinaire en reprenant le terme de surréalisme, très tôt il en revendique un tout autre sens[réf. nécessaire].

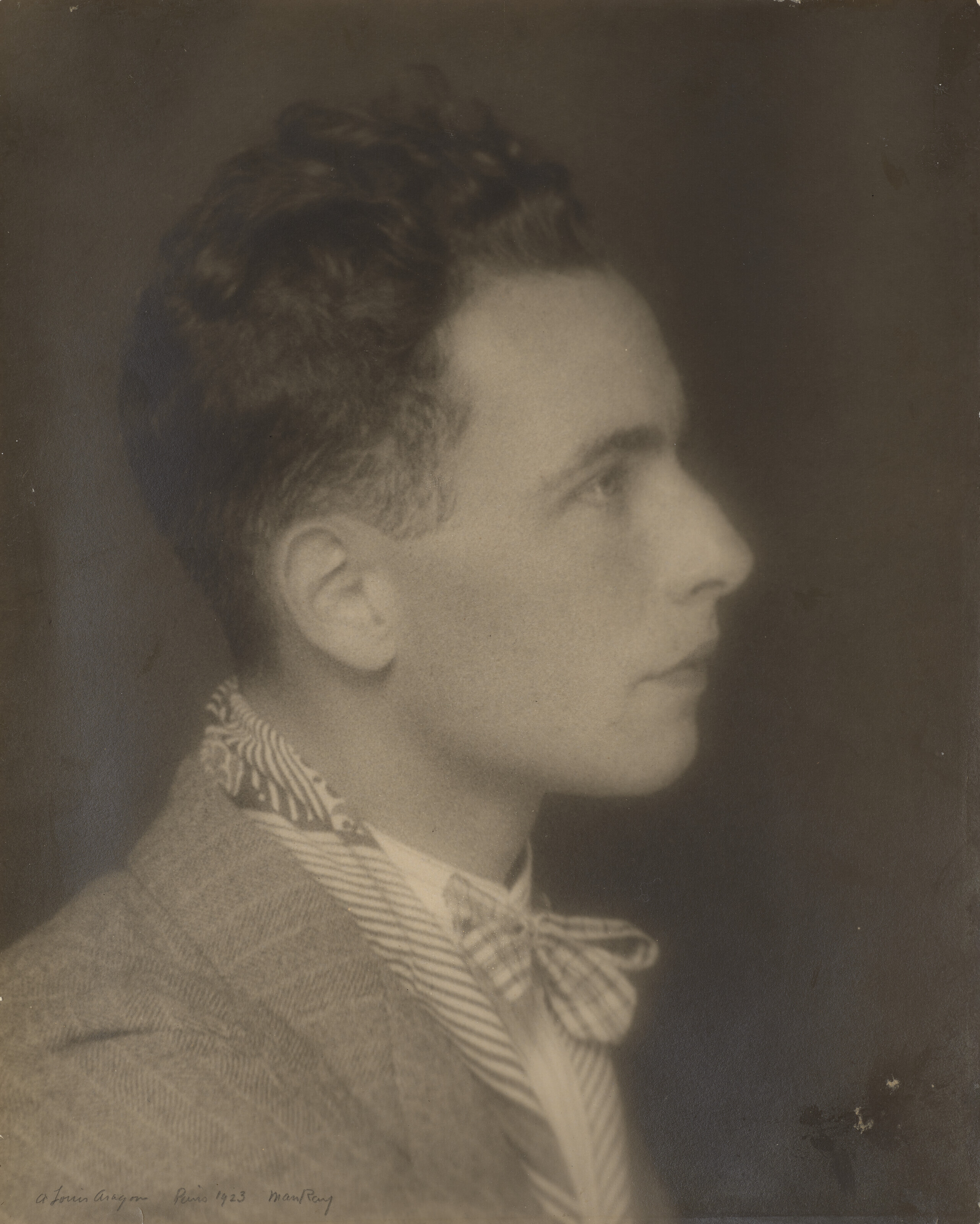
Louis Aragon par Man Ray, 1930

- Louis Aragon (Paris, 1897 - 1982). Poète et romancier français. Fondateur avec André Breton et Philippe Soupault de la revue Littérature (1919). Le Paysan de Paris (1926) et Le Traité du style (1928) sont considérés comme ses deux œuvres surréalistes majeures. Après l'adhésion du groupe au Parti communiste français (1927), Aragon s'oppose systématiquement à la volonté de Breton d'ouvrir le parti aux désirs révolutionnaires des surréalistes. Au retour du IIe Congrès des écrivains révolutionnaires en URSS, Aragon signe un document, rendu public, dans lequel il abandonne les thèses surréalistes pour se rallier sans réserves au communisme (octobre 1930). La rupture définitive intervient en 1932[16].

- Shusaku Arakawa (Nagoya, Japon, 1936 – New York). Peintre japonais influencé par les objets créés par Marcel Duchamp et les poèmes de Stéphane Mallarmé[17].

- José Francisco Aranda (Saragosse, 1926 - Madrid, 1989). Fils de Francisco Aranda qui participa aux activités du groupe Cabaret Voltaire à l'époque de la création de Dada à Zurich. Proche de Luis Buñuel, il publie à Lisbonne les œuvres poétiques de ce dernier. Selon Édouard Jaguer, il a rédigé, en 1976, une Histoire du surréalisme espagnol restée inédite mais appelée à faire autorité dans son domaine[17].

- Braulio Arenas (La Serena, Chili, 1913 - Santiago, 1988). Poète. En 1938, il crée la première revue surréaliste chilienne Mandragora puis Leitmotiv en 1942. En 1948, il organise la première exposition internationale surréaliste à Santiago[18].

- Noël Arnaud né Raymond Valentin Muller, (Paris, 1919 - Montauban, 2003). Écrivain et éditeur français. Collaborateur de la revue clandestine La Main à plume sous l'Occupation. En 1947, il fonde un groupe dont les membres se qualifient de « surréalistes-révolutionnaires » et s'opposent systématiquement à André Breton[réf. nécessaire].

- Jean ou Hans Arp (Strasbourg, 1886 - Bâle, 1966). Sculpteur, peintre et poète alsacien. Après voir participé à la création de Dada à Zurich en 1916 avec son épouse Sophie Taeuber, il s'installe près de Paris en 1926. Il participe aux activités surréalistes tout en se rapprochant des peintres abstraits formant le groupe Cercle et Carré en 1929. Son premier recueil de poèmes paraît en 1946[19]. Il garde son prénom Hans jusqu’en 1939 pour adopter, à partir de la déclaration de la guerre, celui de Jean, signant désormais Jean Arp[20].

- Fernando Arrabal, (Melilla (Espagne), 1932 - ). Poète, écrivain, dramaturge et cinéaste espagnol. Il fréquente les surréalistes à partir de 1961 et publie dans la revue d'André Breton La Brèche les premiers textes du mouvement Panique qu'il fonde avec Roland Topor et Alejandro Jodorowsky. Il s'éloigne en même temps que ces derniers du mouvement surréaliste au milieu des années 1960, ne supportant plus ce qu'il devait plus tard qualifier le côté « vaticaniste et bolchévique » du groupe animé par Breton[21].

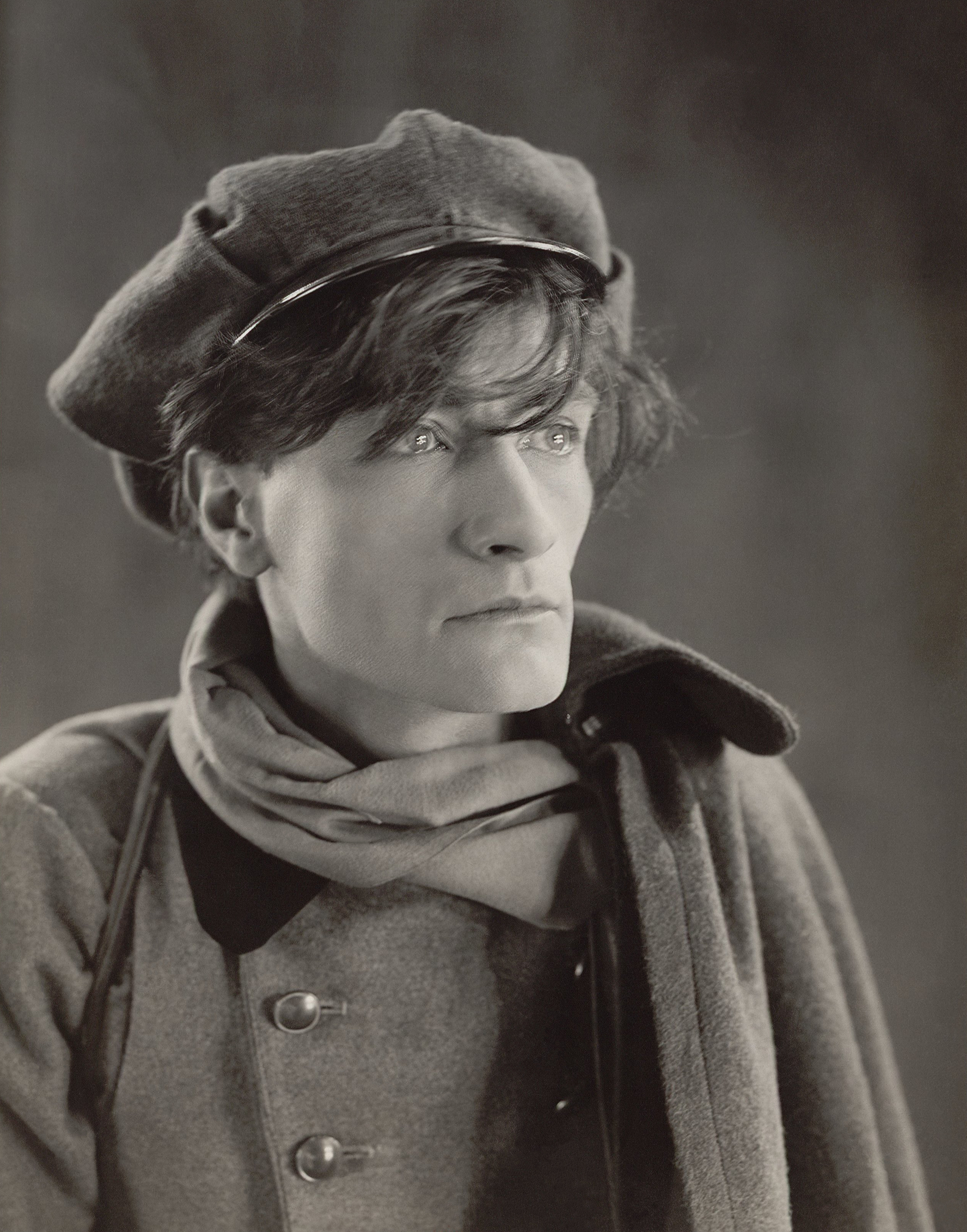
Antonin Artaud, 1926

- Antonin Artaud (Marseille, 1896 - Ivry-sur-Seine, 1948). Poète et écrivain français. Il rejoint le groupe surréaliste en 1924, au sein duquel il acquiert rapidement une place de premier plan. Il en devient le principal animateur du Bureau de recherches surréalistes en 1925 et le seul directeur du troisième numéro de La Révolution surréaliste. Il quitte le mouvement en 1926[22], lors du rapprochement des surréalistes avec le Parti communiste français, en même temps que Philippe Soupault. Il se réconcilie brièvement avec André Breton en 1928 puis en 1936[23]. Après des retrouvailles en juin 1946, une série de malentendus vient contrarier leur amitié. Lors de la conférence au profit d'Antonin Artaud au théâtre du Vieux-Colombier, le 13 janvier 1947, après son retour de l'hôpital psychiatrique de Rodez, Breton trouve indécent de le voir livré à « un public d'inconnus, de curieux, de voyeurs, de sadiques. » Déçu par cette réaction, Artaud refuse d'exposer ses derniers dessins « dans une galerie de peinture […] où l'on vend à la criée des tableaux peints, où l'on vend des suées d'hommes, des transpirations de suicidés. »[24]

- Pierre Audard (Vernouillet, 1909 - Paris, 1981). Écrivain et poète français. Membre du Grand Jeu. Il quitte le mouvement surréaliste en 1932, pour adhérer à l'Association des écrivains et artistes révolutionnaires (AEAR) et au parti communiste français[réf. nécessaire].

- Philippe Audoin (Paris, 1924 - Garches (Val-de-Marne), 1985). Écrivain français. Bien qu'il fût ami de longue date d'André Breton, il ne participe aux activités surréalistes à partir de 1962. Il est l'auteur de plusieurs essais dont un sur Breton en 1970 et un autre sur les surréalistes en 1973[25].

- Fernando de Azevedo (Vila Nova de Gaia, (Portugal), 1923 - Lisbonne, 2002). Peintre et théoricien portugais. Cofondateur du groupe surréaliste de Lisbonne en 1947[26].

## B
- Haut – A
- B
- C
- D
- E
- F
- G
- H
- I
- J
- K
- L
- M
- N
- O
- P
- Q
- R
- S
- T
- U
- V
- W
- X
- Y
- Z

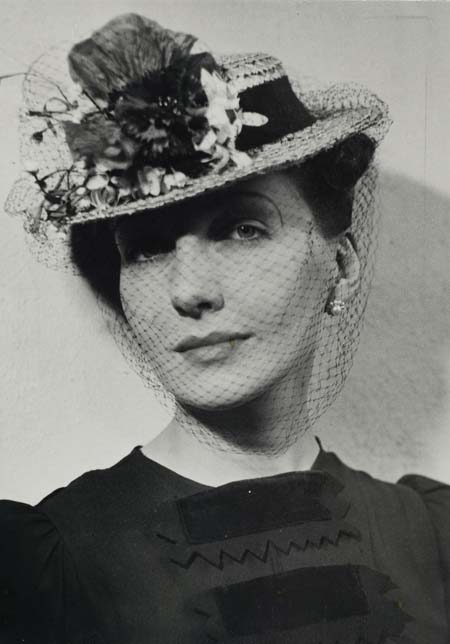
Portrait de Rachel Baes

- Rachel Baes (Ixelles, Belgique, 1912 - Bruges, 1983). Peintre belge. Fille du peintre Émile Baes. En 1945, elle rencontre, à Paris, Paul Eluard qui préface sa première exposition. Elle fréquente les surréalistes et, bénéficiant du soutien d'André Breton, présente deux autres expositions en 1953 et 1956. En 1947, René Magritte emprunte ses traits pour sa série de Schéhérazade peinte en 1947[27]. Le catalogue de sa dernière exposition, en 1976, est préfacé par Louis Scutenaire[28].

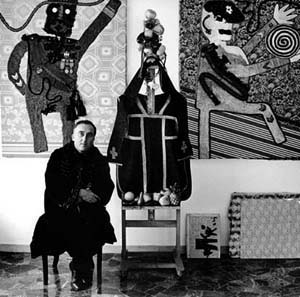
Enrico Baj, 1964. Photo de Erling Mandelmann

- Enrico Baj (Milan, 1924 - Vergiate, Italie, 2003). Peintre italien, cofondateur du Mouvement nucléaire en 1951. Il rencontre André Breton en 1962 et participe à plusieurs expositions surréalistes[29].

- Balthus dit. Balthasar Klossowski de Rola (Paris, 1908 - Rossinière, Suisse, 2001). Peintre français. Cité pour son tableau La Rue (1934), admiré des surréalistes et pour la création des décors et des costumes pour la mise en scène des Cenci d'Antonin Artaud (1935)[30].

- John Banting (en) (Londres, 1902 - Rye (Grande-Bretagne), 1972). Peintre, dessinateur, écrivain anglais. À Paris, en 1922 et 1930, il rencontre André Breton, René Crevel, Marcel Duchamp et Alberto Giacometti. Il expose au salon international du surréalisme de 1936 à Londres et participe aux activités du groupe londonien en publiant plusieurs textes dans différentes revues. Après la seconde guerre mondiale, sa grande source d’inspiration est le jazz[31].

- Henri Baranguer (né en 1907). Poète français. Selon Édouard Jaguer, il fut « un de ces feux follets que l’on voit surgir et clignoter tout au long du mouvement. » Il apparaît en 1933 dans le numéro 6 de la revue Le Surréalisme Au Service De La Révolution. Ensuite, il collabore avec Raoul Ubac et Camille Bryen. Depuis le début des années 1950, il n’a donné aucun signe de vie[32].

- Jacques Baron (Paris, 1905 - 1986). Poète français. En compagnie de Roger Vitrac, il rencontre André Breton et Louis Aragon en 1921[33]. Collaborateur des revues Littérature et L'Aventure surréaliste, il intègre le Parti communiste français en 1927, en même temps que les autres membres du groupe. Exclu en 1929, il se tourne vers le trotskisme et participe au pamphlet Un Cadavre, rédigé en 1929 contre Breton. Il intitule ses mémoires, publiés en 1969, L'An I du surréalisme, affirmant qu'il n'a jamais renié ses engagements de jeunesse[34]. Selon Henri Béhar : « il est l'un des rares à ne finir ni dans l'épicerie ni dans le gâtisme. »[35]

- Maurice Baskine (Kharkov (Ukraine), 1901 - Paris, 1968). Peintre, sculpteur, écrivain et alchimiste. Convertit aux sciences occultes, il fait découvrir Fulcanelli à André Breton qui lui demandera d'illustrer son livre Arcane 17 (André Breton). En 1947, il participe à l'Exposition internationale du surréalisme à la galerie Maeght, à Paris. Puis, il quitte le mouvement en 1951, dénonçant ceux qui « n'anoblissent jamais le plomb, mais avilissent toujours l'or. »[35]

- Georges Bataille (Billom (Puy-de-Dôme), 1897 - Paris, 1962). Romancier et essayiste français. Publie, sans le signer, un article dans le sixième numéro de La Révolution Surréaliste, mais il s'est toujours opposé au mouvement pour des raisons idéologiques[36].

- Juan Batlle Planas (Torroella (Espagne), 1911 – Buenos Aires, 1966). Peintre argentin d’origine espagnole. En 1937, avec divers procédés tenant de l’écriture automatique, il commence son activité surréaliste et intitule ses œuvres Rayographies paranoïaques. Vient ensuite une période que le poète Aldo Pellegrini appelle « la série des globules rouges. »[37]

- Baya (Bordj-el-Kifran près d'Alger, 1931 - Blida, 1998). Peintre algérienne. D'une famille très modeste, analphabète, employée comme domestique, elle a seize ans quand la galerie Maeght organise sa première exposition en 1947[38]. Ses œuvres se trouvent tant en France (Paris et Marseille), qu’à Cuba, au Japon et à Alger[39].

- William Baziotes (Pittsburg (Pennsylvanie), 1912 - Reading, Penn., 1963). Peintre américain. Réalise une œuvre commune avec Gerome Kamrowski et Jackson Pollock où l'automatisme se donne libre cours (1941)[réf. nécessaire]

- Jean-Louis Bédouin (Neuilly-sur-Seine (Hauts-de-Seine), 1929 – Paris, 1996). Poète, critique français. Il rencontre André Breton en 1947 et en 1950, publie la première monographie consacrée à l’inventeur du surréalisme dans la collection Poètes d’aujourd’hui initié par Pierre Seghers. Actif au sein du groupe surréaliste parisien, il écrit pour différentes revues. Avec Michel Zimbacca et Benjamin Péret, il réalise le film L’Invention du monde, en 1952. Puis, en 1964, il publie une Anthologie de la poésie surréaliste. Son activité surréaliste se poursuit après la dissolution du groupe parisien en 1969. Il fonde le Bulletin de liaison surréaliste qui, jusqu’en 1976, rend compte des recherches des artistes résolus à poursuivre l’aventure. À partir de 1974, il crée des objets désorientés qui seront présentés en 1977, à Paris[39].

- René Bélance (Corail (Haïti), 1915 - Port-au-Prince, 2004). Poète haïtien de langue française. Appelé « poète surréaliste » par le journaliste Roger Gaillard pour son recueil Épaule d'ombre en 1943, il accueille André Breton lors de sa visite à Port-au-Prince en 1945[40].

- Léon Bellefleur (Montreal (Canada), 1910 - ). Peintre canadien. Influencé à ses débuts par Paul Klee et les dessins d'enfants, il signe, en 1948, le manifeste Prisme d'yeux aux côtés de Mimi Parent et Jean Benoît. Ensuite il découvre le mouvement CoBRA[41].

- Hans Bellmer (Katowice (Silésie), 1902 - Paris, 1975). Peintre, graveur, dessinateur, photographe, sculpteur et théoricien. À partir de 1933, débute la confection de la première Poupée[42]. Il intègre le groupe surréaliste à son arrivée à Paris en 1937[43] ou en 1938[44]. En septembre 1939, il est arrêté et interné au Camp des Milles[45]

- Denise Bellon (Paris, 1902 - 1999). Photographe française. Proche des surréalistes dès les années 1920, elle a photographié plusieurs expositions et réalisé des portraits du groupe à la demande d'André Breton[46].

- Robert Benayoun (Port-Lyautey (Maroc), 1926 - Paris, 1996). Cinéaste, essayiste, critique de cinéma[47]. Il rejoint le groupe surréaliste en 1947 et fonde avec Ado Kyrou, la revue L'Âge du cinéma. En 1965, il publie Érotique du surréalisme chez Jean-Jacques Pauvert. Il réalise deux films Paris n'existe pas (1972) et Sérieux comme le plaisir (1975)[48].

- Jean Benoît (Québec, 1922 - Paris, 2010). Artiste plasticien canadien. Il rencontre André Breton en 1959, lors de son arrivée à Paris. En marge de l'exposition internationale du Surréalisme de 1959 dédiée à Éros, et en présence de Breton et Matta entre autres, il présente son Exécution du testament de Sade[49].

- Guido Biasi (Naples, 1933 - Paris, 1983). Peintre italien. En 1960, il s'installe à Paris et participe aux activités (revue et expositions) du mouvement Phases, ouvert aux artistes du monde entier et partagé entre le surréalisme et l'abstraction. Ainsi, en 1961, il est invité à l'exposition international du Surréalisme de New York[50].

- Ejler Bille (Odder (Danemark), 1910 - Ørby, 2004). Peintre, sculpteur et théoricien danois. Il joue un rôle déterminant dans la génèse du mouvement abstraction-surréalisme danois d'où débouchera plus tard CoBRA. Après un séjour à Paris, il publie au Danemark un ouvrage critique Picasso, surréalisme, abstraction (1934) et fonde la revue Linien[51].

- William Bjerke-Petersen (Frederiksberg (Danemark), 1909 - Halmstad, 1957). Peintre danois et théoricien de l'art. Il introduit le surréalisme au Danemark au début des années 1930 avec Ejler Bille et Wilhelm Freddie. En 1934, il dirige la première revue danoise surréaliste Konkretion. Il participe aux expositions surréalistes parisiennes puis se détourne du surréalisme à partir de 1950[52].

- Maurice Blanchard (Montdidier (Somme), 1890 – Montdidier, 1960). Poète français. Malgré la reconnaissance d'André Breton, René Char et Paul Eluard qu’ils considèrent comme « l’un des plus grands » poètes, il ne sera guère sollicité par les éditeurs. Son premier recueil, Malebolge, paraît en 1934. Amateur d’avion, il s’engage dans la seule escadrille présente à Dunkerque en mai-juin 1940. Pendant l’occupation, il collabore à la revue clandestine La Main à plume[53].

- Jacques-André Boiffard (La Roche-sur-Yon, 1902 - Paris, 1961). Écrivain et photographe français. Intègre le groupe surréaliste parisien en 1924 et participe à la revue La Révolution surréaliste. Il est l'auteur de la photographie de la « très belle et très inutile Porte Saint-Denis » insérée dans l'ouvrage d'André Breton, Nadja. Exclu en 1929, il contribue au pamphlet Un cadavre contre Breton, collabore à la revue Documents de Georges Bataille, puis à la disparition de celle-ci, il se consacre exclusivement à la médecine[54].

- Yves Bonnefoy (Tour, Indre-et-Loire, 1923 – Paris, 2016). Poète français. En 1946, paraissent des poèmes soutenus par Benjamin Péret dans son anthologie La Révolution la nuit : « Toute dogmatique est un assassinat. Tout métaphysicien un détrousseur de cadavres. » Mais c’est le recueil Du mouvement et de l’immobilité de Douve qui lui apporte une certaine notoriété[55].

- Marguerite Bonnet (Saint-Anthème, Puy-de-Dôme, 1920 – 1993, ???). Écrivaine et universitaire française. Elle rencontre André Breton en 1960. Elle rédige les notices chronologiques et critiques des 3 premiers volumes (sur 4) des œuvres complètes de Breton pour la collection Bibliothèque de la Pléiade aux éditions Gallimard. Sa thèse porte sur la naissance du surréalisme publiée aux éditions José Corti en 1975[55].

- Vincent Bounoure (Strasbourg, 1928 - Paris, 1996). Poète français. Il adhère au mouvement surréaliste à partir de 1955 et collabore aux différentes revues qui paraissent jusqu'en 1970. Refusant la liquidation du groupe en 1969, il poursuit son action surréaliste et anime le Bulletin de liaison surréaliste depuis 1971[56].

- Jean de Bosschère (1878 - 1953). Peintre et écrivain belge. Ami d'Antonin Artaud, Joë Bousquet et René Daumal.[réf. nécessaire]

- Joë Bousquet (Narbonne, 1897 - Carcassonne, 1950). Poète français. Une grave blessure reçue au cours de la Première Guerre mondiale, au printemps 1918, le rend paraplégique et le cloître dans sa maison de Carcassonne. Il adhère au surréalisme en 1924 et entretient une amitié épistolaire avec Paul Eluard et André Breton : « Je n'aurais pas élevé la voix à mon tour, ni jamais pris au sérieux les seules aspirations qui me font un bien précieux de ma vie ici-bas, si je n'avais rencontré Paul Eluard et André Breton, et si je n'étais devenu leur ami. »[57]

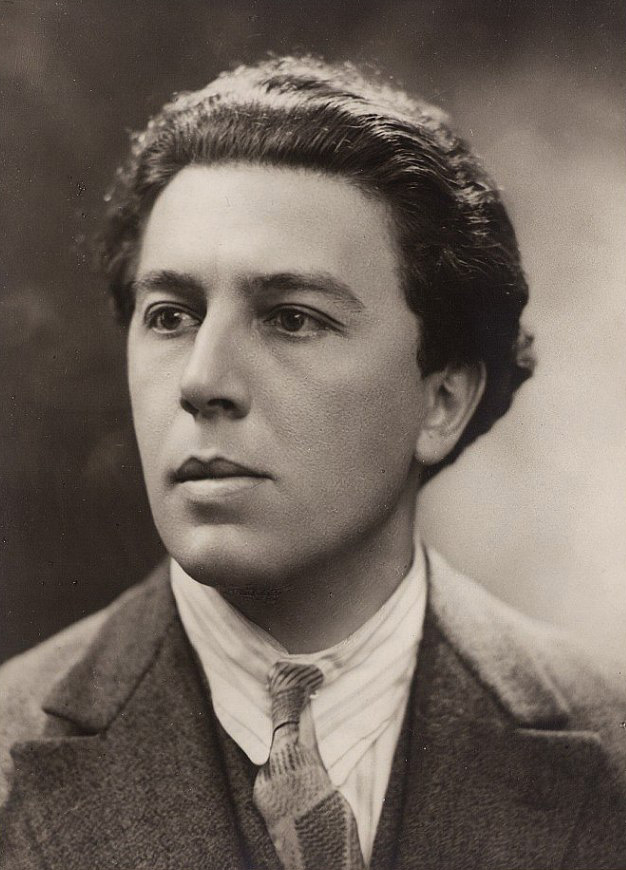
André Breton, 1924. Photo d'Henri Manuel

- Francis Bouvet (Paris, 1929 - Villejuif, Val-de-Marne, 1979). Peintre et plasticien français. Il participe à l'exposition Surréalisme de Bruxelles en 1945. Il intègre le groupe parisien qui se reforme autour d'André Breton, en 1947 et collabore à la revue NEON. En 1948, il est exclu pour « activités fractionnelles »[57].

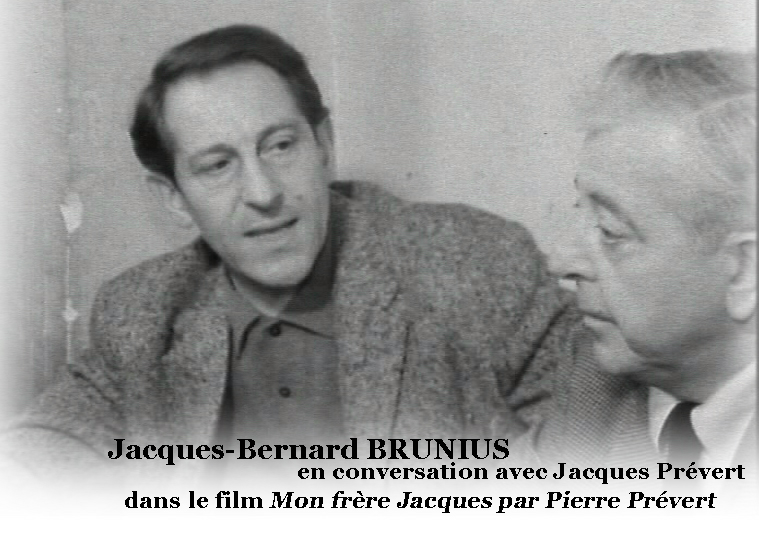
Jacques Brunius et Jacques Prévert en 1961

- Victor Brauner (Piatra Neamț (Roumanie), 1903 - Paris, 1966). Peintre et sculpteur roumain. Il rejoint le surréalisme en 1928 après la découverte de la peinture de Giorgio De Chirico. André Breton préface le catalogue de ses œuvres en 1934. Obsédé par le thème de l'énucléation, il perd un œil au cours d'un chahut entre amis au cours duquel il reçoit un verre en pleine face. Après une participation active dans l'organisation de l'exposition à la Galerie Maeght en 1947 où il présente son Loup-table, il s'éloigne du surréalisme[58].

Luis Buñuel, 1929. Photo de Man Ray

- Juan Brea (? 1908 - La Havane, 1941). Poète cubain. Dans les années 1930, il vit tantôt à Paris, où il s'enorgueillit qu'une rue porte son nom (Dans le 6e arrondissement, un homonyme en réalité) et Prague où il fréquente le groupe surréaliste naissant (Vítězslav Nezval, Jules Perahim puis Toyen). Les éditions Surréalistes publient son unique recueil La Saison des flûtes[59].

- André Breton (Tinchebray (Orne), 1896 - Paris, 1966). Poète et essayiste français. Théoricien et promoteur du surréalisme qu'il fonde au début des années 1920 et auquel il donne une assise théorique avec le Premier Manifeste du surréalisme en 1924. Qualifié par ses détracteurs de « Pape du surréalisme », il anime le mouvement jusqu'à sa mort[réf. nécessaire]

- Elisa Breton née Elisa Bindhoff (Vina del Mar (Chili), 1906 - Le Kremlin-Bicêtre, 2000). Plasticienne et écrivain chilienne. Elle rencontre André Breton à New York en janvier 1944. Ils se marient l'année suivante. Pour elle, Breton écrit Arcane 17. Elle a réalisé quelques boîtes surréalistes remarquables[60].

- J. B. Brunius né Jacques Henri Cottance (Paris, 1906 - Exeter (Angleterre), 1967). Poète, cinéaste et théoricien français du cinéma. Il fréquente les surréalistes dès 1927 et assiste Luis Buñuel sur le tournage de L'Âge d'or (1930). Réfugié en Angleterre en 1943, il collabore à la revue VVV que dirigent, à New York, André Breton et Marcel Duchamp et coécrit avec E. L. T. Mesens le tract Idolatry and confusion (1944). Jusqu'à sa mort, depuis Londres, il reste en contact avec le groupe surréaliste parisien[61].

- Camille Bryen (Nantes, Loire-Atlantique, 1907 – Paris, 1977). Écrivain, dessinateur et peintre français. André Breton le découvre à l’occasion d’un congrès sur le Surréalisme à Nantes. Il s’installe à Paris en 1926 et connaît sa première exposition de dessins et de collages en 1934. Parallèlement à son activité de poète, il réalise des dessins à la cire et à la bougie qu’il appelle « fumage » et assemble des objets insolites. En 1937, il prononce une conférence L’Aventure des objets à la Sorbonne. Il commence à peindre au sortir de Seconde guerre mondiale, mais il refuse de s’engager dans aucun mouvement préférant « s’attacher aux gens ». En 1945, il signe le manifeste Les Brûlots de la peur avec Breton, Arthur Adamov et Antonin Artaud[62].

- Luis Buñuel (Calanda, Espagne, 1900 - Mexico, 1983). Cinéaste espagnol. Le film Un chien andalou qu'il coréalise avec Salvador Dalí (1929), enthousiasme André Breton et ses amis. Toujours avec Dalí, il réalise L'Âge d'or (1930) dont la projection suscite une violente réaction de la part de groupes d'extrême-droite qui a pour conséquence d'interdire le film de projection jusqu'en 1980[62].

- Max Bucaille (Sainte-Croix-la-Hague (Manche), 1906 – Créteil (Val de Marne), 1996). Poète et plasticien français. Tout en étant professeur de mathématique, il écrit des poèmes et les illustre de collages oniriques. Après la Seconde guerre mondiale, il se rapproche des surréalistes révolutionnaires comme Tristan Tzara (1946). Il poursuit ses recherches picturales et tente la sculpture[62].

## C
- Haut – A
- B
- C
- D
- E
- F
- G
- H
- I
- J
- K
- L
- M
- N
- O
- P
- Q
- R
- S
- T
- U
- V
- W
- X
- Y
- Z

- Guy Cabanel (Béziers, 1926). Poète français. Ses premiers textes surréalistes datent de 1949[61], mais c'est son premier ouvrage À l'Animal noir, diffusé hors commerce en 1948, qui est salué par André Breton, lequel écrira aussi à la réception de Maliduse (1961), s'adressant à Joyce Mansour : « La poésie surréaliste, c'est vous, Jean-Pierre Duprey et Guy Cabanel. »[63]

- Claude Cahun née Lucy Schwob (Nantes, 1894 - Saint-Hélier (Jersey), 1954). Écrivaine et photographe française. Nièce de l'écrivain Marcel Schwob, elle prend le pseudonyme de Claude Cahun en 1917[64]. En 1930, elle envoie son recueil Aveux non avenus à André Breton mais c'est en adhérant à l'Association des écrivains et artistes révolutionnaires (AEAR)[65] qu'elle rencontre Breton et René Crevel. Elle participe à l'Exposition des objets surréalistes à Paris ainsi qu'à l'Exposition surréaliste internationale de Londres (1936). En 1953, elle tente de renouer des liens avec les surréalistes parisiens[66].

- Alexander Calder (Philadelphie (Pennsylvanie), 1898 – Saché (Indre-et-Loire), 1976). Sculpteur. Au début des années 1930, Marcel Duchamp découvre le Cirque miniature fait de constructions métalliques animées ou non par un moteur électrique. Il organise une exposition et donne le nom de  « mobiles » à ces sculptures, tandis que Hans Arp appelle « stabiles » ces « objets qui bougent et font un motif. » André Breton cite Calder parmi les sculpteurs qui « permettent à la sculpture d’accomplir sa révolution. »[67]

- Jorge Camacho (La Havane, 1934 - Paris, 2011). Peintre cubain. Il expose ses premières toiles à La Havane en 1955. Il s’installe à Paris en 1960 où une exposition est organisée à la galerie Cordier. Il rencontre André Breton qui le citera dans Le Surréalisme et la peinture. Il est de ceux qui sont restés fidèles au Surréalisme après la mort de Breton, comme Vincent Bounoure, Jean Benoît ou Joyce Mansour dont il illustre des poèmes. Il retourne à Cuba en 1967 mais en revient vite, désenchanté par la tournure prise par la révolution. Après l’Europe, sa réputation gagne l’Amérique du Sud[67].

- James Cant (Melbourne, 1911 - ). Peintre, collagiste, concepteur d’objets australien. En 1932, il participe à l’Exposition surréaliste d’objets organisée à Londres où il présente cinq objets[68].

- Bruno Capacci (Venise, 1906 - Bruxelles, 1996). Peintre et poète italien. Dans les années 1930, il s’installe à Paris puis en Belgique dans les années 1940. Ses sources d’inspiration sont Giorgio De Chirico, Paul Klee et Joan Miró avant de se tourner vers la figuration[68].

- Carlo Carrà (Quargnento, Italie, 1881 - Milan, 1966). Peintre italien, un des pionniers du futurisme. Tout d'abord épigone de Giorgio De Chirico dans sa période dite de la peinture métaphysique, et bénéficiant, de ce fait, de l'accueil favorable que les surréalistes accordent à De Chirico, il prend ses distances avec ce dernier qui évolue vers un néo-classicisme qui le déroute[69].

- Leonora Carrington (Clayton Green (Angleterre), 1917 - Mexico, 2o11). Peintre et écrivaine anglaise. Elle étudie le dessin et la peinture à l’académie Amédée Ozenfant à Londres. En 1936, elle rencontre André Breton, Paul Eluard et Max Ernst à l’occasion de l’exposition surréaliste de Londres. Elle rejoint Ernst à Paris puis ils s’installent à Saint-Martin-en-Ardèche jusqu’en 1940 date de l’arrestation d’Ernst par les forces françaises et son internement au Camp des Milles près d’Aix-en-Provence. Cette même année, Breton publie La Débutante dans son Anthologie de l’humour noir. Cherchant en vain à faire libérer Max Ernst, elle traverse une profonde dépression qu’elle  racontera dans Down below (1944). Pour s’échapper d’un asile en Espagne, elle épouse un américain qui la fait venir à New York où elle retrouve les surréalistes exilés. Elle quitte New-York en 1942, pour le Mexique où elle divorce, rencontre Benjamin Péret et Remedios Varo et réalise la fresque Le Monde magique des Mayas pour le musée national d’anthropologie de Mexico (1963)[70] Imprégnée de la pensée de Carl Gustav Jung, elle publie des contes, récits autobiographiques, romans et pièces de théâtre qui fait la part belle à ce qui nourrit ses toiles : le merveilleux, la pensée cosmique, la proche présence de l’invisible. En 1968, à la suite du massacre de Tlatelolco, elle est expulsée du Mexique. En 1986, elle renie le Surréalisme et considère qu'il fut « une foutaise pour les femmes. »[71] En 1990, Leonora Carrington rentre à Mexico et se tourne vers la sculpture[72].

- Jean Carrive (Bordeaux, 1904 – 1963). Écrivain français. Surréaliste de la première heure, il est cité par André Breton dans le premier Manifeste du surréalisme, mais exclu du mouvement après son rapprochement avec le groupe Clarté[73].

- Michel Carrouges né Louis Joseph Couturier (Poitiers, 1910 - Paris, 1988). Écrivain français. Il rencontre André Breton en 1946 à qui il consacre un essai André Breton et les données fondamentales du Surréalisme (1949). Catholique de conviction bien qu'il ne manifeste aucune réaction après la publication du tract À la niche les glapisseurs de Dieu (1948), il envisage de prononcer une conférence au Centre catholique des intellectuels français intitulée Le Surréalisme est-il mort ?. Cette conférence suscite une vive opposition de certains surréalistes comme Henri Pastoureau et le détachement de ceux qui reprochent à Breton son attitude conciliante[73]. (L'affaire Carrouges, février 1951).

- Aimé Césaire (Basse-Pointe (Martinique), 1913 - Fort-de-France, 2008). Poète et homme politique français. Il attire l'attention d'André Breton en 1939 avec son recueil Cahier d'un retour au pays natal. À l'occasion d'une escale forcée sur le chemin des États-Unis, Breton le rencontre à Fort-de-France (1941)[74]. Et découvrant la revue Tropiques, il s'écrie : « ce qui était dit là, c'était ce qu'il fallait dire, non seulement du mieux mais du plus haut qu'on pût le dire [...] On s'apercevait que, du plus simple au plus rare, tous les mots passés par la langue étaient nus. »[75]

- Suzanne Césaire née Suzanne Roussi (Trois-Islets (Martinique), 1915 - La Verrière (Yvelines), 1966). Écrivaine française. Elle rencontre Aimé Césaire à Paris en 1937, ils s’épousent et partent en Martinique où elle enseigne au lycée Schoelcher de Fort-de-France. Avec Aimé Césaire et René Ménil, elle participe à la fondation de la revue Tropiques. En 1941, André Breton, sur le chemin de l’exil, en découvre le premier numéro et c’est le début d’une longue amitié. Il dédie à Suzanne un texte de son livre poétique Martinique, charmeuse de serpent[76].

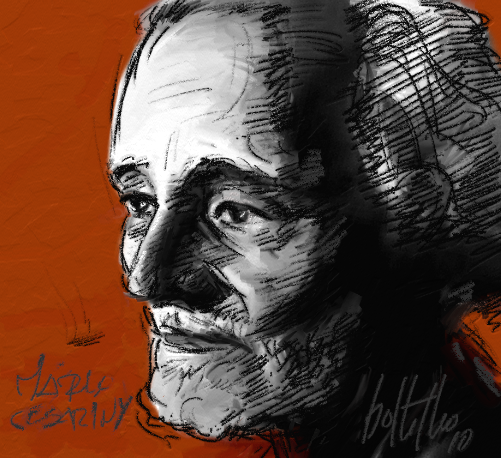
Mário Cesariny

- Mário Cesariny né Cesariny de Vasconcelos (Lisbonne, 1923 - 2006). Peintre et poète portugais. Traducteur de Arthur Rimbaud, animateur et figure centrale du Surréalisme au Portugal :  il fonde le premier groupe surréaliste à Lisbonne en 1947 et rencontre André Breton à Paris. Son dernier ouvrage Textes d'affirmation et de combat du mouvement surréaliste mondial paraît à Lisbonne en 1977[77].

- Paul Chadourne (Brive-la-Gaillarde, 1898 - Garches, 1981). Médecin, journaliste et critique d'art. Il fréquente le mouvement Dada. En 1929, il épouse la photographe Georgette Chadourne[78][réf. nécessaire]

- René Char (L'Isle-sur-la-Sorgue, 1907 - Paris, 1988). Poète et résistant français. Il intègre le groupe surréaliste par l'intermédiaire de Paul Eluard en 1929. Avec ce dernier et André Breton, ils écrivent Ralentir travaux (1930). Il participe aux activités du groupe jusqu'en décembre 1935 quand, dans une lettre ouverte, il déclare qu'« il fallait dissoudre, en beauté, le Surréalisme pour lui éviter la honte de devenir centenaire. »[79]

- Jean-Claude Charbonel (Clichy, 1938 - St-Brieuc, 2016). Peintre français. En 1965, il participe à la fondation du mouvement Rupture et de la revue du même nom qui se réclame de la Fondation Internationale de l’Art Révolutionnaire Indépendant (FIARI) créée par André Breton et Léon Trotsky en 1938. Mais le groupe ne peut surmonter ses divergences et Charbonel se présente comme un surréaliste révolutionnaire qui s’oppose au surréalisme historique. Après deux expositions en 1967 et 1970, il s’isole tout en poursuivant une peinture procédant de l’« automatisme à plusieurs vitesses »[80].

- Serge Charchoune (Bourgourouslan (Russie), 1888 – Paris, 1975). Peintre et poète d'origine russe. Après sa participation active à Dada, Charchoune rompt avec le mouvement après 1923. Si les surréalistes ont admiré son œuvre, il s’est toujours gardé de les rejoindre même si pour lui « l’art est du domaine de l’extase »[80].

- Achille Chavée (Charleroi, 1906 - La Hestre, 1969). Écrivain et poète belge. Il fonde en 1933 le groupe Rupture indépendant du groupe de Bruxelles. En 1936, avec l’aide de E. L. T.  Mesens, il organise, à La Louvière, une exposition internationale du surréalisme[81]. Cette même année, il s’engage dans les Brigades internationales. A son retour d’Espagne, il quitte Rupture et créé le groupe surréaliste en Hainaut avec son ami Fernand Dumont. Pendant l’occupation allemande, il participe aux activités de La Main à plume et vit dans la clandestinité pour échapper à la Gestapo. Après la Libération, il fonde un nouveau groupe Haute nuit avec Pol Bury. Son activité surréaliste s’exprime au travers de la publication d’une trentaine d’ouvrages depuis Pour cause déterminée en 1935 jusqu’à L’Agenda émeraude en 1969. Dans les années 50 et 60, il se rapproche d’André Breton et collabore à différentes revues surréalistes parisiennes[82].

- Malcolm de Chazal (Vacoas (Île Maurice), 1902 - Curepipe, 1981). Écrivain mauricien. En 1947, il publie, à compte d'auteur, Sens plastique II qui impressionne fortement les surréalistes[83]sauf André Breton qui lui reproche de « céder à une ivresse divinatoire sans lendemain. » De Chazal réplique en critiquant l’entreprise surréaliste qui « ne peut dépasser les divisions qui aveuglent l’homme et l’emprisonnent. » En 1954, il se tourne vers la peinture n’utilisant que des couleurs pures pour traduire, selon Léopold Sedar Senghor, « des visions nouvelles : celles mêmes du monde invisible, disparues depuis la sortie du Paradis terrestre. »[82]

- Sadi Cherkeshi (Turquie, 1915 - ???). Poète turc. Lié aux surréalistes de Londres durant la seconde guerre mondiale, il édita, en 1944, une revue éphémère Dint qui n'eut que deux numéros[82].

- Teófilo Cid (Temuco (Chili), 1914 - Chili, 1964). Poète chilien. Il participe au groupe des surréalistes chiliens intitulé Mandragora. Selon l'écrivain Enrique Gómez Correa, ce poète « visionnaire » se situe entre Gérard de Nerval et Lautréamont : « Les oiseaux bordent le couchant / abritant de leur ombre le paysage / oiseaux de lait / oiseaux aux morsures riantes / qui sortent de l'aurore comme des baisers écrasés par la nuit. »[84]

- Juan Eduardo Cirlot (1916 – Barcelone, 1973). Poète catalan et historien de l’art. Initié au surréalisme après 1947, il prend contact avec André Breton et publie plusieurs ouvrages sur des peintres surréalistes dont Joan Miró ou Salvador Dalí. Dans l’enquête initiée par Breton dans L’Art magique, il explique sa passion pour l’objet : « Dans tout on peut apercevoir le sens, en tout gît le symbole… » Cependant, enclin à certaines formes de mysticisme, comme le soufisme, il se détourne du surréalisme[85].

- Jean Cocteau (Maisons-Laffitte, 1889 - Milly-la-Forêt, 1963). Écrivain, romancier, poète, dramaturge, essayiste, peintre, plasticien et cinéaste français. Artiste mondain et controversé, surnommé « faupoîte » (le faux poète) par Guillaume Apollinaire, il fréquente les dadaïstes puis les surréalistes : ces derniers ne mettront pas longtemps à le renier violemment et à le détester pour avoir revendiqué la découverte de Lautréamont. Après la sortie de son film Le Sang d'un poète (1930), André Breton et Georges Sadoul dénoncent « d'ignobles contrefaçons », n'y voyant qu'un plagiat de Luis Buñuel[86].

- Pascal Colard (Paris, 1938). Poète et peintre, ses premiers textes sont parus dans la 7e livraison de la revue La Brèche, action surréaliste. Fondateur du groupe RUpTure, il est exclu du groupe surréaliste en 1965[réf. nécessaire]

- Paul Colinet (Arquennes (Belgique), 1898 – Bruxelles, 1957). Poète belge et dessinateur d’« images à un sou ». Ami du peintre René Magritte, il se lie au groupe surréaliste de Bruxelles en 1935. Son goût pour les enluminures, les histoires de brigands, les paysages en transparence l’engage vers un surréalisme inconnu auparavant. Ainsi le Vidame de Clochegourde qui descend de son carosse pour un pays en entonnoir et aux milliers de poivrières […] Dans le château où les animaux sont costumés, le vidame allume les lustres et mange du civet. Collaborateur actif de la revue Le Ciel bleu, il a défini son univers comme « un petit catalogue buissonnier du secret plaisir. »[87]

- Ithell Colquhoun (Sylhet (Inde), 1906 - Lamorna (Angleterre), 1988). Peintre et poète anglaise. En 1939, elle rejoint le groupe surréaliste londonien et participe à l'exposition Living art in England. Elle collabore à la revue London bulletin (poèmes et tableaux). Son goût pour l'occultisme l'écarte du groupe[88].

- Aloïse Corbaz (Lausanne, 1886 - Gimel (Suisse), 1964). Peintre suisse. Ayant aperçu le Kaiser Guillaume II au cours d'une parade militaire, elle en tombe amoureuse au point que sa famille la fait interner en 1918. Elle y restera enfermée jusqu'à sa mort. À l'âge de 55 ans, elle commence à dessiner avec des crayons aux couleurs vives et sans nuance des dessins dont les thèmes principaux sont les grandes amoureuses de l'histoire telles Cléopâtre ou Joséphine de Beauharnais. En 1950, elle réalise un dessin sur une feuille de 14 mètres : Le Cloisonné de théâtre[13].

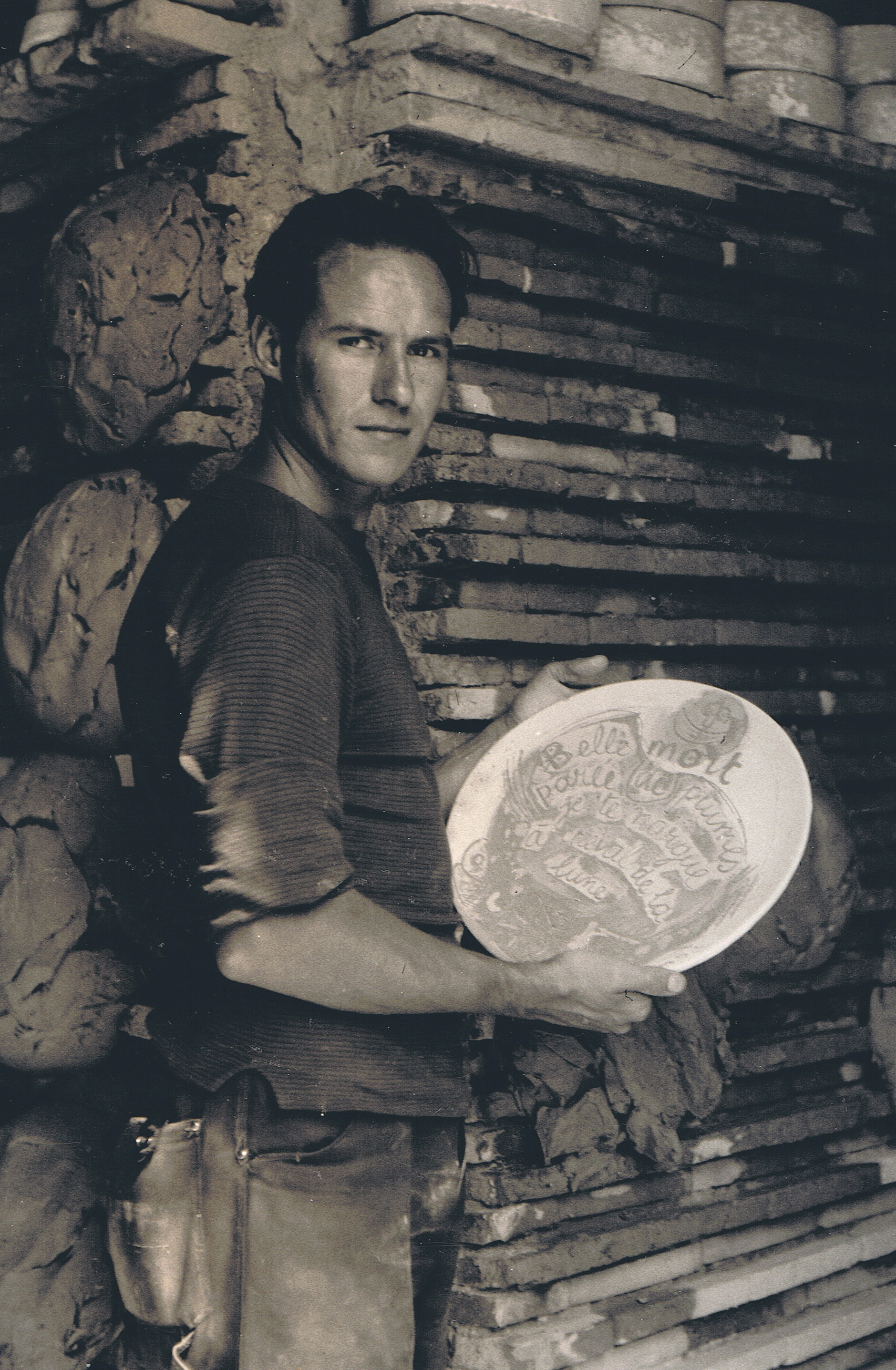
Corneille

- Corneille né Corneille Guillaume van Beverloo (Liège, 1922 - Auvers-sur-Oise (Val-d'Oise), 2010). Peintre, sculpteur, graveur, céramiste hollandais. Fondateur du groupe expérimental hollandais et de la revue Reflex avec Karel Appel en juillet 1948 puis du mouvement artistique CoBrA avec Asger Jorn. Bien qu'il entre en relation avec les surréalistes révolutionnaires, André Breton l’invite à participer à l’Exposition internationale du Surréalisme à New York (1960). Il ne reniera jamais l’influence du surréalisme pour son œuvre[89].

- Joseph Cornell (Nyack, 1903 - New York, 1972). En 1931, il découvre les collages de Max Ernst exposés à la galerie Julian Levy et commence alors la réalisation d'assemblages en relief d'objets trouvés. En 1932, il expose ses œuvres qu'il appelle Jouets surréalistes. Puis, il se met à construire des boîtes aux casiers géométriques où il associe des images d'art et des bibelots. L'utilisation de matériaux fragiles suggère le caractère « impermanent de l'œuvre et la fuite du temps. »[90]André Breton :« Cornell, aux confins de la vue stéréotypique, anaglyphique et de la vision stéréotypée, a médité une expérience qui bouleverse les conventions d'usage de objets. » Cornell refusera de s'associer à quelconque groupe surréaliste et restera farouchement indépendant[89]

- José Corti (Vitry-sur-Seine, 1895 - Paris, 1984). Éditeur français. C'est dans sa revue Vers l'idéal, en 1912, qui ne comptera qu'un seul numéro, qu'André Breton verra ses premiers poèmes publiés. À partir de 1925, il devient le principal éditeur des surréalistes bien qu'il n'ait jamais adhéré au mouvement[91].

- Candido Costa Pinto (Figueira da Foz (Portugal), 1911 - ). Peintre portugais. En 1947, il rencontre André Breton qui l’encourage à créer un groupe à Lisbonne. Mais il en sera exclu très rapidement pour avoir accepté de participer à une exposition officielle du régime Salazar. Son inspiration dalinienne n’y survivra pas[92].

- Alfred Courmes (Bormes-les-Mimosas, 1898 - Paris, 1993). Peintre français. Élève et disciple de Roger de La Fresnaye, un temps attiré par l'esthétique cubiste, il développe peu à peu des affinités assez nettement surréalistes. Partageant avec son ami Clovis Trouille un goût avéré pour la provocation, le mauvais goût assumé, le sacrilège, le scandale et l'érotisme transgressif, il affectionne les rapprochements, collages et raccourcis visuels déconcertants typiques de l'atmosphère onirique ou détournée des toiles surréalistes. Humour et non-sens infiltrent la fantasmatique et le discours critique social pour s'approprier tout un pan de la mythologie culturelle occidentale. En 1946, il participe à l'Exposition surréaliste de Lille avec René Magritte et Trouille[93].

- Claude Courtot (Paris, 1939 - Saint-Denis (Seine-St-Denis), 2018). Écrivain français. Il rencontre André Breton en 1964 et devient un membre actif au sein du groupe surréaliste notamment pour les liens établis et entretenus avec les surréalistes tchécoslovaques[92].

- Victor Craste (Perpignan (Pyrénées-Orientales), 1903 - Perpignan, 1983). Écrivain français. En 1924 il collabore à la revue Clarté et devient l’un des instigateurs du rapprochement avec les surréalistes. Avec Louis Aragon il rédige le manifeste La Révolution encore et toujours. Selon Gérard Legrand : « ses souvenirs apportent sur les débuts du surréalisme un témoignage essentiel. »[94]

- Arthur Cravan né Fabian Avenarius Lloyd (Lausanne, 1887 - Golfe du Mexique, 1918?). Poète et boxeur suisse. « Ingénieur du temps perdu » selon Marcel Duchamp[95]. Arthur Cravan s'est affirmé comme le précurseur de Dada au travers de sa revue Maintenant qu'il rédigeait seul, de 1912 à 1915. André Breton le cite dans son Anthologie de l'humour noir pour son compte rendu du Salon des Indépendants « qui reste le chef-d'œuvre de l'humour appliqué à la critique d'art. »[94]

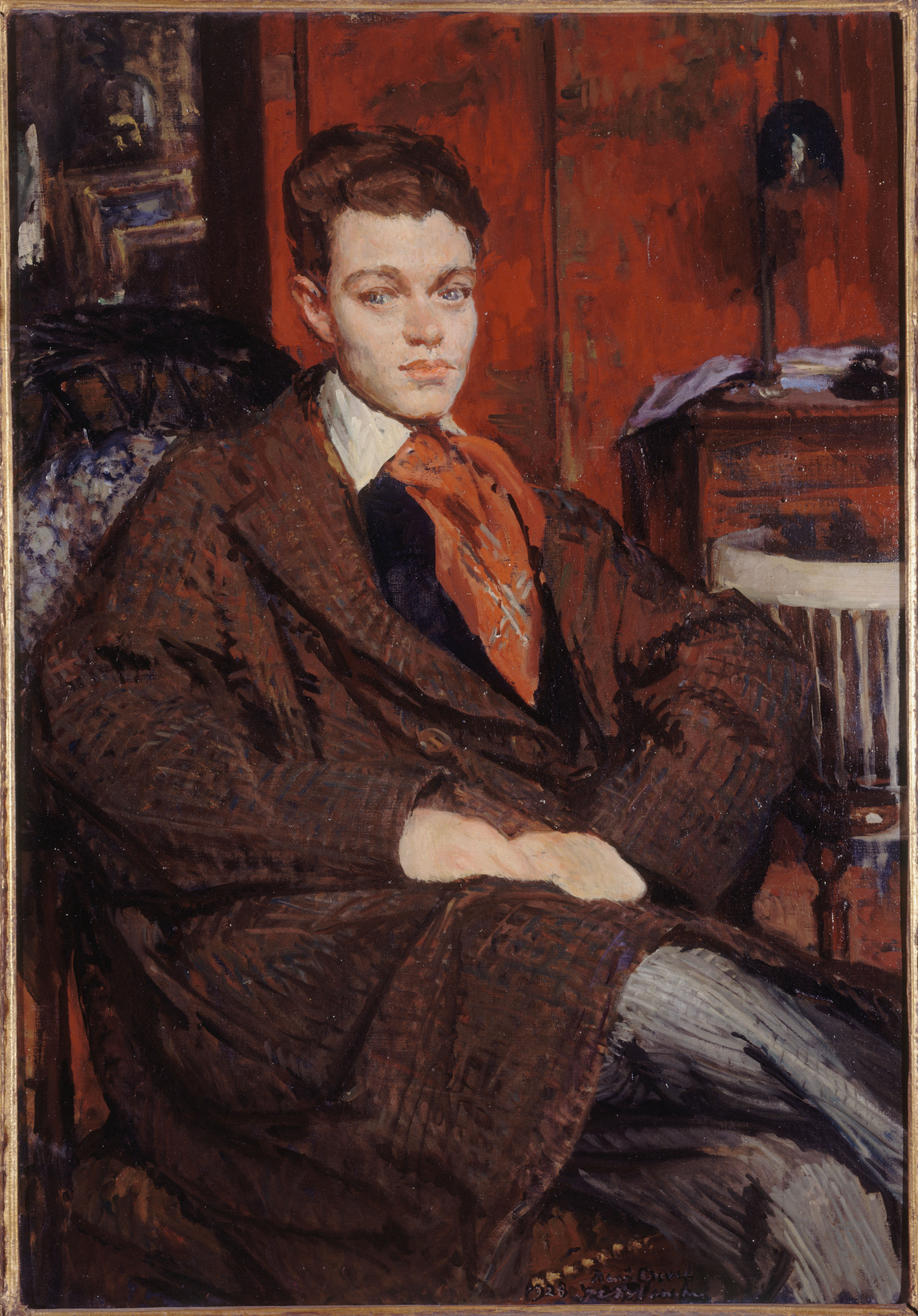
René Crevel, 1928. Portrait d'Émile Blanche

- Robert Crégut (Paris, 1924 - Garches (Val-de-Marne), 1996). Poète français, publié par Benjamin Péret dans NEON et proche de Michel Leiris[réf. nécessaire]

- René Crevel (Paris, 1900 - 1935, suicidé). Écrivain français. En 1921, il sympathise avec André Breton et aussi avec Tristan Tzara et les dadas, fasciné par leur révolte et leur goût du scandale. En 1922, il initie Breton et Robert Desnos aux expériences de sommeil hypnotique. En 1926, paraît le roman La Mort difficile dont les faits autobiographiques sont à peine dissimulés : le héros, Pierre, homosexuel et toxicomane, finit par se suicider. Déjà, en 1924, dans son premier roman Détours, Crevel imagine son suicide : « Une tisane sur le fourneau à gaz, la fenêtre bien close, j’ouvre le robinet d’arrivée ; j’oublie de mettre l’allumette. » Désespéré par l’interdiction de prise de parole faite à Breton à l’occasion du Congrès des écrivains pour la défense de la culture, René Crevel se suicide le 18 juin 1935. Épinglé au revers de son veston, on trouvera un billet : « Prière de m’incinérer. Dégoût. »[96]

- Roberto Crippa (Monza, 1921 - Bresso (Italie), 1972). Peintre italien. Ami de Victor Brauner, Max Ernst et Wifredo Lam, le surréalisme lui inspire l'automatisme, l'irrationnel et le collage d'éléments hétéroclites pour la réalisation de ses œuvres[97].

- Leandre Cristòfol i Peralba (Os de Balaguer, 1908 - Lleida, 1998). Sculpteur catalan. Sa démarche s’inscrit dans le prolongement d’Alberto Giacometti quand ce dernier abandonne ses recherches surréalistes. En 1936, il expose à Barcelone avec le groupe appelé logicophobiste réunissant plusieurs artistes surréalistes catalans[98].

## D
- Haut – A
- B
- C
- D
- E
- F
- G
- H
- I
- J
- K
- L
- M
- N
- O
- P
- Q
- R
- S
- T
- U
- V
- W
- X
- Y
- Z

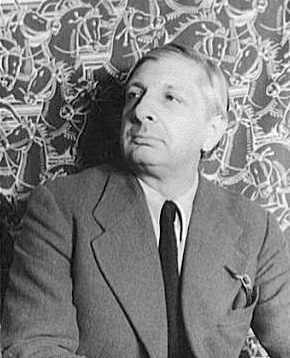
Giorgio De Chirico en 1936 (photographie de Carl Van Vechten)

- Antonio Da Costa (Açores, 1917 - Lisbonne, 1977). Peintre et poète portugais. L'un des premiers peintres surréalistes portugais. Il expose à Lisbonne en 1940. En 1950, il cesse de peindre sans pour autant renier ses influences. Quelques mois avant sa mort, il écrit une série de courts poèmes[99].

- Gala Dalí née Helena Dimitrievna Deluvina Diakonova (Kazan (Russie), 1894 – Figueras (Espagne), 1982). Muse et épouse de Paul Eluard, maîtresse de Max Ernst puis épouse et unique modèle féminin de Salvador Dalí qui fait d'elle un mythe vivant et une icône moderne, doublé d'un efficace agent artistique[100].

- Salvador Dalí (Figueras, 1904 - 1989). Peintre, sculpteur, architecte, cinéaste espagnol. Il rejoint le groupe des surréalistes à Paris en 1928 sur le conseil de Joan Miró. Au début des années 1930, il invente la méthode d'interprétation paranoïaque-critique. Sous l'influence de Gala, il ne refuse pas la reconnaissance et les honneurs a contrario du groupe. Ses prises de positions politiques réactionnaires répétées et, notamment, sa relation privilégiée avec le dictateur espagnol Franco et son admiration assumée pour Hitler aboutissent à son exclusion définitive des surréalistes parisiens en 1939 par André Breton. Ce dernier lui donnera le surnom d'« Avida Dollars » : anagramme de son patronyme[101].

- René Daumal (Bouzincourt, 1908 - Paris, 1944). Poète et écrivain français. Cofondateur de la revue et du groupe Grand Jeu avec Roger Vailland et Roger Gilbert-Lecomte, en 1928. Alors que tout le groupe est exclu par André Breton (mars 1929), seul René Daumal est cité dans le Second manifeste du surréalisme. Cependant, Breton lui demande de « préciser sa position personnelle » à l'égard du surréalisme. Dans sa Lettre ouverte à André Breton sur les rapports du surréalisme et du Grand jeu, René Daumal n'exclut pas la possibilité d'alliances ponctuelles « contre nos ennemis communs » mais souligne qu'elles ne sauraient réduire l'irrémédiable hiatus qui sépare les deux groupes : l'idéologie et la pratique surréaliste (définie comme une simple « science amusante ») n'ont rien de commun avec la soif d'absolu qui anime leGrand jeu. Après la dissolution du Grand jeu en 1934, il se détourne résolument du surréalisme[102].

- Raymond Daussy (Rouen (Seine-Maritime) , 1919 - Clermont-Ferrand (Puy-de-Dôme), 2010). Peintre et photographe français. L’un des fondateurs du groupe des surréalistes révolutionnaires, en 1947. Peintre figuratif proche de Pierre Roy, il rejoint le groupe Phase en 1964. Mais son retrait à Clermont-Ferrand plutôt que Paris et son goût pour la solitude contraignent la pleine reconnaissance de son œuvre[102].

- Hugh Sykes Davies (Prescot (Angleterre), 1909 - Cambridge, 1984) Poète et écrivain anglais. Précurseur et investigateur du surréalisme en Angleterre, en 1935, il publie le premier roman surréaliste anglais Petron où les aventures du héros défient toute logique. Après avoir participé à l’exposition internationale du surréalisme à Londres, il quitte l’avant-garde artistique pour un certain académisme[103].

- Adrien Dax (Toulouse, 1913 - 1979). Peintre et écrivain français. Il découvre la peinture surréaliste dans la revue Minotaure. Proche à l'origine des Jeunesses communistes, il se rallie au surréalisme en 1947. Avec l'impressions de relief(s) de son invention, il met au point une technique proche de la lithographie pour réaliser des œuvres dérivée de l'automatisme[104].

- Giorgio De Chirico[105] (Volos, Grèce, 1888 - Rome, 1978). Peintre italien. Créateur de la peinture métaphysique, avec Carlo Carrà, qui devient un temps son disciple, son tableau Le Cerveau de l'enfant fascine André Breton qui le découvre en 1916. Il participe à la première exposition d'œuvres surréalistes à Paris en 1925. Renié par le groupe qui observe avec consternation son évolution artistique vers le néo-classicisme[106].

- Jean Degottex (Sathonay-Camp, (Rhône), 1918 - Paris, 1988). Peintre autodidacte français. Le catalogue de son exposition parisienne de 1955 est préfacé par André Breton : « [De ceux qui] par leur vision au-delà du monde des apparences cherche à dévoiler l’esprit des choses. »[107]

- Lise Deharme née Lise Hirtz (Paris, 1898 - Neuilly-sur-Seine, 1980). Romancière et poétesse française. Elle rencontre Louis Aragon et André Breton au Bureau de recherches surréalistes en 1924. Elle y laisse un gant et attise une passion amoureuse de la part de Breton. Ce dernier en raconte l'épisode dans Nadja : elle apparait sous le nom de Lise Meyer, « la femme aux gants bleu ciel. »[108]. En 1933, elle dirige la revue surréaliste Le Phare de Neuilly[109]. En 1954, elle contribue au recueil Farouche à quatre feuilles avec André Breton, Julien Gracq et Jean Tardieu[110].

- Frédéric Delanglade (Bordeaux, 1907 - Avignon, 1970). Médecin psychiatre et peintre français. Ami de Gaston Ferdière et d’Antonin Artaud, il rejoint le groupe surréaliste parisien en 1933. En 1939, il organise l’exposition Le Rêve dans l’art avec une importante section de peintres «surréalistes» au nombre de douze. En 1941, ayant rejoint ses amis à la villa Air bel à Marseille, il coordonne avec André Breton la réalisation du Jeu de Marseille. Il est arrêté peu de temps après. Après la Libération, il expose à la Galerie Maeght pour Le Surréalisme en 1947[107].

- André Delons (Le Vésinet, 1909 - Dunkerque, 1940). Écrivain, poète français et critique de cinéma. Membre du Grand Jeu dès 1928. Pour la revue Les Cahiers du Sud, il dirige un numéro spécial sur le peintre Joseph Sima. Cousin de Jacqueline Lamba, il lui fait découvrir la production littéraire des surréalistes et notamment le récit Nadja d'André Breton. Ce livre provoque le désir et la volonté de Jacqueline Lamba d'en connaître son auteur[111].

- Toni del Renzio (Tsarkoe Selo (Russie), 1915 - Margate (Angleterre), 2007). Poète et peintre italien. Après avoir fui le régime de Mussolini, il rencontre les surréalistes parisiens en 1936. En 1940, il rejoint le groupe anglais à Londres. Il édite la revue Arson et organise une exposition internationale avec les participations de Eileen Agar, Ithell Colquhoun, Conroy Maddox et Robert Melville. Des divergences idéologiques mêlées à des raisons personnelles provoquent la rupture avec E. L. T. Mesens en 1944 et suscitent la rédaction par ce dernier du manifeste Idolatry and confusion[112].

- Joseph Delteil (Villar-en-Val, 1894 - Grabel (Hérault), 1978). Romancier et poète français. C'est avec son premier roman Sur le fleuve Amour, en 1922, que Delteil attire l'attention de Breton pour qui cette œuvre « dédommageait de tant de diables au corps[113]. » Il participe à la revue Littérature et à la rédaction du pamphlet Un cadavre écrit contre Anatole France. André Breton le cite dans le Manifeste du surréalisme parmi ceux qui ont fait « acte de surréalisme absolu ». Cependant la parution de sa Jeanne d'Arc, en 1925, malgré le scandale provoqué par une vision anticonformiste et peu historique de l'héroïne, provoque un violent rejet de la part de Breton qui qualifie l'œuvre de « vaste saloperie ». Peu après, Breton lui envoie une lettre de rupture après que Delteil eut déclaré dans un entretien qu'il ne rêvait jamais[114].

- Paul Delvaux (Antheit (Belgique), 1897 - Furnes (Belgique), 1994). Peintre belge. Après des études à l'Académie royale des Beaux-Arts de Bruxelles, il réalise des tableaux influencés, notamment, par James Ensor. Son univers favori est la gare de chemin de fer. C'est en découvrant un tableau de Giorgio De Chirico Mélancolie et mystère d'une rue que Delvaux a la « révélation » du surréalisme (1934). Sans jamais adhérer au mouvement, il expose ses œuvres à l'exposition des surréalistes de Paris en 1938. Ses thèmes récurrents se caractérisent par la représentation de femmes nues, d'hommes habillés en costume et d’éphèbes statiques au sein d'un paysage ou d'un milieu urbain figés[réf. nécessaire].

- René Depestre (Jacmel (Haïti), 1926). Poète, romancier, essayiste haïtien. Très jeune, il considère le communisme et le surréalisme comme deux mouvements représentants « l’action révolutionnaire des prolétaires et des artistes pour s’intégrer dans de nouvelles structures sociales plus cohérentes et plus accueillantes. » En 1946, lors de son passage à Port-au-Prince, André Breton donne un texte pour la revue La Ruche[115].

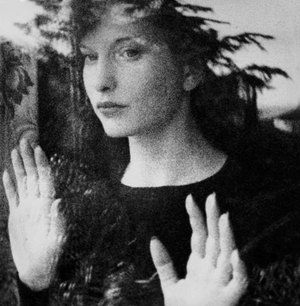
Maya Deren, 1943. Photogramme du film Meshes of the Afternoon

- Maya Deren (Kiev, 1917 - New York 1961). Cinéaste américaine. En 1922, sa famille s’installe aux États-Unis et à 22 ans, elle tourne son premier film Meshes of the afternoon. Pendant la Seconde guerre mondiale, elle rencontre André Breton, en exil à New-York et Marcel Duchamp fait une apparition dans The Witch’s craddle (1943). L’année suivante, elle réalise son chef-d’œuvre At land dont le montage-collage s’apparente à Un chien andalou de Luis Buñuel et Salvador Dalí. En 1947, elle filme des rituels vaudou en Haïti et revendique son œuvre comme plus expérimentale que surréaliste[116].

- Paul Dermée, né Camille Gérard Zéphirin Janssen (Liège, 1886 – Paris, 1951). Poète, écrivain, critique littéraire et éditeur de revue belge. Se disant « dadaïste cartésien » il participe au mouvement en écrivant dans différentes revues comme Cannibale. Il crée sa propre revue Z’ (unique numéro) en mars 1920. S’opposant constamment à André Breton, il rejoint Yvan Goll qui fonde son propre surréalisme en 1924. À la fin de cette même année, il renonce à toute expression artistique[115].

- Robert Desnos (Paris, 1900 - camp de concentration de Theresienstadt, Tchécoslovaquie, 1945). Robert Desnos rejoint le groupe surréaliste en 1922 où il se distingue par une étonnante capacité d'improvisation au cours des expériences de sommeils forcés. Il rompt avec le groupe en 1929[117].

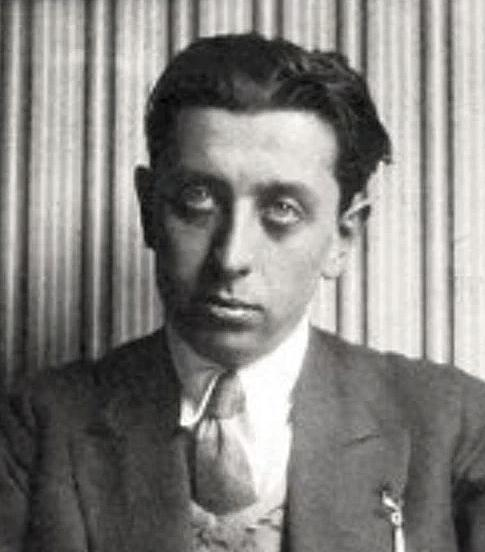
Robert Desnos

- Serge de Diaghilev (Grucyno (Russie), 1872 - Venise, 1929). Imprésario, critique d'art et chorégraphe russe. Directeur des Ballets russes, il crée à Paris, le 4 mai 1917, le ballet Parade, sur une idée de Jean Cocteau avec une musique d'Erik Satie et des décors de Pablo Picasso. Le programme est écrit par Guillaume Apollinaire qui emploie le mot surréalisme. Pour le ballet Roméo et Juliette créé en 1926 à l'Opéra de Monte-Carlo, il confie les décors à Max Ernst et Joan Miró[118].

- François Di Dio (1921 - 2005). Éditeur et écrivain français. Proche d'André Breton, ce dernier le pousse à réaliser des livres-objets. Il édite, entre autres, Jean-Pierre Duprey et Ghérasim Luca[réf. nécessaire].

- Óscar Domínguez né Oscar Manuel Dominguez Palazon (La Laguna (Canaries), 1906 – Paris, 1957). Peintre et poète espagnol. Son père, propriétaire terrien, lui enseigne les rudiments de la peinture. Envoyé à Paris dans les années 1920, il mène une vie nocturne intense à Montparnasse et fréquente plusieurs académies de peintures. Se considérant comme surréaliste, la revue Gazeta de arte organise une exposition de ses œuvres à Santa Cruz de Ténérife, en 1933. Dès 1934, il rejoint le groupe parisien des surréalistes. Avec dextérité, humour et imagination, il invente une série d'objets comme Le Calculateur d'automate. En 1935, il invente également la « décalcomanie sans objet préconçu » ou « décalcomanie du désir » dans laquelle André Breton voit le point de départ de « l'automatisme absolu » au sein de la peinture surréaliste. De 1938 à 1939, sa période « cosmique » est généralement considérée comme la plus inventive. Réfugié à Marseille pendant la seconde guerre mondiale, il est lié au groupe clandestin La Main à plume. Il rompt avec Breton et garde son amitié pour Paul Eluard et Pablo Picasso. Il se suicide deux ans après une rétrospective à Bruxelles[119].

- Enrico Donati (Milan, 1909 - New York, 2008). Peintre et sculpteur américain d'origine italienne. Il rencontre André Breton et Marcel Duchamp à New York durant l'exil de 1940-1945. Il réalise la Salle des Superstitions pour l'exposition internationale du Surréalisme à la Galerie Maeght à Paris (1947)[120].

- Christian Dotremont (Bruxelles, 1922 – Buizingen (Belgique), 1979). Poète, peintre, dessinateur belge. En 1940, il se joint au groupe des surréalistes belges puis s’installe à Paris où il fonde le groupe clandestin La Main à plume. En 1943, il regagne la Belgique avec pour même objectif qu’à Paris : lutter contre l’occupation allemande. Après la Libération, il fait perdurer l’esprit de La Main à plume et publie plusieurs revues dont Les Deux sœurs où sont jetées les bases du surréalisme révolutionnaire (mai 1947). Avec Asger Jorn et Karel Appel, il fonde le mouvement pictural CoBrA[120].

- Jacques Doucet (Paris, 1853 – Neuilly-sur-Seine, 1929). Couturier français et amateur d’art. En juillet 1921, il engage André Breton comme bibliothécaire et conseiller artistique, de même que Louis Aragon qu’il charge de lui écrire deux lettres par semaine sur des sujets littéraires. Tous deux seront renvoyés en 1924, après la publication d’ Un cadavre, pamphlet contre Anatole France, que Doucet jugea inadmissible. Cependant, grâce à eux, il se constitua une importante collection de peintures modernes et une bibliothèque d’art et de littérature dont il fit don à l’université de Paris[120].

- Pierre Drieu la Rochelle (Paris, 1983 – Paris, 1945). Écrivain français. Il a surtout fréquenté André Breton, Paul Eluard, Jacques Rigaut et Philippe Soupault quand ils étaient dadaïstes. S’il a collaboré à la revue Littérature, a participé au Procès Barrès et à la rédaction du pamphlet Un cadavre contre Anatole France, il s’est éloigné des surréalistes dès 1925 ne voyant en eux que des « littérateurs »[121].

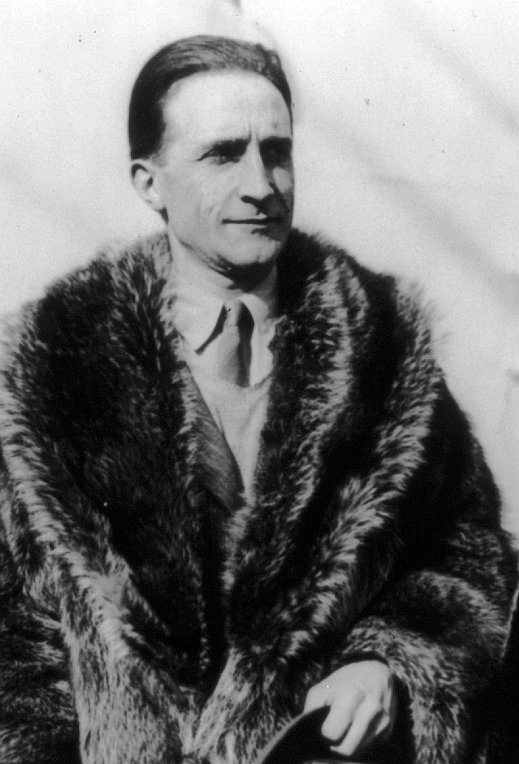
Marcel Duchamp en 1927

- Marcel Duchamp (Blainville, 1887 - Paris, 1968). Peintre et sculpteur franco-américain. Selon l'expression de Hubert Haddad il a prêté son « génie » au mouvement surréaliste en « démiurge ironique, sans jamais s'affilier[122]. »

- Marcel Duhamel (Paris, 1900 – Saint-Laurent-du-Var (Var), 1977). Éditeur français. Ni écrivain, ni peintre, Marcel Duhamel a su créer le groupe de la « rue du Château » qui inventa le cadavre exquis littéraire. S’il apporta son assentiment aux premiers manifestes surréalistes, il ne rejoindra jamais le groupe. Il refusera de s’associer au pamphlet contre André Breton[123].

- Charles Duits (Neuilly, 1925 - Paris, 1991). Poète, écrivain et peintre. Il rencontre André Breton à New York pendant la seconde guerre mondiale, fréquente Matta et Marcel Duchamp. Il évoque cette période américaine du surréalisme en exil et ce milieu dans son ouvrage André Breton a-t-il dit passe (éditions Maurice Nadeau, 1991)[réf. nécessaire].

- Jean-Pierre Duprey (Rouen, 1930 - Paris, 1959). Poète, peintre et sculpteur français. Il participe au mouvement en 1949. Breton remarque ses textes envoyés à la revue Solution Surréaliste : « Vous êtes certainement un grand poète, doublé de quelqu'un d'autre qui m'intrigue. » Jusqu'à son suicide, il expose des tableaux et des sculptures dans de nombreuses manifestations en France comme à l'étranger[117].

## E
- Haut – A
- B
- C
- D
- E
- F
- G
- H
- I
- J
- K
- L
- M
- N
- O
- P
- Q
- R
- S
- T
- U
- V
- W
- X
- Y
- Z

- Vratislav Effenberger (Nymburk, 1923 - Prague, 1986). Poète et théoricien tchécoslovaque. En 1945, il rencontre Karel Teige et en dépit du coup d’état de 1948, il poursuit une activité surréaliste en publiant un recueil de poème Signe du zodiaque (1951). Après la mort de Teige cette même année, il devient le principal animateur du groupe surréaliste, rôle qu’il tient jusqu’à sa mort. « Malgré son importance, selon Petr Kral, son œuvre reste inédite » hors de son pays[124].

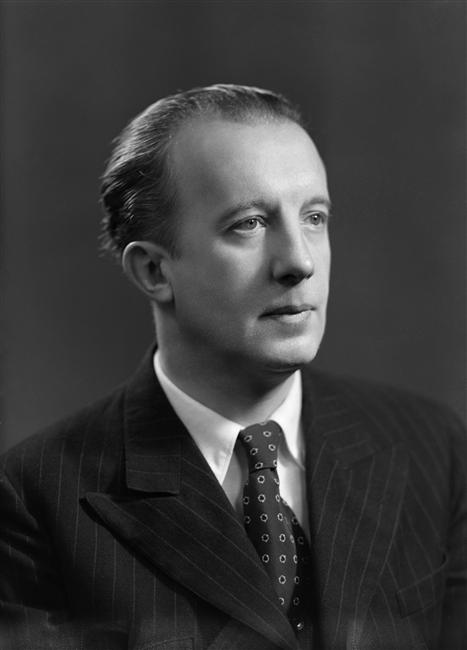
Paul Eluard en 1945 (photo Harcourt)

- Paul Eluard né Eugène Grindel (Saint-Denis, 1895 - Charenton, 1952). Poète français. Fondateur du mouvement surréaliste avec Louis Aragon, André Breton et Philippe Soupault. Adhérant au parti communiste français dès 1926. Les relations profondément amicale avec Breton résistent à toutes les épreuves jusqu'en octobre 1938, quand ce dernier, ayant rencontré Léon Trotski au Mexique, annonce la création d'une Fédération internationale de l'art révolutionnaire indépendant (FIARI) indépendante du PCF.

- Ansi el-Hajj (Ounsi El Hage) (Kaitouly (Liban), 1937 - Beyrouth, 2014). Poète, écrivain et directeur littéraire libanais. Traducteur en langue arabe des poèmes d'Antonin Artaud et d'André Breton. À la mort de ce dernier, il lui rend hommage avec le poème Le Roi des Djinns est mort à Paris (1966)[125].

- Abdul Kader El-Janabi (Bagdad, 1944). Poète et pamphlétaire irakien exilé à Paris, éditeur des revues Le Désir libertaire et Homnésies, publicateur des textes de Georges Henein et des libertins arabes, proche du groupe de Jimmy Gladiator, d'Alain Joubert et de Nicole Espagnol[125].

- Aube Elléouët née Breton (Paris, 1935). Collages. Fille d'André Breton et Jacqueline Lamba. En 1956, elle épouse le poète surréaliste Yves Elléouët mais ce n'est qu'à partir de 1970 qu'elle réalise ses premiers collages[126].

- Yves Elléouët (Fontenau-sous-Bois, 1935 - Saché (Indre-et-Loire), 1975). Peintre et poète français. Il rencontre André Breton en 1955 et épouse sa fille Aube quelque temps après. Même s'il participe à l'exposition internationale du surréalisme en 1961, Yves Elléouët préfère la solitude dans sa terre de Bretagne. Ses livres Livres des rois de Bretagne et Falc'hun (posthume) témoignent de son enracinement[127].

- Roman Erben (Prague, 1940). Peintre, poète, plasticien, photographe et diplômé d'ingénierie. À partir de 1964, il participe aux activités du groupe surréaliste de Prague. En 1972, il collabore à la revue Phases créée en 1954 par Édouard Jaguer, entre autres. Tant sur le plan de l'écriture où il invente parfois un argot personnel, que sur le plan plastique quand il détourne, par des collages, des gravures traditionnelles ou des modes d'emploi techniques, Roman Erben « parodie la vulgarité ambiante tout en la portant à un niveau mythique. »[128]

- Níkos Engonópoulos (Athènes, 1907 - Athènes, 1985). Peintre et poète grec. La publication, en 1938, de son premier recueil poétique Ne parlez pas au chauffeur en fait l’un des fondateurs du surréalisme en Grèce. Sa première exposition de tableaux : compositions humoristiques et érotiques, en 1939, fit scandale auprès de la bourgeoisie de l’époque[129].

- Max Ernst (Brühl (Allemagne), 1891 - Paris, 1976). Peintre et sculpteur allemand, américain puis français. Animateur du groupe Dada de Cologne à partir de 1918, c'est en découvrant les œuvres de Giorgio De Chirico, qu'il crée le collage surréaliste (1919). André Breton l'invite à présenter ses collages à Paris. Cette exposition, à la librairie Au sans pareil, est la première du genre à mêler l'agitation dadaïste et les prémisses du surréalisme naissant (mai 1921). En 1939, il est arrêté et interné au Camp des Milles puis il parvient à se réfugier aux États-Unis. Il est exclu du mouvement en 1954 pour avoir accepté le Grand Prix de Peinture de la Biennale de Venise[130].

- Nicole Espagnol (Paris, 1937 - 2006). Poétesse et photographe française. Après sa rencontre avec Alain Joubert, elle rejoint en 1959 le groupe surréaliste. André Breton publie ses premiers poèmes dans la revue La Brèche (1964), et Jorge Camacho illustre l'un de ses recueils[131].

- Charles Estienne (Brest, 1908 - Paris, 1966). Écrivain et critique d'art français. Chroniqueur aux journaux quotidiens Combat puis France Observateur, Charles Estienne ne s'est intéressé qu'à l'art moderne (et à Léo Ferré, dont il a préfacé la monographie Poètes d'aujourd'hui paru chez Seghers en 1962). Contribuant au rapprochement du surréalisme et de l'abstraction lyrique, il attaque le « nouvel académisme de l'abstraction froide. » Dans un article du catalogue de l'exposition Pérennité de l'art gaulois (1955), il tente de relier « la tendance à l'abstraction et l' irrationalisme celte. » André Breton n'aurait pas été insensible à cette volonté de créer une expression artistique où « l'intérieur de la vue [devient] l'extérieur de la vision. »[132]

## F
- Haut – A
- B
- C
- D
- E
- F
- G
- H
- I
- J
- K
- L
- M
- N
- O
- P
- Q
- R
- S
- T
- U
- V
- W
- X
- Y
- Z

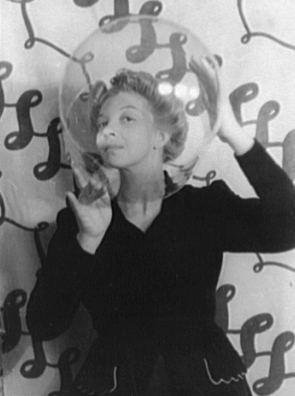
Leonor Fini en 1936 (photographie de Carl Van Vechten)

- Rudolf Fabry (Budmerice (Tchécoslovaquie), 1915 - Bratislava, 1982). Poète tchécoslovaque. Avec son recueil poètique Mains couppées publié en 1935, Rudolf Fabry fonde le groupe surréaliste de Prague[133].

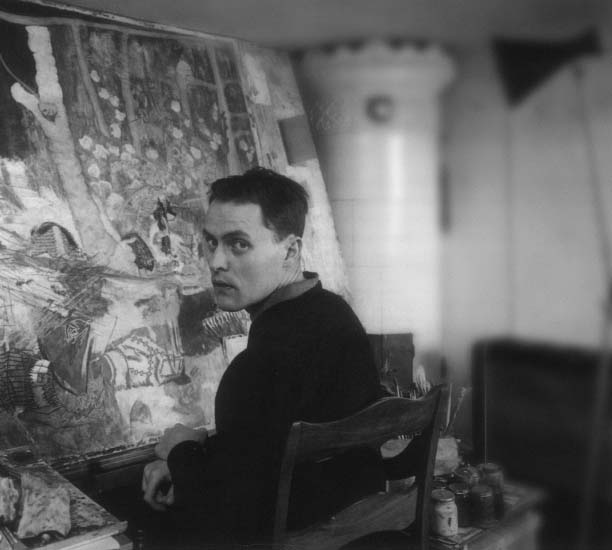
Öyvind Fahlström

- Öyvind Fahlström (Sao-Paulo, 1928 – Stockholm, 1976). Peintre, poète et dramaturge suédois. Ses premiers poèmes paraissent en 1950. Puis, en 1952, il entreprend une frise de 12m de long sur 27cm de haut, qui veut être une variante moderne de la Broderie de la Reine Mathilde de Bayeux. En 1955, cette œuvre Opéra est présentée à Paris à l’exposition Phases. Parallèlement à son œuvre plastique, il met en scène ses propres pièces en Suède ou aux USA[133].

- Giordano Falzoni (Rome, 1927 - ). Peintre italien. Il contacte les surréalistes parisiens en 1950 et expose à la galerie L'étoile scellée en 1954. « [Parti] d'un chaos, d'une exploration de tâches [j'y] vois comme dans un miroir magique les signes d'une équivoque prophétie. Je les fais évoluer et je les invite à se fixer, par des décisions automatiques, en des symboles naturels qui sont très souvent hybrides. »[134]

- Léon-Paul Fargue (Paris, 1876 – Paris, 1947). Écrivain, poète français. Ami intime d’Alfred Jarry, André Breton le qualifie dans son premier Manifeste du Surréalisme de « surréaliste dans l’atmosphère ». De même que Louis Aragon le cite dans Une vague de rêve comme un « président de la république du rêve ». Mais rebelle à toute activité collective, la rencontre n’aura jamais lieu[135].

- Feyyaz Fergar (Turquie 1908 – Angleterre, ). Poète turc et éditeur. Résident à Londres au début des années quarante, il rencontre E. L. T. Mesens. Il publie deux revues éphémères Dint et Fulcrum[136].

- Léo Ferré (Monaco, 1916 - Castellina in Chianti (Italie), 1993). Poète, auteur, compositeur et interprète français. Remarqué par André Breton et Benjamin Péret - ce dernier publie le texte de la chanson L'Amour  dans L'Anthologie de l'amour sublime (1956) - Ferré se lie d'amitié avec les deux hommes[137]. Cependant, Breton n'apprécie pas la teneur du recueil Poète... vos papiers !, non conforme à ses propres conceptions poétiques[138], que Ferré lui demande de préfacer à la fin de l'année 1956. La déconsidération violente de l'écriture automatique et la critique des coteries littéraires à quoi se livre Ferré dans la préface de ce recueil[139] achève de brouiller les deux hommes et suscite la réaction indignée des surréalistes dans un tract vengeur intitulé Finie la chanson ! (printemps 1957)[140]. À la fin des années 1950, Léo Ferré se rapprochera de Louis Aragon pour travailler à la mise en musique de ses poésies, remportant un succès populaire durable (album Les Chansons d'Aragon, 1961). Dans ses propres textes, Ferré peut être considéré comme un « enfant naturel du surréalisme. »[141]

- Jean Ferry né Jean André Lévy (Capens (Haute-Garonne), 1906 – Paris, 1794). Poète et scénariste français. Son humour et son goût de l’insolite et du merveilleux l’ont amené à avoir pour héros King-Kong et Sherlock Holmes et à lire Raymond Roussel. À partir de 1933, il se rapproche des surréalistes et collabore aux revues Documents 34 et Minotaure. Parallèlement il anime le groupe Octobre avec Jacques Prévert. André Breton publie sa nouvelle Le Tigre mondain dans l’Anthologie de l’humour noir. Puis le cinéma et « le forçage des navets en chambre » semblent l’avoir absorbé. Cependant, et jusqu’à la fin de sa vie, Jean Ferry tient la chaire de «doxographie et doxodoxie rousselliennes» au Collège de 'Pataphysique[136].

- Marcelle Ferry  (Granville (Manche), 1904 – Suresnes (Hauts-de-Seine), 1985). Écrivaine et poète française. Elle fréquente les surréalistes parisiens au début des années 1930. Elle a une liaison avec Georges Hugnet puis André Breton qui lui dédie un collage floral de la plaquette Violette Nozières et Oscar Dominguez. En 1938, elle épouse Jean André Lévy , spécialiste de Raymond Roussel et satrape du Collège de 'Pataphysique, qui prend le nom de sa femme. Ses premiers poèmes L'Île d'un jour sont publiés en 1938 aux éditions Surréalistes[142]. En 1947, elle reste fidèle à André Breton en signant le tract Rupture inaugurale'[143].

- Leonor Fini (Buenos-Aires, 1907 - Paris, 1996). Peintre, décoratrice, costumière, illustratrice  et écrivaine italienne[144]. Elle s’installe à Paris en 1937 et rencontre les surréalistes parisiens Victor Brauner, Paul Eluard et Max Ernst. Réfugiée à Monte-Carlo pendant l'Occupation, elle partage sa vie avec André Pieyre de Mandiargues et Meret Oppenheim. Refusant la discipline de groupe et n'ayant aucun goût, selon elle, pour les réunions ni pour les manifestes, c'est en solitaire qu'elle explore un univers onirique dans lequel dominent les personnages féminins[145].

- Élie-Charles Flamand (Lyon, 1928 - Paris, 2016). Poète et essayiste. À partir de 1952, il prend part à toutes les activités du groupe surréaliste. Son premier recueil de poèmes À un oiseau de houille perché sur la plus haute branche du feu, illustré par Toyen, paraît en 1957. Et en 1968, il regroupe ses poèmes dans le recueil La Lune effeuillée[146].

- Josep Vicenç Foix (Sarrià (Espagne), 1893 - Barcelone, 1987). Poète, journaliste et essayiste espagnol. En 1917, dans la revue Trossos dont il est le directeur, il publie des textes de Pierre Reverdy, Philippe Soupault et Tristan Tzara et des dessins de Joan Miró. La même année, il écrit des textes procédant de l'écriture automatique (soit deux ans avant Les Champs magnétiques d'André Breton et Soupault, écrit en juin 1919 et publié en mai 1920). Passés inaperçus, ses textes paraissent en 1956 sous le titre Diari. Ami de Miró et de Salvador Dalí, il leur apporte son soutien à la travers la revue L'Amic des arts (1926-29)[146].

- Benjamin Fondane né Benjamin Wexler (Iasi (Roumanie), 1898 - Birkenau, 1944, mort en déportation). Poète et écrivain roumain. Installé à Paris en 1923, il rencontre les surréalistes par l'intermédiaire de Tristan Tzara et Ilarie Voronca. Cependant, il n'adhéra jamais au groupe, reprochant à André Breton son comportement autoritaire[147].

- Jean-Claude Fourneau (Paris, 1907 - 1981). Dessinateur, peintre, portraitiste français. Il figure sur la photographie des surréalistes rassemblés au café Cyrano en 1953[148], et André Breton le cite parmi les membres du groupe[149], mais sa nature solitaire l’empêche de rejoindre véritablement tout mouvement collectif, serait-ce celui qu’il reconnaît comme le plus important de son temps.

- Maurice Fourré (Angers, (Maine-et-Loire), 1876 - Angers, 1959). Écrivain français. À 73 ans, il voit son roman La Nuit du Rose-Hôtel publié dans la collection Révélation que dirige André Breton. Ce dernier en écrit la préface : « Il s'agit de promouvoir au jour un certain nombre d'œuvres réellement à part dont l'accès ne laisse pas toujours de présenter certaines difficultés, mais dont la vertu est de nous faire voir au large de la vie que nous croyons mener, par là de soustraire à la stéréotypie et à la sclérose les forces vives de l'entendement[150]. »

- Théodore Fraenkel (Paris, 1896 - 1964). Médecin et écrivain français. Ami d'André Breton dès le collège Chaptal (1912). Il fait la connaissance de Jacques Vaché à Nantes, qui le prend pour modèle dans sa nouvelle Le Sanglant symbole. Il collabore aux différentes revues surréalistes sans jamais adhérer pleinement au groupe. Probablement le plus discret des fondateurs du surréalisme. En 1925, il écrit avec Antonin Artaud et Robert Desnos la Lettre aux médecins-chefs des asiles de fou[151] Breton le salue dans son Manifeste du surréalisme :« Voici Théodore Fraenkel qui nous fait signe de son ballon captif[150]... »

- Esteban Francés (Port-Bou, Espagne, 1914 - Deià, Majorque, 1976). Peintre espagnol. Engagé dans le groupe de peintres surréalistes catalans appelés « logicophobistes », il rejoint les surréalistes parisiens en 1937. Breton l'admire aussitôt pour sa technique du « grattage ». Il abandonne les activités surréalistes en 1942 à cause de son inimitié avec Benjamin Péret[150].

- Wilhelm Freddie (Copenhague, 1909 - 1995). Peintre danois. Le roi du Danemark, Christian X confronté à un tableau de Freeddie, s'interroge : « Cet homme a-t-il été interné ? ». « Pas encore ! », lui répond le directeur de l'institution qui expose le tableau[152]. Influencé par Salvador Dalí, il est l'introducteur du surréalisme pictural au Danemark avec Vilhelm Bjerke-Petersen. En 1937, une campagne de presse conduit à la fermeture d'une de ses expositions tandis que trois de ses œuvres sont confisquées au profit du Musée de Criminologie de Copenhague[153].

- Ichiro Fukuzawa (Gumma (Japon), 1898 - 1992). Peintre japonais. Installé à Paris de 1924 à 1931, il fréquente les surréalistes parisiens. De retour au Japon, il y introduit le surréalisme en organisant de nombreux salons ce qui lui vaudra dix mois de prison[154].

## G
- Haut – A
- B
- C
- D
- E
- F
- G
- H
- I
- J
- K
- L
- M
- N
- O
- P
- Q
- R
- S
- T
- U
- V
- W
- X
- Y
- Z

- Aline Gagnaire (Paris, 1911 - Paris, 1997). Peintre française. En 1938, elle adhère au groupe des Réverbères puis, à partir de 1941, elle illustre des publications du groupe clandestin La Main à plume. Sa première exposition personnelle a lieu à Paris en 1946. À partir de 1956, elle délaisse la peinture « pure » pour introduire dans ses œuvres divers matériaux comme des chiffons froissés (La Mère Ubu, 1959) ou du plâtre mélangé à de la résine et de l’étoupe (Ancrer l’espace, 1973). Une rétrospective de ses travaux a été présentée à Verviers (Belgique) en 1964[100].

- Gala Dalí née Helena Dimitrievna Deluvina Diakonova (Kazan (Russie), 1894 – Figueras (Espagne), 1982). Muse et épouse de Paul Eluard, maîtresse de Max Ernst puis épouse et unique modèle féminin de Salvador Dalí qui fera d'elle un mythe vivant et une icône moderne, doublé d'un efficace agent artistique. « J'astiquais Gala pour la faire briller, la rendant la plus heureuse possible, la soignant mieux encore que moi-même, car sans elle tout était fini », Salvador Dalí en 1968[155].

- Pedro Garcia Cabrera (Vallehermoso, (Îles Canaries) - ). Écrivain espagnol. En 1932, il participe à la création de la revue Gaceta de arte puis organise l'exposition internationale du surréalisme à Ténériffe (1935). Traducteur de Paul Eluard, il publie de nombreuses plaquettes de poèmes dans les années trente : « Sur la droite de la voix du songe de la statue / passe un fleuve d'oiseaux / Le Fleuve est une petite fille et l'oiseau une clé / Et la clé un champ de blé / qui ouvre un escargot lent de cent jours. »[156]

- Antoni Garcia i Lamolla (Barcelone, 1910 - Dreux, 1981). Peintre catalan. Sa carrière, alors en phase d'ascension, est interrompue par la guerre civile qui éclate en 1936. Exilé du franquisme, il s'installe en France, à Dreux où il poursuit son travail dans ses deux ateliers. Son œuvre surréaliste est inspirée par la mémoire des atrocités de la guerre d'Espagne[157].

- Roberto Garcia-York (La Havane, 1929 - Paris, 2005). Peintre cubain. Ses premières expositions ont eu lieu à La Havane en 1954 puis à Mexico en 1960 avant de s'installer à Paris (1964) où il ouvre une galerie pour des peintres et des graveurs proches du surréalisme[158].

- David Gascoyne (Harrow, 1916 - Newport (Île de Wight), 2001). Poète anglais. En 1933, il publie ses premiers poèmes surréalistes en Angleterre et se lie d’amitié avec les surréalistes parisiens dont Paul Eluard. En 1935, il écrit le Premier manifeste anglais du surréalisme et traduit le texte d’André Breton, Qu’est-ce que le surréalisme ?. En 1936, il fait partie du comité qui organise l’exposition surréaliste de Londres. Mais, en 1947, il est exclu par le groupe anglais. « Et si vous oubliez la couleur de mes mains / Vous vous souviendrez des roues de la chaise / Où était assise la figure de cire qui vous ressemble. »[158]

- Claude Gauvreau (Montréal (Canada), 1925 - Montréal, 1971, suicide). Poète et dramaturge canadien. En 1941, il est membre du groupe automatiste Refus global dont l'activité a marqué la littérature du Québec. Il est l'auteur d'une œuvre littéraire de plusieurs milliers de page qu'il nomme « objets dramatiques » pour les pièces de théâtre et « poèmes exploréens » : « la poésie exploréenne sauve le poète de la manie analytique, qui ravale les objets d'art au rang de casse-tête. »[158]

- Jean Genbach né Ernest de Gegenbach (Gruey-lès-Surrances (Vosges), 1903 - Châteauneuf-en-Thymerais (Eure-et-Loir), 1979). Séminariste jésuite et écrivain français. Il raconte sa tentative de suicide qui est publiée dans le numéro 5 de La Révolution surréaliste[159]. Il prend contact avec André Breton et participe à diverses interventions habillé d’une soutane par pure provocation. En 1930, il annonce la publication d’un ouvrage qu’il qualifie lui-même d’inspiration « satanique » préfacé par Breton. Cet ouvrage ne paraissant pas, Genbach accuse Breton de n’avoir rien compris. Il quitte toute activités surréalistes et s’enfonce inexorablement dans un délire de persécution[160].

- Francis Gérard né Gérard Rosenthal (Paris, 1904 - ). Écrivain français. Après avoir créé et dirigé la revue L’Œuf dur de 1921 à 1924, Gérard Francis forme le groupe des premiers surréalistes et devient le secrétaire du Bureau de recherches surréalistes. En 1925, il s’éloigne du groupe et, devenu avocat, il collabore avec Léon Trotsky. Même si André Breton lui attribut une « imbécilité congénitale », Francis Gérard se retrouve souvent à ses côtés[160].

- Gunther Gerzso ( Mexico, 1915 - Mexico, 2000 ). Peintre mexicain. Ami de Wolfgang Paalen. En 1940, il participe à l'exposition internationale du surréalisme puis, il collabore à la revue VVV. N'ayant jamais quitté le Mexique, son œuvre est quasi inconnue en Europe[160].

- Alberto Giacometti (Stampa (Suisse), 1901 – Paris, 1966). Sculpteur et peintre italien. En 1922, il fréquente l’atelier d'Antoine Bourdelle à la Grande Chaumière. En 1927, il s’installe dans un atelier Rue Hyppolite-Maindron qu’il ne quittera plus. Après une exposition au Salon des Tuileries où apparaissent les influences du cubisme mais aussi de l’art africain, incapable de travailler avec un modèle, il renonce à la figuration réaliste. En 1930, il expose avec Joan Miró et Hans Arp et rencontre les surréalistes. Il est l’inventeur de l’objet à « fonctionnement symbolique » (L'Heure des traces ou La Boule suspendue). Dans le numéro 3-4 de la revue Minotaure, Giacometti explique l’approche surréaliste de ses œuvres : « Depuis des années, je n’ai réalisé que des sculptures qui se sont offertes tout achevées à mon esprit : je me suis borné à les reproduire dans l’espace sans y rien changer, sans me demander ce qu’elles pouvaient signifier … » En 1935, il rompt avec les surréalistes tout en restant ami avec Michel Leiris et commence une période figurative tout en considérant sa période surréaliste comme « catastrophique, une impasse totale. »[161]

- Roland Giguère (Montréal (Canadda), 1929 - Montréal, 2003). Peintre et poète québécois. En 1954, il collabore au premier numéro de la revue Phase et voyage en Europe où il se lie d'amitié avec Pierre Alechinsky et rencontre des artistes qui fondent le mouvement CoBrA. En 1957 il rencontre André Breton et participe conjointement aux deux mouvements. « Il vécu vingt ans avec une paille dans l'oeil / Puis un jour il se coucha / Et devint un vaste champ de blé. »[162]

- Roger Gilbert-Lecomte (Reims, 1907 - Paris, 1943). Écrivain et poète français. Avec ses amis René Daumal et Roger Vailland rencontrés au lycée à Reims, il fond la confrérie initiatique dite des Phrères simplistes où l'on s'adonne à tous les excès que suggère la révolte adolescente. En 1928, avec Daumal, il crée la revue Le Grand Jeu, proche du surréalisme mais dotée d'une dimension mystique. À partir de 1933, brouillé avec son ancien ami, empoisonné par les stupéfiants, malade, il continue ses expérimentations poétiques sans aucun but éditorial : ses derniers poèmes expriment la lucidité amère de l'impuissance du créateur. Soutenu par l'éditeur et critique littéraire Léon Pierre-Quint, il meurt d'un abus de drogue[163].

- Paul Gilson (Paris, 1904 - Paris, 1963). Poète, traducteur, scénariste français. Il est considéré par les surréalistes pour avoir traduit Lewis Carroll mais il n'a jamais rejoint le mouvement. Dans son ouvrage sur le surréalisme au cinéma, Ado Kyrou le cite comme écrivant des scénarios « proches du surréalisme »[164] comme Mémoire des maisons mortes[165].

- Henri Ginet (Saint-Jean-De-Bournay (Isère), 1923 - Paris, 1970). Peintre français. Directeur du cinéma Le Ranelagh à Paris, il y adjoint une galerie qui accueille les surréalistes et les amis du groupe Phases[165].

- Giovanna née Anna Voggi (Reggio d'Émilie (Italie), 1934). Peintre, écrivaine et créatrice de performances italienne. Elle rencontre le groupe surréaliste et André Breton en 1965 grâce à sa performance La Carte absolue créée avec son compagnon Jean-Michel Goutier. Elle participe aux revues L’Archibras et Coupure ainsi qu’à l'exposition internationale du surréalisme à São Polo en 1967 et à celle intitulée La Fureur poétique organisée par José Pierre à Paris. Sa dernière performance connue s'est déroulée en 1997, à Cerisy-la-Salle, à l'occasion du colloque La Part féminine dans le surréalisme[166]. La plupart de ses écrits sur le rêve, sur la sexualité et sur le surréalisme ont été réunis en 2024, après sa mort[167].

- Camille Goemans (Louvain (Belgique), 1900 – Bruxelles, 1960). Écrivain belge. Il commence sa carrière littéraire dans la revue Le Disque vert en 1922. Avec Paul Nougé, il confonde Correspondances en 1924. L’année suivante, il s’installe à Paris et ouvre une galerie. Il y organise la première exposition consacrée aux collages : Louis Aragon écrit la préface au catalogue La Peinture au défi (1930). De retour à Bruxelles, il ouvre une nouvelle galerie (1942) puis il rejoint la BBC à Londres où il dirige la section belge (1944). Après la Seconde guerre mondiale, il fonde à Anvers une galerie et le journal Artes. En 1970, sont réunis ses poèmes et proses sous le titre Œuvre[168].

- Henri Goetz (New York, 1909 - Nice, 1989). Peintre américain. Abstrait lyrique dans un climat surréaliste, selon ses propos, il rencontre André Breton en 1938 qui baptise ces recherches de « chefs d’œuvres corrigés ». En 1940, à Carcassonne, Henri Goetz se lie d’amitié avec René Magritte, Raoul Ubac et autres surréalistes belges réfugiés. A Paris, il participe aux activités clandestines du groupe La Main à plume. En 1947, il figure à l’Exposition internationale du surréalisme mais se rapproche du groupe dissident Rixes[168].

- Georges Goldfayn (Paris, 1933 - Paris, 2019). Il rejoint le groupe surréaliste en 1951 et fonde avec Robert Benayoun et Ado Kyrou la revue L'Âge du cinéma. Il réalise des collages avec d’anciennes bobines de film. Après la dissolution du groupe en 1969, il collabore avec Annie Le Brun[168].

- Yvan Goll né Isaac Lang (Saint-Dié (Vosges), 1891 – Paris, 1950). Poète français. Sa revue Surréalisme contient en liminaire un Manifeste du surréalisme de même qu’un programme pour un théâtre surréaliste : « La réalité est à la base de tout grand art ; la transposition de la réalité dans un plan supérieur (artistique) constitue le Surréalisme », le tout précédent de quelques semaines le Manifeste du surréalisme d'André Breton. Les surréalistes parisiens répliquent par un tract daté du 23 août 1924 et intitulé Encore le Surréalisme publié dans Le Journal littéraire (n°18) rejetant toutes affinités ou visions communes avec Yvan Goll et Paul Dermée : « Cette querelle peut aujourd’hui paraître oiseuse. Elle ne l’était pas à l’époque pour Breton et ses amis [pour] son contenu plus que sa forme. » La réconciliation aura lieu à l’issue de La Seconde guerre mondiale[169].

- Enrique Gómez Correa (Talca (Chili), 1915 - Santiago-du-Chili, 1995). Poète chilien, traducteur de Guillaume Apollinaire. Ses premiers poèmes paraissent dans la revue Total de Vicente Huidobro, il a 20 ans. Deux ans plus tard, en 1938, il fonde la revue Mandragora, organe du mouvement surréaliste chilien, avec Braulio Arenas et Teófilo Cid. Pour lui, le surréalisme au Chili est un phénomène naturel qui n’épargne pas le langage : « et l’odeur énervante des o et des u qui lancent des éclairs / et les larmes du a qui donnent naissance à la mandragore [170] ».

- Arshile Gorky né Vostanik Manoug Adoian (Khorkom, 1904 - Sherman (Connecticut), 1948). Peintre américain. Après s'être confronté à Paul Cézanne, Pablo Picasso et Joan Miró, il réalise la série des Jardins à Sotchi (1942) qui le fait remarquer d'André Breton et Roberto Matta (1944). L'automatisme qu'il découvre et introduit dès lors libère totalement son imagination. Pour une exposition, Breton écrit la préface du catalogue : « Le ressort de l'œil [...] AG est pour moi le premier peintre à qui se soit entièrement dévoilé ce secret. L'œil [...] est fait pour jeter un linéament, pour faire passer un fil conducteur entre les choses d'aspect le plus hétérogène. »[170] Après une succession de catastrophes, il se suicide par pendaison[171].

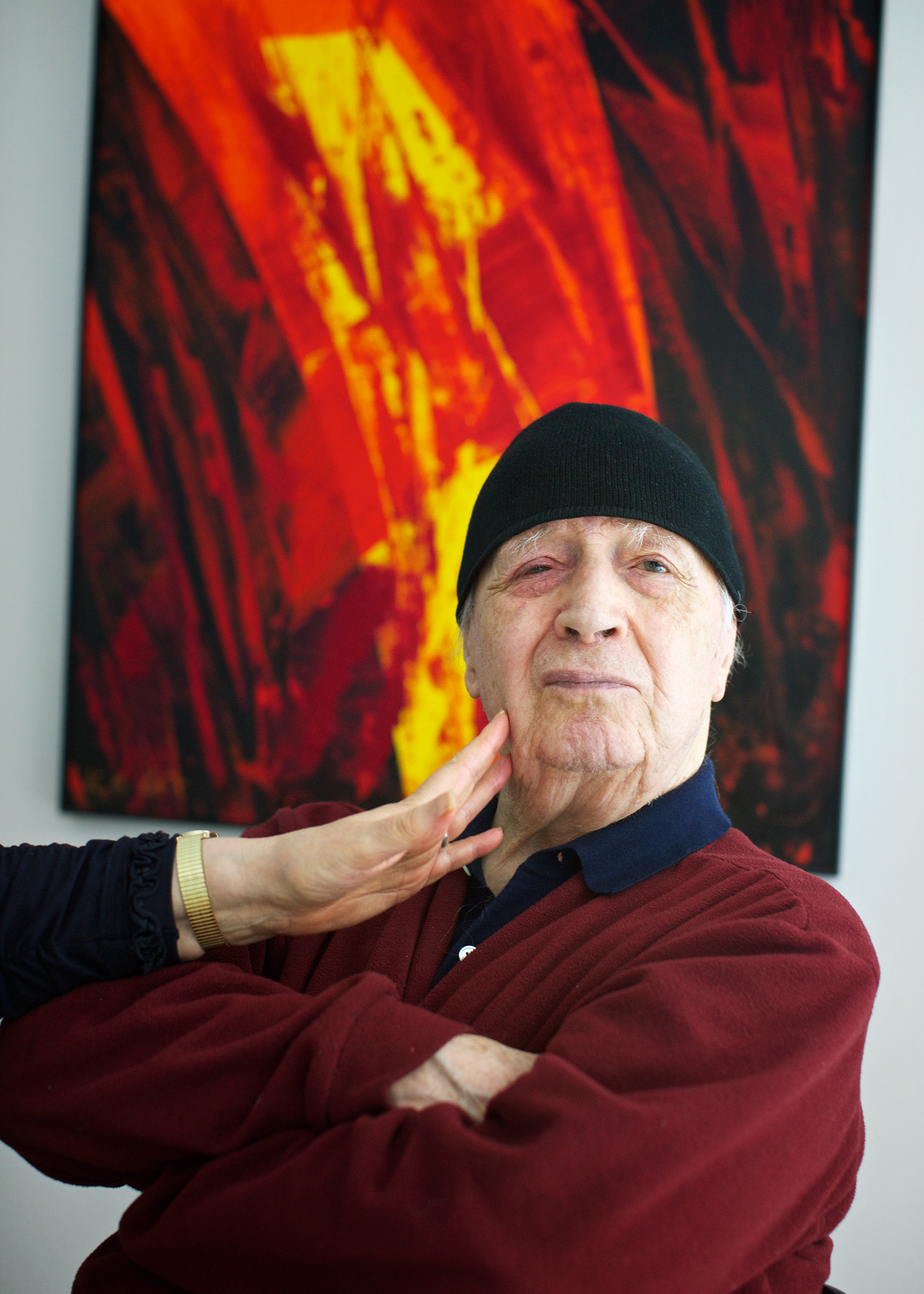
Karl Otto Götz

- Karl-Otto Götz (Aix-la-Chapelle, 1914 - Niederbreitbach, 2017). Peintre et poète allemand. En 1944, dans l'Allemagne nazie, il publie clandestinement des textes d'André Breton, de Paul Eluard et Benjamin Péret. En 1948, à Hanovre, il publie une revue d'art d'avant-garde Meta et fonde le groupe Quadriga qui proclame « l'insurrection gestuelle en Allemagne ». Breton apprécie ses monotypes où règne l'automatisme et l'invite à l'exposition internationale du Surréalisme, à New York, en 1960[170].

- Jean-Michel Goutier (Montréal (Ain), 1935 - Bonneuil-sur-Marne, 2020). Poète et dramaturge français. Il rencontre Radovan Ivsic en 1955, puis André Breton après avoir réalisé deux émissions radiophoniques sur le surréalisme. En 1967, avec sa compagne Giovanna, il conçoit un spectacle pour l’exposition L’Ecart absolu : La Carte absolue. Puis, il imagine une horloge avec un automate « frappeur » qui, à la même heure, chaque jour, reproduit la gifle qu’infligea Breton à Ilya Ehrenbourg[172].

- Julien Gracq né Louis Poirier (Saint-Florent-le-Vieil (Maine-et-Loire), 1910 - Angers, 2007). Écrivain français. Publié en 1938 et conjuguant le « roman noir », les légendes arthuriennes et l'influence du surréalisme, Au Château d'Argol est l'un des rares romans ayant suscité l'admiration d'André Breton[173]. En 1950, il publie un pamphlet La Littérature à l’estomac qui fait scandale. Julien Gracq y dénonce « ces écrivains dressés de naissance sur leur train de derrière, et que des sadiques appâtent au coin des rues avec n’importe quoi : une bouteille de vin, un camembert. » Fidèle à ses opinions, il refuse le prix Goncourt pour Le Rivage des Syrtes. Selon Gérard Legrand : « il est sans doute le seul écrivain «classique» à avoir totalement assimilé le surréalisme. »[172]

- Eugenio Granell (La Corogne, 1912 - Madrid, 2001). Peintre et essayiste espagnol. Ami de Benjamin Péret, Eugenio Granell est contraint de s’exiler après la victoire de Franco. D’abord en France puis aux Caraïbes en 1941 avant de s’établir à New York en 1957. À Saint-Domingue, il anime la revue surréaliste La Poesia sorprendida remarquée par André Breton lors de son passage en République Dominicaine en 1946. En 1954, il organise une exposition surréaliste à Porto Rico tandis qu’une exposition monographique est présentée à Paris, à la galerie L’Étoile scellée. Péret écrit la préface du catalogue : « spécimens d’une faune à venir, coq-cadran solaire, poule-machine à coudre, ne sont pas sans évoquer les êtres fabuleux que les premiers voyageurs reconnurent en Amérique. »[174]

- Eric Grate (Stockholm, 1896 - 1983). Sculpteur suédois. Après un séjour à Munich où il peint ses premières œuvres non figuratives, Eric Grate s'installe à Paris en 1924 et commence à sculpter en trois dimensions. De retour en Suède en 1932, il organise à Stockholm une exposition « post-cubiste et surréaliste » qui fait scandale dans le milieu de l'art conformiste[175].

- Jane Graverol, (Ixelles, 1908 – Fontainebleau, 1984). Peintre belge d’origine française. Elle rencontre René Magritte en 1949 qui la présente aux surréalistes et confie qu'elle peint « des rêves éveillés ». Entre 1954 et 1964, elle collabore à la revue Les Lèvres nues avec Marcel Marien. À l’occasion de sa première exposition personnelle à Paris, Galerie du Ranelagh, en 1967, elle rencontre Gaston Ferdière (le médecin qui a suivi Antonin Artaud pendant son internement à Rodez) et s’installe avec lui à Paris[176].

- Robert Guyon (Lyon, 1941). Poète, essayiste et peintre français. Après sa rencontre avec Breton en 1964, il collabore aux revues surréalistes La Brèche et L'Archibras. En 1966, il fonde, à Lyon, le groupe L'Ekart. Après 1968, il se consacre à la création d'objets et à la peinture réalisant des tableaux fluorescents, analogues, d'après l'auteur, à l'illumination intérieure[177].

## H
- Haut – A
- B
- C
- D
- E
- F
- G
- H
- I
- J
- K
- L
- M
- N
- O
- P
- Q
- R
- S
- T
- U
- V
- W
- X
- Y
- Z

- Jacques Halpern (Paris, 1925 - ? ). Peintre français. « Un jeune peintre que je connais depuis peu, mais que je tiens pour exceptionnellement inspiré. » C'est ainsi qu'André Breton, dans un ajour à Arcane 17 présente Jacques Halpern. Il apparaît vers 1945 comme un des tenants les plus enthousiastes de l'automatisme. Il travaille ses toiles « au doigt » parcourant la pâte picturale. Lors d'une exposition au Luxembourg, en 1950, il réalise une toile devant les visiteurs tout en étant accompagné d'un pianiste, joignant ainsi l'improvisation sonore à l'improvisation plastique. En 1956, il part à Saïgon pour une exposition. On perd sa trace à partir de 1961[178].

- Irène Hamoir (Saint-Gilles (Belgique), 1906 – Bruxelles, 1994). Poète et romancière belge. En 1926, elle rencontre le peintre Marc Eemans qui l’introduit dans le groupe surréaliste de Bruxelles. Elle y rencontre Louis Scutenaire qu’elle épouse quatre ans plus tard. Elle apparaît constamment sous le nom de Lorrie dans ses Inscriptions mais aussi dans les dessins et tableaux de René Magritte. Elle lui rend la politesse en faisant du peintre l'un de ses personnages principaux dans son roman Boulevard Jacqmain (1953)[179]. Ses poèmes écrits entre 1930 et 1945 ont été réunis en un unique recueil. « Mes tribunaux ouvrent la nuit et le jour je n'en suis pas maître / Mes bras sont gros les yeux fermés / Sans paupière la jambe de pauvreté sèche. »[178]

- Simon Hantaï (Bia (Hongrie), 1922 - Paris, 2008). Peintre français. Il rencontre les surréalistes parisiens, en 1952, qui découvrent son œuvre réalisée avec la technique du « grattage » à l'aide d'une lame de rasoir (technique inspirée par Esteban Francés). Sa première exposition parisienne est organisée en 1953 et André Breton en écrit la préface[180]. En 1955, il quitte le mouvement pour se rapprocher de l'abstraction lyrique incarnée par le peintre Georges Mathieu. En 1957, prenant position contre l'insurrection révolutionnaire et populaire de Budapest, il est rejeté par les surréalistes. Par la suite, s'il reprend certains procédés issus du surréalisme, il les vide de toute justification théorique[181].

- David Hare (New York, 1917 - Jackson (Wyoming), 1992). Peintre et sculpteur américain. Il rencontre les surréalistes réfugiés à New York dès leur arrivée en 1941. Avec André Breton et Marcel Duchamp, il codirige la revue "VVV" de 1942 à 1944. Pour ses premières peintures (comme Chemical paintings, 1943), il utilise des techniques proches des « brûlages » de Raoul Ubac qu'il associe à l'automatisme. Puis, après un voyage dans les réserves indiennes de l'Arizona, il s'oriente vers la sculpture et c'est en tant que sculpteur qu'il participe à l'Exposition internationale du surréalisme de Paris en 1947[182]. En 1946, il épouse Jacqueline Lamba[183].

- Artür Harfaux (Cambrai (Nord), 1906 - Paris, 1995). Dessinateur, photographe et scénariste français. Il fait la connaissance au lycée de Cambrai de Maurice Henry et rencontre René Daumal, Roger Vailland, Roger Gilbert-Lecomte, les Phrères simplistes comme ils se nomment (1926). Il illustre les trois numéros de la revue Le Grand Jeu de dessins, photographies et photomontages. En 1932, il quitte la revue pour rejoindre le groupe d'André Breton[184].

- Mona Hatoum (Beyrouth, 1952). Plasticienne libanaise. Elle s'est opposée à l'art « sec » de Marcel Duchamp et sa phobie des poils en créant des objets confectionnés avec ses propres cheveux[185].

- Marcel Havrenne (Jumet (Belgique), 1912 – Bruxelles, 1957). Poète belge. Marcel Havrenne est l’un des fondateurs du groupe Rupture en 1934. Dans la  revue Mauvais temps, il publie des Notes sur Lautréamont. Après quatre années d’emprisonnement en Allemagne, il rejoint le groupe des surréalistes révolutionnaires belges en 1947 puis le mouvement Cobra. « On peut fort bien éprouver le sentiment de l’absolu en se faisant la barbe ou en mangeant des gauffres. »[186]

- Stanley William Hayter (Londres, 1901 - Paris, 1988). Peintre et graveur anglais, théoricien et expérimentateur dans la technique de l'eau-forte[186]. Fondateur en 1926 à Paris de l'Atelier 17 où nombres d'artistes viennent découvrir les possibilités de la gravure, il fréquente le groupe surréaliste parisien de 1934 à 1940. Introducteur de l'automatisme dans la gravure, il a, en outre, « aidé à ne pas considérer comme antinomiques formes figuratives et formes abstraites, formes géométriques et formes organiques. »[185]

- Sadegh Hedayat (Téhéran, 1903 – Paris, 1951). Poète et romancier iranien. Sadagh Hedayat découvre le surréalisme à Paris où il est étudiant, à la fin des années vingt. De son œuvre, seul est resté le roman La Chouette aveugle (Bouf-é-Kour) publié en 1936 à Bombay puis traduit en français quelques années après sa mort. Après avoir milité au sein du parti communiste iranien, il revient à Paris en 1951, brûle tous ses manuscrits et se suicide le 9 octobre[186].

- Henry Heerup (Copenhague, 1905 - Copenhague, 1993). Peintre et sculpteur danois. Moins connu que Vilhelm Bjerke-Petersen ou Wilhelm Freddie, Henry Heerup compte pourtant parmi les premiers artistes à introduire le surréalisme au Danemark. Il fonde sa propre revue : Hellesten qu’il agrémente de toiles burlesques au point que Christian Dotremont dira que « sa peinture est essentiellement foraine, mais foraine du très grand cirque de la vie. » À partir de 1935, il construit des assemblages de grande dimension. Puis il se tourne vers l’abstraction et se rapproche de Cobra[187].

- Maurice Heine (Paris, 1884 – Vernouillet (act. Val d’Oise), 1940). Chroniqueur judiciaire, éditeur et critique de littérature français. Son érudition le porte à éditer plusieurs ouvrages de Sade, entre 1926 et 1931, qui suscite l’admiration d’André Breton. Dès lors il se lient avec les surréalistes parisiens et participe au spectacle Jarry en 1937. Peu avant sa mort, il signe divers tracts surréalistes publiés avant la Seconde guerre mondiale[187].

- Jindřich Heisler (Chrast 'Tchécoslovaquie), 1914 - Paris, 1953). Poète et peintre tchécoslovaque. Adhère au groupe tchèque en 1938 et publie clandestinement ses premiers poèmes. Avec son épouse Toyen, il s'installe à Paris en 1947, participe à l'Exposition internationale du surréalisme et anime les revues NEON et Solution surréaliste. Dans la lignée des « poèmes-objets », il propose ses « livres-objets »[188].

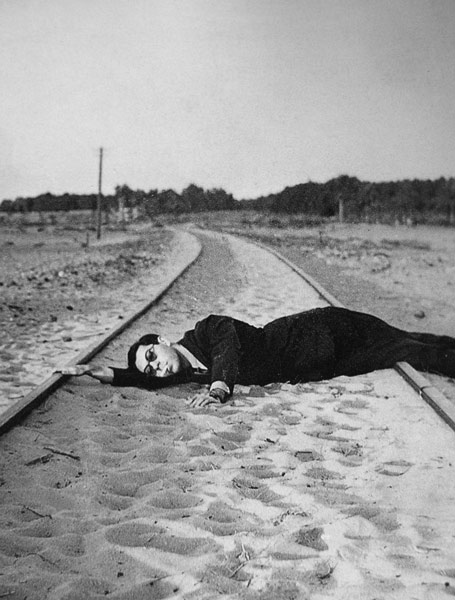
Georges Henein

- Georges Henein (Le Caire, 1914 - Paris, 1973). Écrivain et poète égyptien. Étudiant à Paris en 1934, il découvre le surréalisme. En 1937, au Caire, il fonde la revue et les éditions La Part du sable. « Dans Foutralpa qui s'amenuise à force de maintien, chaque maison a une chambre pour l'invité et une chambre pour le meurtrier de l'invité ... » Il cesse sa collaboration au mouvement en 1950[189].

- Maurice Henry (Cambrai, 1906 - Milan, 1984). Dessinateur, créateur d'objet, cinéaste et poète français. Cofondateur du Grand Jeu en 1926, il rejoint le groupe surréaliste en 1933 et participe aux différentes expositions jusqu'en 1951[185].

- Ruth Henry (Pfalz, Allemagne, 1925 - Paris, 2007). Écrivaine, journaliste et traductrice allemande. Installée à Paris en 1955, elle y rencontre André Breton, Marcel Duchamp, Max Ernst, Meret Oppenheim et Man Ray. En 1965, paraît en Allemagne la première anthologie de textes surréalistes traduits par ses soins. Elle traduit également les deux Manifestes de Breton qui paraissent en 1969. Devenue une proche amie d'Unica Zürn, elle entreprend la traduction française de L'Homme-Jasmin (1970) et Sombre printemps (1971)[190]. Son autobiographie paraît en 2010 sous le titre Manchmal sind es nur Bilder : ein Pariser Leben[réf. nécessaire]

Jacques Hérold

- Jacques Hérold (Piatra Neamţ, 1910 - Paris, 1987). Peintre. Après avoir participé à la revue d'avant-garde 75HP à Bucarest, il arrive à Paris, en 1930, et rencontre Yves Tanguy qui le présente au groupe surréaliste. Réfugié à Marseille à la villa Air-Bel, en 1940, il dessine deux cartes pour du Jeu de Marseille et travaille pour la coopérative Croque-fruit. De retour à Paris, il collabore à la revue clandestine La Main à plume[191]. En 1947, il réalise L'Autel des Grands Transparents pour l'exposition internationale à la galerie Maeght[192].

- René Hilsum (Paris, 1895 - 1990). Éditeur et libraire français. Ami d'André Breton depuis le collège Chaptal (1912). En 1919, il fonde la maison d'édition Au Sans Pareil dont l'un des premiers ouvrages publiés est Mont de piété de Breton. Il reprend également la publication mensuelle de la revue Littérature. Dans la librairie ouverte sous le même nom, il organise la première exposition consacrée à Max Ernst (mai 1921). Au mois d'août 1922, la décision prise par Breton de confier à Gaston Gallimard la publication de Littérature provoque la rupture[193].

- Morris Hirshfield (Filipów, Pologne russe, 1869 - New York, 1946). Peintre américain. Quand il prend sa retraite, en 1937, après avoir fondé une manufacture de pantoufles, Morris Hirshfield se met à peindre. Les surréalistes en exil à New York découvrent ses tableaux et s'enthousiasment, André Breton le premier, pour ce « grand peintre purement médianimique. »[194]

- Marianne van Hirtum (Saint-Servais (Belgique), 1925 - Paris, 1988). Poétesse, écrivaine, peintre et sculptrice belge. Par l’intermédiaire de Pierre Seghers et Jean Paulhan, elle adresse ses premiers poèmes à André Breton, en 1955, qui l’invite à rejoindre les surréalistes parisiens. En 1956, elle expose des gouaches et des marionnettes à la Galerie Adrienne Monnier et fait paraître Poèmes pour les petits pauvres et L’Insolite. À partir de 1959, ses dessins à l’encre de Chine et ses contes drôlatiques figureront dans toutes les expositions dédiées au surréalisme ainsi que dans plusieurs revues. « Marianne marchait le long des jours sableux sans savoir ce qu’elle allait soudain découvrir au détour d’un château d’épines. »[195]

- Jindrich Honzl (Humpolec (Tchécoslovaquie), 1894 – Prague, 1953). Metteur en scène et théoricien de théâtre tchèque. Cité parmi les surréalistes pour avoir mis en scène la pièce de Louis Aragon et André Breton, Le Trésor des jésuites dans les années trente[196].

- Paul Hooreman (Bruxelles, 1903 - 1977). Musicien et poète belge. En 1926, avec le compositeur André Souris, il invente le « ready-made » musical en trafiquant un orgue de barbarie qui joue l’hymne national belge à l’envers[196].

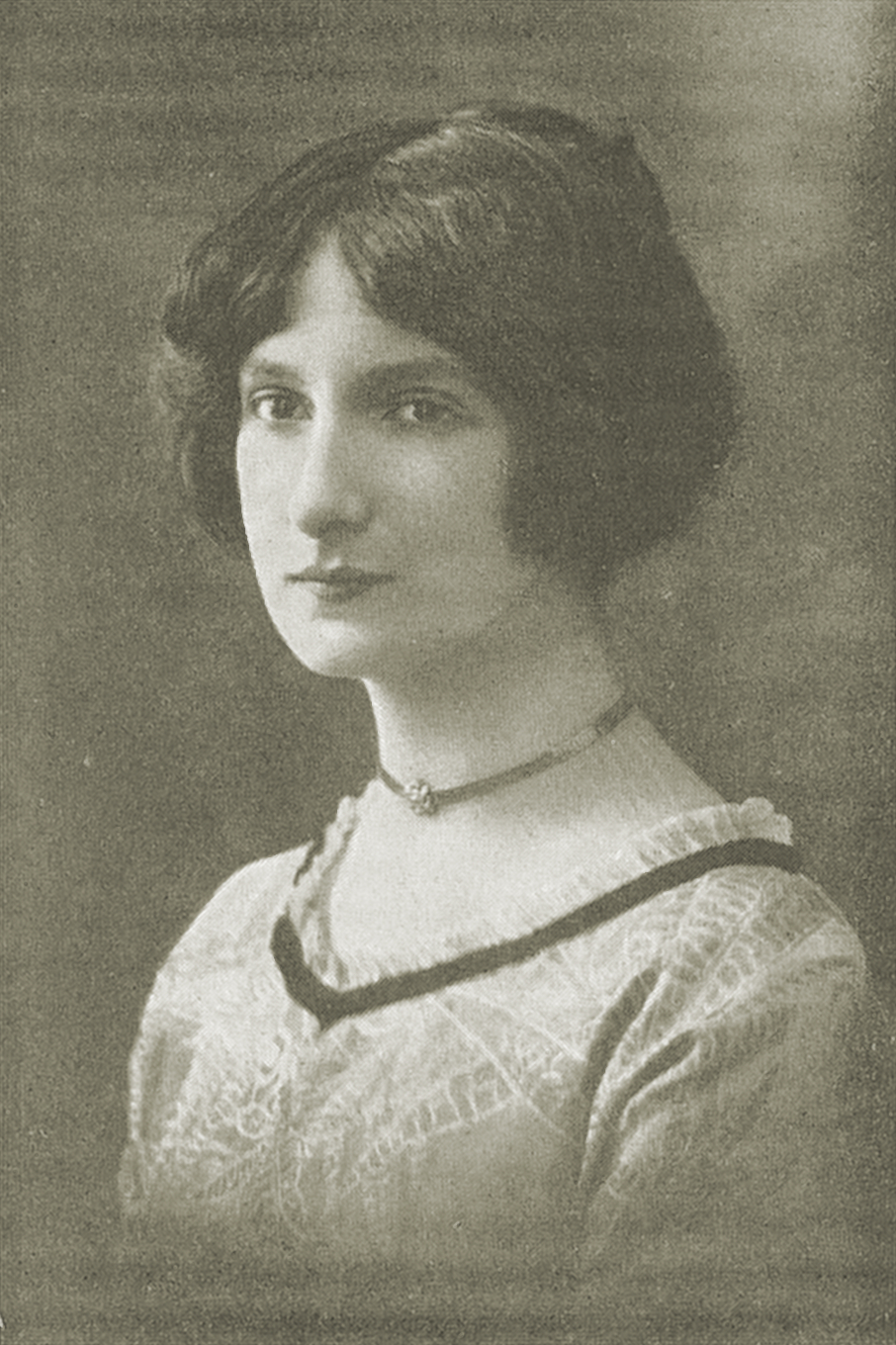
Valentine Hugo née Gross, 1913

- Georges Hugnet (Paris, 1906 - Saint-Martin-de-Ré, Vendée, 1974). Poète, dramaturge, plasticien et critique français. Au début des années 1920, il rencontre Tristan Tzara et participe au mouvement Dada. En 1932, devient l'historien officiel de Dada puis adhère au mouvement surréaliste. En 1936, il écrit la préface du catalogue de l'exposition Fantastic Art, Dada, Surrealism. En 1939, il est exclu du mouvement[197].

- Valentine Hugo née Gross (Boulogne-sur-Mer (Pas-de-Calais), 1887 - Paris, 1968). Peintre française. Elle rencontre et noue des liens d'amitiés avec René Crevel et Paul Eluard en 1928, puis elle a une brève relation sentimentale avec André Breton (en 1931 et 1932). Elle participe à différentes expositions surréalistes à Paris et à New York. Elle quitte le mouvement en 1936[198]. « L’amour, je le conçois exclusif et délirant, et redevenu toujours calme comme l’eau admirable d’un lac sauvage. »[199]

- Vicente Huidobro (Santiago-du-Chili, 1893 – Carthagène (Chili), 1948). Poète et directeur de revues chilien. Proche du poète Pierre Reverdy, il est considéré comme le précurseur du surréalisme au Chili même s’il ne crut pas aux possibilités de l’ écriture automatique[200].

- John Hultberg (Berkeley (Californie), 1922 - New York, 2005). Peintre américain d’origine suédoise. Il participe à l’exposition New talent à New York en 1952 mais il se démarque de l’ action painting qui est à la mode. L’écrivain Édouard Glissant écrit que le monde d’Hultberg « est comme une maisonnée de possibles sans cesse ruinés où s’affrontent l’absolu silence de Chirico et les flamboyantes éruptions de Matta. »[200]

- Karel Hynek (Prague, 1925 - 1953). Poète et dramaturge tchèque. Il rencontre Karel Teige et le surréalisme tchèque en 1948 bien que les activités du groupe se déroulent à huis clos. Auteur de pièces de théâtre dans lesquelles se mêlent l'humour noir et l'absurde[201].

- Hector Hyppolite (Saint-Marc (Haïti), 1894 – 1948). Peintre haïtien. Découvert par André Breton lors de son escale en Haïti en décembre 1945, ce peintre figure dans Le Surréalisme et la peinture : « [Son œuvre] est marquée du cachet de l’authenticité totale […] de nature à convaincre que celui qui l’a réalisée avait un message d’importance à faire parvenir, qu’il était en possession d’un secret. »[201]

## I
- Haut – A
- B
- C
- D
- E
- F
- G
- H
- I
- J
- K
- L
- M
- N
- O
- P
- Q
- R
- S
- T
- U
- V
- W
- X
- Y
- Z

- Laurence Iché (Saint-Étienne, 1921 - Madrid, 2007) Poétesse française. Fille du sculpteur René Iché qui l’initie à l’art d’avant-garde, elle a dix-neuf ans quand elle commence à poser pour lui puis pour |Pablo Picasso et Victor Brauner. Elle commence à écrire en 1939 et rencontre le poète Robert Rius qui fait aussi office de secrétaire d’André Breton et qu’elle épouse en 1941. Ensemble, ils participent à la création du mouvement surréaliste semi-clandestin La Main à plume[202] Autrice du recueil de poèmes érotiques Au fil du vent illustré par Óscar Domínguez et du recueil de contes Étagère en flamme illustré par Picasso[réf. nécessaire]

- René Iché (Sallèles d'Aude, 1897 - Paris, 1954). Sculpteur et dessinateur français. Il rencontre Guillaume Apollinaire en 1916. Très proche des dadas puis des surréalistes dont il partage les thématiques artistiques et les orientations politiques, il travaille sur le fragment et les masques d'André Breton[203] et de Paul Eluard. Il est l'auteur de deux manifestes Les Deux Arts (1935) et Manifeste des sculpteurs (1949) et de l'ouvrage La Machine à se cirer les pompes. Il est le père de la poétesse surréaliste Laurence Iché[204].

- Kōichi Iijima (en) (Okayama, Japon, 1930 - Tokyo, 2013). Poète et écrivain japonais. Organisateur d'un cercle d'étude du surréalisme en 1956. Dans les années 1970, il entame une compilation de documents et témoignages sur la répression dont furent victimes les surréalistes japonais avant la Seconde Guerre mondiale[205].

- Iliazd né Ilia Zdanevitch (Tiflis, 1894 - Paris, 1975). Poète et éditeur apatride d'origine russe et géorgienne. Un des principaux futuristes russes, installé à Paris depuis 1921, il rallie Dada mais constate son démantèlement en organisant en juillet 1923 la Soirée du Cœur à barbe. Il participe aux premières réunions du mouvement surréaliste. Plus tard, il édite une quinzaine de livres d'artiste avec la participation de poètes comme Paul Eluard ou de peintres surréalistes ou ex-surréalistes comme Max Ernst...[réf. nécessaire]

- Josef Istler (Prague, 1919 -???). Peintre tchécoslovaque. Josef Istler s’intéresse au surréalisme au début ds années 1940 avant de rejoindre le groupe de Karel Teige en 1947. Puis il oscille entre surréalisme et abstraction[206].

- Sylvain Itkine (Paris, 1908 - Saint-Genis-Laval, 1944). Acteur de théâtre français. Membre du groupe Octobre, Sylvain Itkine fonde la compagnie théâtrale Le Diable écarlate en 1937 avec laquelle il représente Ubu enchaîné d’Alfred Jarry dans des décors de Max Ernst. En novembre 1940, il retrouve André Breton à la villa Air-Bel à Marseille où il participe à diverses activités avec les surréalistes regroupés à cet endroit, en attente de visa pour quitter la France pour certains. Revenu à Paris en 1942, il rejoint la résistance mais arrêté par la Gestapo il meurt en prison[207].

- Radovan Ivšić (Zagreb, 1921 - Paris, 2009). Poète et auteur dramatique croate. Arrivé à Paris en 1954, il collabore aux revues Bief et La Brèche. Il traduit en croate des œuvres d'André Breton et de Benjamin Péret. Certains de ses livres sont illustrés par Joan Miró et Toyen[208].

## J
- Haut – A
- B
- C
- D
- E
- F
- G
- H
- I
- J
- K
- L
- M
- N
- O
- P
- Q
- R
- S
- T
- U
- V
- W
- X
- Y
- Z

- Egill Jacobsen (Copenhague, 1910 - 1998). Peintre danois. Son tableau de 1938 Accumulation (Ophobning) marque le début du mouvement abstrait-surréaliste danois. À partir de 1940, Jacobsen « se livre à une exploration organique et ludique du masque et où la couleur éclate en fanfares vertes et orange. » Avec le peintre Asger Jorn, il anime le mouvement COBrA[209].

- Édouard Jaguer né Édouard Petit (Paris, 1924 - 2006). Dessinateur, poète et critique d'art français. Il découvre le surréalisme et l'art non figuratif en 1937. En 1943, il fait paraître ses premiers poèmes dans la revue clandestine La Main à plume. Au lendemain de la Seconde Guerre mondiale, il collabore à plusieurs revues surréalistes commeLa Révolution la nuit, en dehors du groupe d'André Breton. En 1953, il fonde la revuePhase pour soutenir les peintres de l'abstraction lyrique[209].

- Marcel Jean (La Charité-sur-Loire, 1900 - Louveciennes, 1993). Dessinateur, plasticien et écrivain français. Il participe aux activités du groupe surréaliste parisien de 1932 jusqu'en 1951. Il est le coauteur, avec le philosophe hongrois Arpád Mezei, d'une Histoire de la peinture surréaliste parue en 1959[210].

- Alain Joubert (Paris, 1936 - 2021). Écrivain et poète français. Il rencontre André Breton en 1955 et participe à toutes les activités surréalistes jusqu’à l’autodissolution du Groupe en 1969 à son initiative. Il publie, en 2001, Le Mouvement des surréalistes ou le Fin mot de l’histoire qui rend compte de cet épisode décisif[réf. nécessaire]

- Alain Jouffroy (Paris, 1928 - 2015). Poète français. Il rencontre André Breton en 1946 et devient membre du groupe surréaliste jusqu'en 1948. Fondateur de la collection Poésie chez Gallimard avec Antoine Gallimard[réf. nécessaire]

## K
- Haut – A
- B
- C
- D
- E
- F
- G
- H
- I
- J
- K
- L
- M
- N
- O
- P
- Q
- R
- S
- T
- U
- V
- W
- X
- Y
- Z

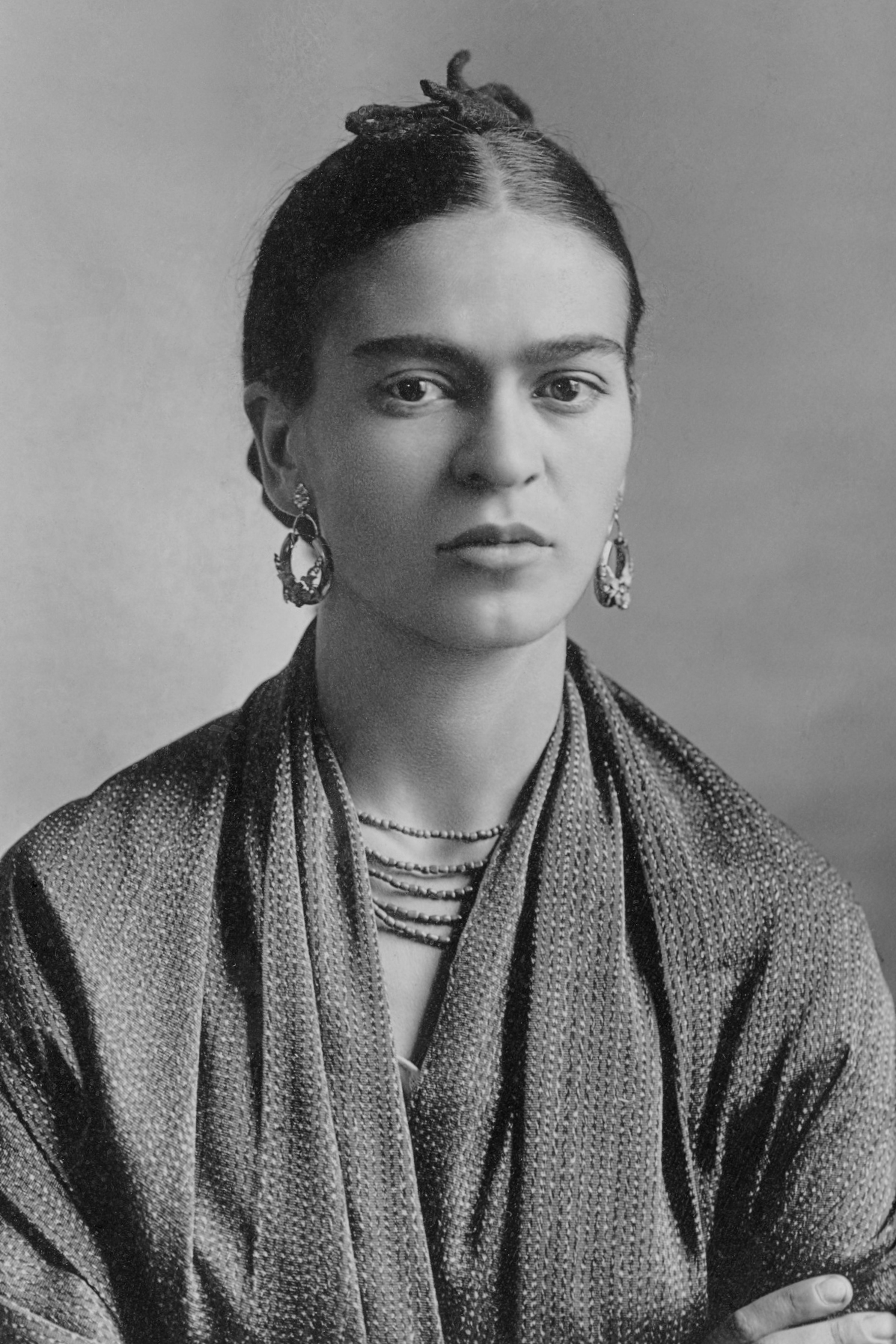
Frida Kahlo, 1932. Photo de Guillermo Kahlo

- Frida Kahlo (Coyoacan, Mexique, 1907 – Mexico, 1954). Peintre mexicaine. Épouse du peintre Diego Rivera. Venue à Paris en 1939, à l'occasion d'une exposition sur le Mexique mais mal reçue et ayant attrapé un virus, elle écrit à son amant américain du moment qu’elle fustige ses « lunatiques et tarés que sont les surréalistes ». Même s'il semble plutôt indifférent, pour André Breton la grande valeur de l'œuvre de Kahlo est qu'elle « donne » sur la destinée intérieure[211].

- Gerome Kamrowski (Warren, Minnesota, 1914 - Ann Arbor, 2004). Peintre américain. Intéressé par le surréalisme dès la fin des années 1930. Il réalise avec William Baziotes et Jackson Pollock une peinture « collective » considérée comme l'œuvre première de l'« expressionnisme abstrait » (1941)[212].

- Nelly Kaplan (Buenos Aires, 1931 - Genève, 2020). Cinéaste et écrivaine française. En 1955, elle rencontre Philippe Soupault, Théodore Fraenkel, André Pieyre de Mandiargues et André Breton. Le premier court-métrage qu'elle réalise est un documentaire sur le peintre Gustave Moreau dont le texte est dit par Breton. En 1966, elle réalise un court-métrage sur les dessins érotiques d'André Masson puis un moyen métrage sur Pablo Picasso : Le Regard Picasso qui obtient le Lion d'Or au Festival de Venise en 1967. En 1974, le roman Mémoires d'une liseuse de draps, signé du pseudonyme Belen, est censuré[213].

- Simone Khan (Iquitos (Pérou) 1897 – Paris, 1980). Collectionneuse d’art française. Arrivée à Paris avec ses parents, pour suivre des études littéraires, elle découvre la revue Littérature avant de rencontrer André Breton. Ils se marient en 1921. Dans le même temps, elle entretient une correspondance régulière avec sa cousine Denise Lévy vivant à Strasbourg. Ses lettres, publiées, constituent une chronique des manifestations Dada et du surréalisme naissant. Après son divorce en 1931 et son remariage avec Michel Collinet, elle s’engage dans le militantisme d’extrême gauche et gère une galerie qui accueille des peintres surréalistes jusque dans les années soixantes[214]

- Frederick J. Kiesler (Czernowitz, 1890 - New York, 1965). Architecte américain. À l'architecture fonctionnelle, Kiesler oppose une « architecture magique ». Pour recevoir la collection de Peggy Guggenheim, il construit les plans des galeries Art of this Century (1942) avec l'objectif de « renverser les barrières physiques et mentales qui séparent les gens de l'art avec lequel ils vivent. » Pour l'exposition surréaliste de 1947 à Paris, il dessine la salle des superstitions en forme d'œuf et présente son Totem des religions[215].

- Konrad Klapheck (Düsseldorf, 1935). Peintre et affichiste allemand, il rencontre André Breton à Paris en 1963 par le biais d'Arturo Schwarz. Il est qualifié de « peintre post-surréaliste »[216].

- Greta Knutson (Stockholm, 1899 – Paris, 1983). Peintre et écrivaine d’origine suédoise. Après l’École des beaux-arts de Stockholm, Greta Knutson s’installe à Paris en 1922. Elle rencontre Tristan Tzara en 1925 puis René Char en 1937 avec qui elle a une relation amoureuse. Son œuvre picturale et littéraire reste confidentielle[217].

- Willem de Kooning (Rotterdam, 1904 - East Hampton, 1997). Peintre américain. Considéré comme un des maîtres de l'expressionnisme abstrait, Kooning est cité dans le Dictionnaire général du surréalisme... pour une période, autour de 1950, qui se rapproche des abstraits-surréalistes nordiques tel Asger Jorn. Excavation est l'œuvre représentative de cette tendance où « le modèle intérieur éclate à travers la violence gestuelle » : Édouard Jaguer[218].

## L
- Haut – A
- B
- C
- D
- E
- F
- G
- H
- I
- J
- K
- L
- M
- N
- O
- P
- Q
- R
- S
- T
- U
- V
- W
- X
- Y
- Z

- Félix Labisse (Marchiennes, 1905 - Neuilly-sur-Seine, 1982). Peintre français. Il rencontre le groupe surréaliste à Paris en 1932 et se lie d'amitié avec Robert Desnos. Mais les surréalistes ne l'ont jamais reconnu comme l'un des leurs, bien qu'il ait apporté sa « contribution aux hommages cruels que les peintres surréalistes ont rendus à la femme. »[219]

- Jacques Lacomblez (Ixelles, 1934). Peintre, dessinateur et poète belge. Ami de E. L. T. Mesens et Achille Chavée. Il rencontre André Breton en 1958 qui le fait participer à l'exposition de New York Le Domaine des Enchanteurs et à la revueLa Brèche[220].

- Robert Lagarde (Béziers, 1928 - Montpellier, 1997). Peintre, dessinateur et graveur français. Il rencontre André Breton en 1959 et se joint au groupe surréaliste auquel il collabore jusqu'à sa dissolution en 1969. L'essentiel de son œuvre se situe dans le domaine du dessin où « par un graphisme protéiforme mais non figuratif apparaît l'omniprésence du désir. » Il a illustré les ouvrages du poète Guy Cabanel[221].

- Wifredo Lam (Sagua la Grande (Cuba), 1902 - Paris, 1982). Peintre français d'origine cubaine. Rencontre le groupe surréaliste à Paris par l'intermédiaire de Pablo Picasso en 1938. Il illustre Fata Morgana d'André Breton (1940) et traverse l'Atlantique avec lui en 1941 pour fuir la France occupée[réf. nécessaire]

- Jacqueline Lamba (Saint-Mandé, 1910 - Rochecorbon, 1993). Peintre française. Deuxième épouse d'André Breton. Rencontrée en 1934, elle est « la toute-puissante ordonnatrice » de La Nuit du tournesol, comme il l'a écrit dans un poème de 1923. Dans l'ombre de Breton, elle contribue à de nombreuses manifestations surréalistes à Paris, Londres, Prague, Ténérife, New York. Elle se détourne du surréalisme en 1948 après avoir détruit la plupart de ses œuvres[222].

- Jean-Jacques Lebel (Neuilly-sur-Seine, 1936). Écrivain, poète et peintre français. Fils de Robert Lebel, à quinze ans il correspond avec André Breton. Membre parmi les plus « bouillants », il collabore aux revues Le Surréalisme, même et Bief. Ami des poètes Allen Ginsberg, William Burroughs et Gregory Corso, il traduit leurs œuvres en français[223].

- Robert Lebel (Paris, 1901 - 1986). Poète français. En 1943, à New York, il intègre le groupe surréaliste reconstitué autour d'André Breton et Marcel Duchamp. Ses premiers poèmes sont publiés la même année. À la Libération, il participe aux activités du groupe parisien, collaborant notamment, aux catalogues des expositions surréalistes de 1947 et 1959[224].

- Annie Le Brun (Rennes, 1942 - Croatie, 2024). Écrivaine, poète et critique française. Elle rencontre André Breton en 1963 et participe au mouvement surréaliste jusqu'en 1969. Son premier recueil de poèmes Sur le champ, illustré par la peintre Toyen, paraît en 1967. Occupée par ses têtes d'orage[225] que sont Aimé Césaire, Alfred Jarry, Raymond Roussel et Sade, Annie Le Brun n'a jamais délaissé le surréalisme, lui consacrant même deux ouvrages Qui vive. Considérations actuelles sur l'inactualité du surréalisme et Surréalisme et subversion poétique en 1991[226] « En toute femme, il y a une mère qui signor / En toute mère, il y a une femme qui signor / Je serai toujours perverse polymorphe. »[227]

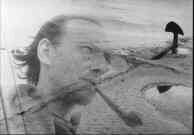
Marcel Lefrancq, autoportrait à l'ancre

- Marcel Lefrancq (Mons (Belgique), 1916 - Vaudignies, 1974). Photographe belge. L'un des fondateurs du groupe surréaliste en Hainaut avec Achille Chavée et Fernand Dumont. Ses œuvres relèvent surtout du collage et de l'intervention directe sur la pellicule (brûlage) que de la prise de vue[223].

- Sheila Legge née Sheila Chetwynd Inglis (Penzance, 1911 - Banyuls-sur-Mer, 1949). Poétesse et créatrice d'objets. En 1936, dans le cadre de l'exposition internationale du Surréalisme à Londres, elle y expose des objets. Le jour de l'inauguration, elle apparaît à Trafalgar Square vêtue d'une longue robe de satin, le visage couvert de roses, tenant dans une main, une jambe artificielle, dans l'autre une côte de porc, et entourée d'une nuée de pigeons. Des journaux populaires la baptisent aussitôt « fantôme surréaliste »[228].

- Gérard Legrand (Paris, 1927 - Blois, 1999). Poète, philosophe, essayiste et critique de cinéma français. En 1948, il rencontre André Breton dont il devient l'un des plus proches collaborateurs. Il l'aide à l'achèvement de l'ouvrage L'Art magique publié en 1957. À partir de 1958, il collabore à différentes revues surréalistes comme Médium, La Brèche, L'Archibras et Bief. Jusqu'à la dissolution du groupe en 1969, Gérard Legrand restera l'un des contributeurs les plus actifs à la diffusion du surréalisme[229].

- Michel Leiris (Paris, 1901 - Saint-Hilaire, 1990). Écrivain, poète et ethnographe français. Il intègre le groupe surréaliste parisien en 1921 ou 1922 et le quitte en 1929[224].

- Gilbert Lely (Neuilly-sur-Seine, 1904 - Paris, 1985). Écrivain, essayistes et poète français, reconnu pour ses travaux sur le Marquis de Sade dont il a exhumé une partie de la correspondance et quelques manuscrits. Il côtoie les surréalistes durant les années 1930[230].

- Jacques Le Maréchal né Jacques Moreau (Paris, 1928 - 2016). Poète, dessinateur, peintre et graveur français. À partir de 1952, il réalise des dessins «inextricables», puis des peintures à la fois transparentes et touffues qu'André Breton remarque en 1960. Cependant, il reste indépendant du groupe surréaliste[230].

- Étienne Léro (Le Lamentin, Martinique, 1901 - Paris, 1939). Poète français. Cofondateur de la revue Légitime défense en 1932. Il se réclame des poètes noirs américains, de Marx et du surréalisme, et veut «mettre à poil» la poésie antillaise afin qu'elle ne soit plus «un bon décalque (de celle) de l'homme pâle»[231].

- André Liberati (Beyrouth, 1927 - Issy-les-Moulineaux, 2021). Écrivain. Selon l'écrivain Jean Todrani, André Liberati «a traversé le surréalisme comme il ensuite traversé d'autres machines, arpenté d'autres champs de l'écriture poétique ; cherchant ce qui manque le plus au surréalisme : une philosophie.» Esprit solitaire, il fréquente toutefois l'équipe des Cahiers du Sud dès leur création et se lie avec Benjamin Péret et André Breton. « Surréaliser sa vie, c'est trouver ou retrouver sa vraie vie dépouillée de tout ce qui pourrait la rendre acceptable. »[232].

- Suzanne Lilar née Suzanne Verbist (Gand (Belgique), 1901 – Bruxelles, 1992). Romancière, essayiste et dramaturge belge. Avocate de formation, épouse d’un ministre de la Justice et mère de l’écrivaine Françoise Mallet-Joris, Suzanne Lilar est considérée comme surréaliste plus par ses écrits que par son attachement à un groupe. Le statut des femmes est au centre de ses réflexions : ainsi elle écrit la pièce Le Burlador (1946) où le personnage de Dom Juan est repensé du point de vue féminin. Parallèlement elle mène une exploration surréaliste dans ses autobiographies Une enfance gantoise (1979) et Le Journal en partie double (1986). Malgré une certaine reconnaissance officielle, Suzanne Lilar n’a guère rencontré le succès public[233].

- Georges Limbour (Courbevoie, 1900 - Chiclana de la Frontera, Espagne, 1970). Écrivain et poète français. En 1923, il rencontre André Breton, rue Fontaine. Il participe au mouvement surréaliste jusqu'à la rupture de 1930. Il rédige un texte pour le pamphlet contre Breton Un cadavre et collabore à la revue Documents de Georges Bataille[réf. nécessaire]

- Éli Lotar né Eliazar Lotar Teodorescu (Paris, 1905 - 1969). Photographe français. Fils du poète roumain Tudor Arghezi, il découvre la photographie, en 1927, avec Germaine Krull. En 1929, Georges Bataille lui confie l'illustration de l'article abattoir pour son dictionnaire à paraître dans la revue Documents. La photo la plus célèbre de cette série montre des pieds de veaux alignés contre un mur noir. En 1932, il est l'opérateur de Luis Buñuel pour le film Terre sans pain (Las Hurdes)[234].

- Mary Low (Londres, 1912 - Miami, 2007). Poétesse, écrivaine anglo-australienne et militante révolutionnaire. En 1933, elle rencontre à Paris les surréalistes Óscar Domínguez et Benjamin Péret ainsi que le poète cubain militant trotskiste Juan Brea avec qui elle se marie. De 1934 à 1936, ils rencontrent et se lient d'amitié avec Victor Brauner à Bucarest, E. L. T. Mesens à Bruxelles et Toyen à Prague. En 1936, ils participent à la guerre d'Espagne en s'engageant dans le groupe dissident POUM. En 1938, parait aux Éditions surréalistes, le recueil de poèmes écrits en commun La Saison des flûtes. Après la mort de son «compagnon en muscade aux caresses inquiétantes» survenue en 1941, Mary Low se détourne du surréalisme[235].

- Ghérasim Luca (Bucarest, 1913 - Paris, 1994). Écrivain et poète roumain. Principal animateur, avec Dolfi Trost, du groupe surréaliste roumain pendant et après la Seconde Guerre mondiale. C'est à Paris, à partir de 1952, qu'il explore à l'infini les rapports contradictoires du son et du sens[236].

## M
- Haut – A
- B
- C
- D
- E
- F
- G
- H
- I
- J
- K
- L
- M
- N
- O
- P
- Q
- R
- S
- T
- U
- V
- W
- X
- Y
- Z

- Dora Maar née Henriette Theodora Markovitch (Paris, 1907 - Ménerbes (Vaucluse), 1997). Photographe, peintre et poètesse[237] française. En 1930, elle ouvre un studio de photographie, à Paris, avec Brassaï et Pierre Kéfer et vit avec le cinéaste Louis Chavance, proche de Jacques Prévert[238]. Elle rencontre les surréalistes parisiens en 1934 mais fréquente autant les « exclus » Max Morise et Jacques Prévert puis Georges Bataille. C'est Paul Eluard qui la présente à Pablo Picasso au début de 1936[239]. Elle devient son amante et sa muse. Elle est le modèle, pour Picasso, comme pour elle-même, de la série des Femmes qui pleurent. En 1937, elle photographie les étapes successives de la création de Guernica. Son œuvre surréaliste est essentiellement photographique notamment le Portrait d'Ubu (1936). À partir de 1944, Dora Maar se retire à Ménerbes dans une solitude mystique[240].

- Pierre Mabille (Reims, 1904 - Paris, 1952). Médecin et écrivain français. À sa formation scientifique, Pierre Mabille joint des connaissances d'ordre ésotérique. Il devient l'ami d'André Breton et de Jacqueline Lamba dès 1934. La revue Minotaure publie plusieurs textes dont un article sur les miroirs (no 11, 1938). En 1940, il publie Le Miroir du merveilleux. En 1945, il est conseiller culturel à l'ambassade de France à Port-aux-Prince, en Haïti ce qui permet à Breton d'assister à d'authentiques cérémonies vaudou[241].

- Conroy Maddox (en) (Ledbury, Angleterre, 1912 - Londres, 2005). Peintre anglais. Membre cofondateur du groupe surréaliste de Birmingham, apparu en 1935 juste avant la London International Surrealist Exhibition (1936), aux côtés de John et Robert Melville, entre autres. Sous l'égide de Roland Penrose, il présente quelques œuvres à l'Exposition internationale du surréalisme organisée à la galerie Maeght à Paris en 1947[réf. nécessaire].

- Clément Magloire-Saint-Aude (Port-au-Prince, 1912 - 1971). Poète haïtien. Fondateur de la revue Les Griots, en 1937, avec François Duvalier. Il rencontre André Breton de passage en Haïti en 1945[236].

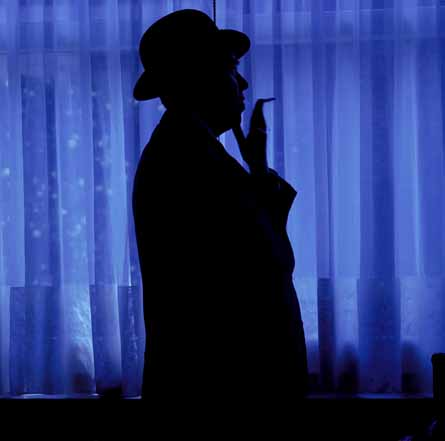
René Magritte par Wolleh

- René Magritte (Lessines, 1898 - Bruxelles, 1967). Peintre belge. Cofondateur du groupe surréaliste belge en 1926, il rencontre André Breton à Paris, en 1927. Excepté la période à la fois impressionniste et expressionniste Plein soleil de 1940 à 1946, l'univers de Magritte, depuis son premier tableau de 1924, est dominé par l'angoisse, la peur et la frustration[242].

- Vincent Makovský (Nové Mesto, Tchécoslovaquie, 1900 - Brno, 1966). Sculpteur tchèque. Il se joint au groupe surréaliste tchèque en 1934 après sa période cubiste. Utilisant les matériaux les plus divers : liège, cire, papier, ficelle et tissu, sa sculpture non dénuée de fascination érotique, il tend parfois vers l'abstraction[243].

- Émile Malespine (Nancy, 1892 - Paris, 1952). Médecin psychiatre, écrivain et plasticien français. Après avoir créé la revue Manomètre de tonalité dadaïste, il oppose le « suridéalisme » au surréalisme qu'il qualifie de « magasin d'accessoires qu'on déballe. » Après la disparition de la revue, en 1932, il se rapproche toutefois des surréalistes. Ses recherches plastiques le mène à une peinture informelle et à des sculptures évolutives[244].

- Georges Malkine (Paris, 1898 - 1970). Peintre français. Il est le seul peintre à avoir signé le premier manifeste[245]. Il s'éclipse aux États-Unis pendant des années mais refait une apparition en France avec plusieurs expositions à succès entre 1966 et 1970[246].

- Jean Malrieu (Montauban, 1915 - Bruniquel, Tarn-et-Garonne, 1976). Poète français. Remarqué par les surréalistes après la publication de Préface à l'amour aux Cahiers du Sud en 1953. Il collabore à plusieurs revues surréalistes[247].

- André Pieyre de Mandiargues (Paris, 1909 - 1991). Écrivain et poète français. Il découvre le surréalisme en 1927 par son ami Henri Cartier-Bresson. En 1931, il rencontre Max Ernst et Leonor Fini avec laquelle il se lie et voyage en Italie. Sa liaison avec elle ne l’empêche pas d’en entretenir une autre avec Meret Oppenheim. La guerre les surprend alors qu’ils demeurent chez Gala et Salvador Dalí à Arcachon (Landes). En 1947, il rencontre la nièce du peintre futuriste Filippo De Pisis, Bona : ils se marient en 1950. En 1958, à l’invitation de l’écrivain Octavio Paz, il découvre le Mexique. Il fréquente les surréalistes parisiens s’associant à certaines déclarations collectives comme le Manifeste des 121. L’un de ses derniers livres Bona, l’Amour et la Peinture, paru en 1971, témoigne de son attachement au principe du surréalisme qui lie à l’amour et à la poésie la métamorphose du regard[248].

- Bona de Mandiargues née Tibertelli De Pisis (Rome, 1926 – Paris, 2005). Peintre, sculptrice et poète d’origine italienne. Elle est initiée à la peinture par son oncle Filippo De Pisis qui, en 1947, la présente à André Pieyre de Mandiargues. Ils se marient en 1950 puis divorcent et se remarient en 1967. Bona partage sa vie entre Paris, l’Italie et le Mexique avec l’écrivain Octavio Paz et le peintre Toledo. Sa peinture traverse plusieurs périodes entre surréalisme, abstraction lyrique, portraits psychédéliques et des sculptures en lambeaux de tissus déchiré. « Ciseaux pour dissection, extraction, opérations, division, séparations… / Ciseaux de la Parque, de la couturière, du paysan et du maçon, du typographe et du censeur, du forgeron et du jardinier… / Ciseaux pour couper la médisance, les sorcières, les mèches, la chandelle, les morves, les vignobles, les roses, les amarres, les liaisons, les crêtes, les couronnes. »[249]

- Joyce Mansour née Joyce Patricia Adès (Bowden (Angleterre), 1928 – Paris, 1966). Écrivaine et poète égyptienne. Installée à Paris, ses deux premiers recueils, en français, paraissent en 1953 et 1955 : Cris et Déchirures. Le poète Georges Henein la présente à André Breton. C’est dans son appartement, en présence entre autres de Breton et Matta que l’artiste québécois Jean Benoît réalise sa performance en l’honneur du Marquis de Sade. Dans les années suivantes, elle écrit pour différentes revues surréalistes des textes parodiant la presse féminine et des poèmes où la mort inspire un lyrisme violent et cru[250].

- J. V. Manuel né José Viola Gamon, (San Pablo (Espagne), 1916 - San Lorenzo de El Escorial, 1987). Poète et peintre espagnol connu sous le nom de Manuel Viola. Combattant dans les armées du POUM pendant la guerre d'Espagne, il trouve refuge chez Benjamin Péret puis Robert Rius. Il vit à Paris dans la clandestinité durant toute l'Occupation. Cofondateur de la revue La Main à plume en 1941, il collabore à toutes les publications tant par le texte que par le dessin. Il écrit un synopsis pour un film surréaliste Celui qui n'a pas de nom. En 1949, il retourne en Espagne et s'oriente avec succès et renommée vers l'abstraction lyrique[251].

- Marcel Mariën (Anvers, 1920 - Bruxelles, 1993). Collagiste, poète, cinéaste belge. À 17 ans, il rencontre René Magritte. Il collabore aux activités du groupe surréaliste de Bruxelles et publie son premier livre La Chaise de sable en 1938. Il réalise également ses premiers collages. En 1943, il fonde les éditions de L'Aiguille aimantée et publie la première monographie consacrée à Magritte. À partir de 1946, il rejoint les surréalistes révolutionnaires qui se rapprochent du Parti communiste français et désavouent André Breton. En 1954, il crée la revue Les Lèvres nues. En 1960, son film L'Imitation du cinéma fait scandale en Belgique et est interdit en France. Il se brouille avec Magritte en 1962 et entreprend un voyage aux États-Unis puis en Chine où il travaille comme rédacteur et correcteur de l'édition française de la revue de propagande La Chine en construction. De retour en Belgique en 1965, Mariën poursuit ses collages. En 1981, il fait paraître L'Activité surréaliste en Belgique 1924-1950, ouvrage qui reprend dans l'ordre chronologique la totalité des documents publiés durant cette période[252].

- Maria Martins (Campanha (Brésil), 1894 - Rio de Janeiro, 1973). Artiste brésilienne. Elle découvre la sculpture en Belgique en 1936 et, en 1942, les surréalistes en exil à New York. Elle est modèle pour Marcel Duchamp pour le corps féminin de l'œuvre Étant données... En 1959, elle participe à l'exposition Eros[253].

- André Masson (Balagny-sur-Thérain, 1896 - Paris, 1987). Peintre français. Cité par André Breton dans le premier Manifeste du surréalisme comme en étant l'un des précurseurs. Exclu du mouvement en 1929 bien qu'il figure dans chacune des livraisons de la revue La Révolution surréaliste. Il se réconcilie avec Breton en 1936. Après avoir réalisé les illustrations de l'ouvrage Martinique, charmeuse de serpent (1948), il s'éloigne définitivement du surréalisme. « Mon appartenance orageuse au groupe surréaliste. À la fois un acquiescement et un malentendu. »[254]

- Pierre de Massot (Lyon, 1900 - Paris, 1969). Écrivain, essayiste et journaliste français. D'abord proche de Dada, il est ami avec Marcel Duchamp, Francis Picabia, Jacques Rigaut et Erik Satie, il s'attache à André Breton dès avant la naissance du surréalisme. Partageant les idées révolutionnaires, il signe le tract La Révolution d'abord et toujours ! en 1925. Il écrit des études sur Saint-Just et Étienne Marcel qui révèlent ses affinités avec la pensée surréaliste. Il quitte le mouvement lors de son adhésion au parti communiste français en 1936[247].

- Matta né Roberto Matta Echaurren (Santiago du Chili, 1911 - Civitavecchia (Italie), 2002). Peintre chilien. Il rencontre les surréalistes à Paris en 1933 ou 1934. Exclu du mouvement en 1948 : on lui attribue une responsabilité dans le suicide du peintre Arshile Gorky, il le réintègre en 1959 après s'être réconcilié avec André Breton[255].

- Emila Medková née Emila Tláskalová, (Ústí nad Orlicí, 1928 – Prague, 1985). Photographe tchèque. Elle fréquente le surréalisme après sa rencontre avec l’historien de l’art et figure centrale du surréalisme tchèque Karel Teige en 1951. Elle réalise des images documentaires sur l'environnement urbain[256].

- Frédéric Mégret (Paris, 1912 - Boulogne-Billancourt, 1975). Poète, rédacteur en chef et chroniqueur d'art français. Il rencontre Louis Aragon en 1929 qui le présente à ses amis de la rue de Château, Georges Sadoul et André Thirion : « Il écrivait des poèmes délicats et faisait des dessins assez gracieux et manifestait en toutes occasions une incohérence et une timidité d'enfant. » Dans les archives d'André Breton, on retrouvera un cadavre exquis réalisé à la gouache par Breton, Georges Sadoul et Suzanne Muzard. Avec cette dernière, la ravissant à Emmanuel Berl et Breton, il part en Nouvelle-Calédonie[257].

- René Ménil (Gros-Morne (Martinique), 1907 - Saint-Luce (Martinique), 2004). Professeur de philosophie et essayiste français. Cofondateur des revues Légitime défense (1932) et Tropiques avec Aimé et Suzanne Césaire (1941). Il voit dans le surréalisme, le moyen de fournir aux artistes martiniquais les outils, mis au point par André Breton (hasard, humour, images et merveilleux) pour leur permettre de révéler au grand jour « leur moi profond ». Breton : « Ménil, la grande culture en ce qu'elle a de moins ostentatoire, la mesure impeccable, mais en dépit d'elles aussi le nerf et toutes les ondes du frémissement. »[258]

- E. L. T. Mesens (Bruxelles, 1903 - 1971). Écrivain belge, poète, éditeur, directeur de revue, plasticien, compositeur, commissaire d’expositions. Selon Kurt de Boodt : « Edouard Léon Théodore Mesens est un Palais des Beaux-Arts à lui tout seul. »[259] Il est l'un des fondateurs et animateurs du groupe surréaliste belge en 1927. Il aurait fait découvrir le surréalisme au peintre René Magritte en lui montrant le tableau de Giorgio De Chirico, Chant d’amour. En 1936, il organise l'exposition internationale du surréalisme à Londres et ouvre une galerie qu'il anime jusqu'en 1950. Avec J. B. Brunius, il écrit le tract Idolatry and confusion contre le chauvinisme de la littérature de guerre. Jusqu'à sa mort, infatigable propagateur du surréalisme, il ne cesse de participer aux expositions et revues surréalistes[260].

- Joan Miró (Barcelone, 1893 - Palma de Majorque, 1983). Peintre espagnol. D'abord membre de Dada, il devient un « compagnon de route » du surréalisme à Paris dès le début des années 1920[261].

- Nora Mitrani (Sofia, 1921 - Paris, 1961). Écrivaine et sociologue bulgare. Elle intègre le groupe surréaliste de Paris en 1947 et participe régulièrement aux diverses revues NÉON, Le Surréalisme même, Bief... Compagne d'Hans Bellmer puis de Julien Gracq qui lui écrit une préface pour une anthologie de ses textes écrits entre 1940 et 1960 (1988)[262]. « Toute ma vie j'ai cru aux signes. J’ai cru que le désordre de mon cœur m’annonçait déjà l’ordre accablant qui allait fondre sur lui […] Je me suis persuadé que dans tous les cas, un langage précédait l’avènement d’une plus profonde nuit ou d’un nouvel espoir. »[263]

- Pierre Molinier (Agen, 1900 - Bordeaux, 1976). Photographe, peintre et poète français. Il est surtout connu pour ses tableaux érotiques et pour ses photomontages, mises en scène de son propre corps et autoportraits travestis, où s'expriment son culte de l'androgynie et son fétichisme des jambes. Membre du groupe surréaliste de 1955 à 1969, Pierre Molinier reste cependant en marge du mouvement. Il se suicide en 1976[264].

- Max Morise (Versailles, 1900 - Paris, 1973). Écrivain et peintre français. Dadaïste, collaborateur de la revue Aventure avec Jacques Baron, René Crevel, Robert Desnos et Roger Vitrac, il rejoint le groupe surréaliste et participe aux revues Littérature et La Révolution surréaliste. Il quitte de lui-même le groupe en 1929 et participe au pamphlet Un cadavre contre André Breton (1930)[réf. nécessaire].

- César Moro né Alfredo Quíspez Asín (Lima, 1903 - 1956). Poète et peintre péruvien, francophone. Il découvre le surréalisme à son arrivée à Paris en 1925, adhère au mouvement et collabore à la revue Le Surréalisme au service de la révolution de 1930 à 1933. De retour au Pérou, en 1933, il crée la revue surréaliste El uso de la palabra (L'usage de la parole). À Mexico, en 1940, il organise avec Wolfgang Paalen, la première exposition internationale du surréalisme au Mexique[265].

- Robert Motherwell (Aberdeen (États-Unis), 1915 - Provincetown, 1991). Peintre américain. Il rencontre les surréalistes au cours d'un voyage en Europe en 1935. Il participe à l'exposition First papers of surrealism de New York (1942)[réf. nécessaire]

- Suzanne Muzard (Aubervilliers, 1900 - Fitz-James (Oise), 1992). Inspiratrice. Alors qu'elle est fiancée à l'écrivain Emmanuel Berl, Suzanne Muzard et André Breton ont un coup de foudre réciproque dès leur première rencontre en novembre 1927. Il s'ensuit une grande passion amoureuse mais orageuse, jusqu'en 1931, Suzanne ne se résignant pas à quitter Berl. Pour cette femme qui « s'est substituée aux formes qui [lui] étaient les plus familières [et devant qui doit] prendre fin [une] succession d'énigmes »[266], Breton ajoute une troisième partie à son récit Nadja[267].

## N
- Haut – A
- B
- C
- D
- E
- F
- G
- H
- I
- J
- K
- L
- M
- N
- O
- P
- Q
- R
- S
- T
- U
- V
- W
- X
- Y
- Z

- Pierre Naville (Paris 1904 - 1993). Poète, théoricien révolutionnaire, philosophe et sociologue français. Auteur de deux ouvrages surréalistes : un récit poétique Les Reines de la main gauche (1924) et un essai Le Temps du surréel (1977). La brièveté de son passage au sein du surréalisme (de 1924 à 1926) n'a d'égale que son action au sein du mouvement : codirection des trois premiers numéros de la revue La Révolution surréaliste et installation du Bureau de recherches surréalistes et la profondeur de son questionnement : « Existe-t-il une peinture surréaliste ? » Le surréalisme peut-il passer d'une révolte littéraire à l'action révolutionnaire[268]?

- Gérald Neveu (Marseille, 1921 - Paris, 1960). Écrivain et poète français. Influencé par son ami Jean Malrieu qui fut un temps compagnon de route des surréalistes, il forge sa poétique et interroge sa relation à la poésie à travers la revue Action poétique qu'il fonde en 1950 à Marseille avec Malrieu. Il s'y situe constamment dans la volonté d'un modernisme poétique par rapport aux théories surréalistes et dadaïstes. Il meurt à trente-neuf ans, épuisé, l'organisme délabré, d'un abus de somnifères[269].

- Vítězslav Nezval (Biskoupky 1900 - Prague 1958). Poète, romancier, essayiste. Il est l'un des fondateurs du Groupe des surréalistes de Tchécoslovaquie. Il le conçoit de la lignée de son précédent mouvement, le poétisme[270].

- Paul Nougé (Bruxelles, 1895 – Bruxelles, 1967). Poète belge. A quinze ans, Paul Nougé entreprend des études de biologie et fréquente l’université nouvelle de Bruxelles où sa conscience politique s’éveille. Dès lors, il conçoit la poésie comme une arme de combat. En 1920, il participe à la fondation du Parti communiste belge qu’il quitte en 1924 en se rendant compte qu’il n’a que peu de goût pour la politique. Il se rapproche des surréalistes parisiens et rencontre André Breton après une conférence donnée à Bruxelles (1er juin 1924). Cependant, leurs conceptions divergent : les parisiens en appellent au rêve et au merveilleux alors que chez les Bruxellois, tout reste dans la réalité et le contrôle : plutôt que l’imagination, ils préfèrent l’invention. En 1929, il publie le premier essai sur l’œuvre de René Magritte, Les Images défendues. Toujours avec Magritte, il élabore la théorie du « surréalisme en plein soleil » suscitant l’ironie de Breton (1945). Bien que Francis Ponge le considère, en 1961, comme « la tête la plus forte du surréalisme en Belgique », Paul Nougé n’a jamais voulu occuper le devant de la scène. Ces œuvres ne paraîtront qu’après sa mort[271].

- Ladislav Novák (Turnov (Tchécoslovaquie), 1925 - ???, 1977). Poète et plasticien. En 1962, il imagine une nouvelle technique de collage en infligeant aux images un traitement par dissolution chimique au moyen de solvants et action physique comme le froissement[272].

- Madeleine Novarina (Thonon-les-Bains, 1923 - Rueil-Malmaison, 1991). Peintre et poétesse française. André Breton découvre son travail en 1946 lors du 1er Salon des Surindépendants (Paris). Elle est proche de Victor Brauner et de Sarane Alexandrian qu'elle épouse en 1959[réf. nécessaire]

## O
- Haut – A
- B
- C
- D
- E
- F
- G
- H
- I
- J
- K
- L
- M
- N
- O
- P
- Q
- R
- S
- T
- U
- V
- W
- X
- Y
- Z

- Richard Oelze (Magdebourg, 1900 - Posteholz bei Hameln (Allemagne), 1980). Peintre allemand. Ancien élève du Bauhaus, il rencontre les surréalistes à Paris en 1932[réf. nécessaire]

- Alexandre O'Neill né Alexandre Manuel Vahía de Castro O'Neill de Bulhões (Lisbonne, 1924 - 1986). Poète et dessinateur portugais. À l'automne 1947, avec l'écrivain Mário Cesariny, il fonde le premier groupe surréaliste portugais. O'Neill s'est adonné à l' automatisme tant dans l'écriture que dans le dessin à l'encre de Chine, dans une veine satirique soutenue par l'humour noir[273].

- Meret Oppenheim (Berlin, 1913 - Bâle, 1985). Peintre, plasticienne et écrivaine suisse. Elle entre dans le groupe surréaliste en 1932 par l'intermédiaire de Hans Arp et Alberto Giacometti qui la présente à André Breton[274]. Sa renommée commence en 1936 avec la présentation de son Déjeuner en fourrure[275]. Amie intime d'André Pieyre de Mandiargues, elle se rend à Venise avec lui et Leonor Fini en 1939[274]. Après la Segonde guerre mondiale, elle renoue avec les surréalistes revenus à Paris et propose, à nouveau, sa performance de 1936 sous le titre de Festin nu dans le cadre de l'exposition EROS de 1959[276]. « Les idées viennent. Ou plutôt elles sont déjà là - quelque part. Et comme on tend des filets aux oiseaux, des pièges aux animaux, on leur tend des pensées, des mots, des toiles, du papier ou d'autres matériaux pour qu'elles s'y posent. »[274]

## P
- Haut – A
- B
- C
- D
- E
- F
- G
- H
- I
- J
- K
- L
- M
- N
- O
- P
- Q
- R
- S
- T
- U
- V
- W
- X
- Y
- Z

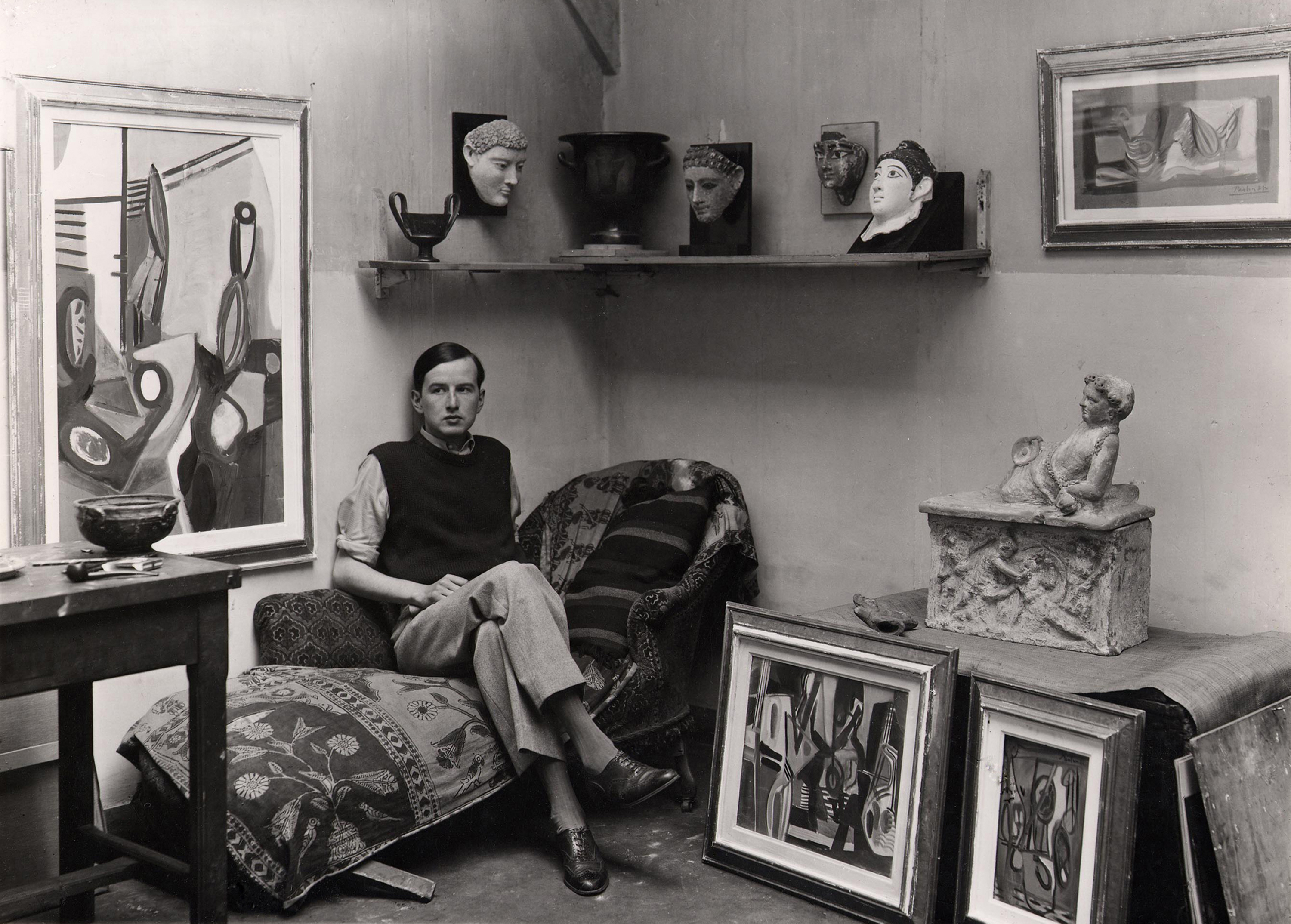
Wolfgang Paalen, 1933

- Wolfgang Paalen (Vienne, 1905 - Taxco (Mexique), 1959). Peintre mexicain d'origine autrichienne. Invité par André Breton, il participe aux expositions internationales du Surréalisme de Londres (1936), Paris (1938) et Mexico (1940). Il crée des « objets surréalistes » et invente le procédé du « fumage » consistant à passer la flamme d'une bougie sur la peinture fraîche. En 1941, il fonde la revue Dyn dans laquelle il prend ses distances avec Breton en 1942 (Farewell au surréalisme). Il se réconcilie avec Breton chez qui il séjourne en 1953 et participe à la revue surréaliste Medium[réf. nécessaire]

- Nikos Papatakis (Addis-Abeba, 1918 - Paris, 2010). Cinéaste grec. Cité pour le film Les Abysses (1963) inspiré de l'histoire réelle des sœurs Papin et considéré par les surréalistes comme la seule œuvre authentiquement surréaliste à côté de L'Âge d'or de Luis Buñuel et Salvador Dalí (1930)[277].

- Mimi Parent (Mont-Royal (Québec), 1924 - Villars-sur-Ollon (Suisse), 2005). Peintre et plasticienne canadienne. Après une formation académique aux Beaux-Arts de Montréal d'où elle est renvoyée pour cause d'indiscipline, Mimi Parent et son époux Jean Benoît s'installent à Paris en 1948. Elle rencontre André Breton en 1954 et participe activement au groupe surréaliste jusqu'à sa dissolution en 1969. Mimi Parent ne cesse « de donner du volume » à sa peinture en y collant des matériaux, y incluant des objets (La Cravate en cheveux) et réalise de nombreuses boîtes surréalistes[278].

- Georges Papazoff (Yambol (Bulgarie), 1894 - Vence, 1972). Peintre. Considéré comme un précurseur du « surréalisme abstrait », Georges Papazoff n'a, pourtant, jamais adhéré au groupe surréaliste parisien bien que son expression plastique « procède des mêmes curiosités et de la même générosité créatrice depuis ses métamorphoses successives à ses cristallisations sémaphoriques » proches des dernières œuvres d'Yves Tanguy[279].

- Colette Peignot alias Laure (Meudon, 1903 – St-Germain-en-Laye, 1938). Écrivaine française. La mort de son père lors de la Première guerre mondiale et l’abus sexuel commis par un abbé ont douloureusement accompagnés son enfance. Elle rencontre les surréalistes en 1925, mais elle se sent plus proches des communistes comme Victor Serge ou Boris Souvarine et publie de nombreux articles dans la revue La Critique Sociale. Elle rencontre Georges Bataille de qui elle se sent plus proche que d’André Breton. Peu avant son suicide, elle se lie d’amitié avec la philosophe Simone Weil. En 1943, Bataille publie son roman autobiographique Histoire d’une petite fille. Avec le soutien de Michel Leiris seront publiés tous ses écrits contre l’avis de son frère Charles. « On m’a caché la vie / Transvaser / Extravaguer / Cacher la vie / Trituré / Souillée »[280]

- Roland Penrose (Londres 1900 - Chiddingly (Angleterre), 1984). Peintre, photographe et poète anglais. Il rencontre les surréalistes à Paris en 1922. Avec David Gascoyne et E. L. T. Mesens, il organise la première exposition internationale du surréalisme à Londres en 1936. Il crée la London Gallery, organise la participation du groupe anglais pour l'exposition surréaliste de la galerie Maeght en 1947 et fonde en partie l'Institute of Contemporary Arts[281].

- Valentine Penrose née Boué (Mont-de-Marsan, 1898 - Chiddingly (Angleterre), 1978). Poète, romancière et plasticienne française. Mariée avec Roland Penrose, elle fréquente les surréalistes parisiens à partir de 1925. Ses premiers poèmes sont publiés par les Cahiers du Sud en 1926. Pratiquant l'écriture automatique pour ses poèmes, Valentine Penrose créé aussi des collages influencés par ceux de Max Ernst. Après un séjour en Inde, en 1936, avec Alice Rahon, elle se réfugie en Angleterre en 1939 et rejoint les surréalistes londoniens. En 1962, paraît le récit historique Élisabeth Báthory, la Comtesse sanglante qui rencontre un succès public et impressionne les surréalistes « prouvant que l'érudition et la densité poétique ne sont nullement contradictoires. »[281]

- Jules Perahim (Bucarest, 1914 – Paris, 2008). Peintre français d’origine roumaine. Dès l’âge de seize ans, il publie dans diverses revues surréalistes ou d’avant-garde dont, notamment, Alge du poète Ghérasim Luca. Il illustre le livre Roman d'amour (1933) de ce dernier. Sa première exposition, en 1932, attire sur lui la vindicte de l’extrême droite et en 1940 il se réfugie en U.R.S.S. Il revient à Bucarest en 1944 mais imprégné du style « réalisme socialiste ». Après un séjour en Israël en 1969, il s’installe à Paris où il se renoue avec le surréalisme[281].

- Francis Picabia (Paris, 1879 - 1953). Peintre et écrivain français. Dadaïste jusqu'au 11 mai 1921[282], quand il publie une lettre dans laquelle il prend ses distances avec Tristan Tzara et André Breton. Il poursuit toutefois sa collaboration avec les surréalistes (revues, expositions... jusqu'en 1947) sans jamais intégrer le groupe[283]. À l'occasion de ces funérailles le 4 décembre 1953, André Breton prononce l'éloge Adieu en plaise[284].

- Pablo Picasso (Málaga, 1881 - Mougins, 1973). Peintre et sculpteur espagnol. André Breton tient Les Demoiselles d'Avignon pour « l'événement capital du XXe siècle. » Sans jamais avoir adhéré au groupe surréaliste, Picasso a illustré des recueils de poésies de Louis Aragon, Paul Eluard, Benjamin Péret. Sa photo figure dans L'Échiquier surréaliste réalisé par Man Ray en 1934.[réf. nécessaire]

- José Pierre né Pierre José Darrambide (Bénesse-Maremne, 1927 - Paris, 1999). Écrivain et critique d'art français, il rejoint le groupe surréaliste en 1952 et, jusqu'en 1969, participe activement aux manifestations collectives. Il est l'auteur de nombreux essais relatifs à l'histoire du surréalisme.[réf. nécessaire]

- Gisèle Prassinos (Constantinople, 1920 - Paris, 2015), Poète, romancière et plasticienne. Elle pratique l' écriture automatique à l'âge de quatorze ans avec succès. Pour André Breton et Benjamin Péret elle incarne à la fois une figure rimbaldienne et une Alice au pays des merveilles[285]. En 1935, elle quitte le groupe surréaliste au même moment où paraît son premier recueil poétique La Sauterelle arthritique[286]. « j'ai craché de l'encre dans la poêle à frire / si mon cœur / tout en dégustant de la gomme à écrire / quelle douleur »[287]

- Jacques Prévert (Neuilly-sur-Seine, 1900 - Ormonville-la-Petite, 1977). Poète français. En 1925, il se joint au groupe d'artistes qui se forme au 54 de la rue du Château près du quartier Montparnasse à Paris ; c'est en fait un logement « collectif » où habitent Marcel Duhamel, Raymond Queneau et Yves Tanguy. Prévert y invente le concept et le terme de cadavre exquis pour définir le jeu littéraire auquel ses amis et lui se livrent. En 1930, il participe à la rédaction du pamphlet Un cadavre écrit contre André Breton[réf. nécessaire]

## Q
- Haut – A
- B
- C
- D
- E
- F
- G
- H
- I
- J
- K
- L
- M
- N
- O
- P
- Q
- R
- S
- T
- U
- V
- W
- X
- Y
- Z

- Raymond Queneau, (Le Havre, 1903 - Paris, 1976). Écrivain et poète français. Il adhère au surréalisme en 1924 et en est exclu en 1930 : il est l'un des signataires du tract contre André Breton, Un cadavre. Il développe alors une œuvre romanesque dans laquelle les jeux de langage et de narration sont légion. Dans le même esprit, il participe en 1960 à la création de l'Oulipo, dont la volonté de replacer les contraintes au centre de la création littéraire est à l'opposé de l'esprit surréaliste[réf. nécessaire]

## R
- Haut – A
- B
- C
- D
- E
- F
- G
- H
- I
- J
- K
- L
- M
- N
- O
- P
- Q
- R
- S
- T
- U
- V
- W
- X
- Y
- Z

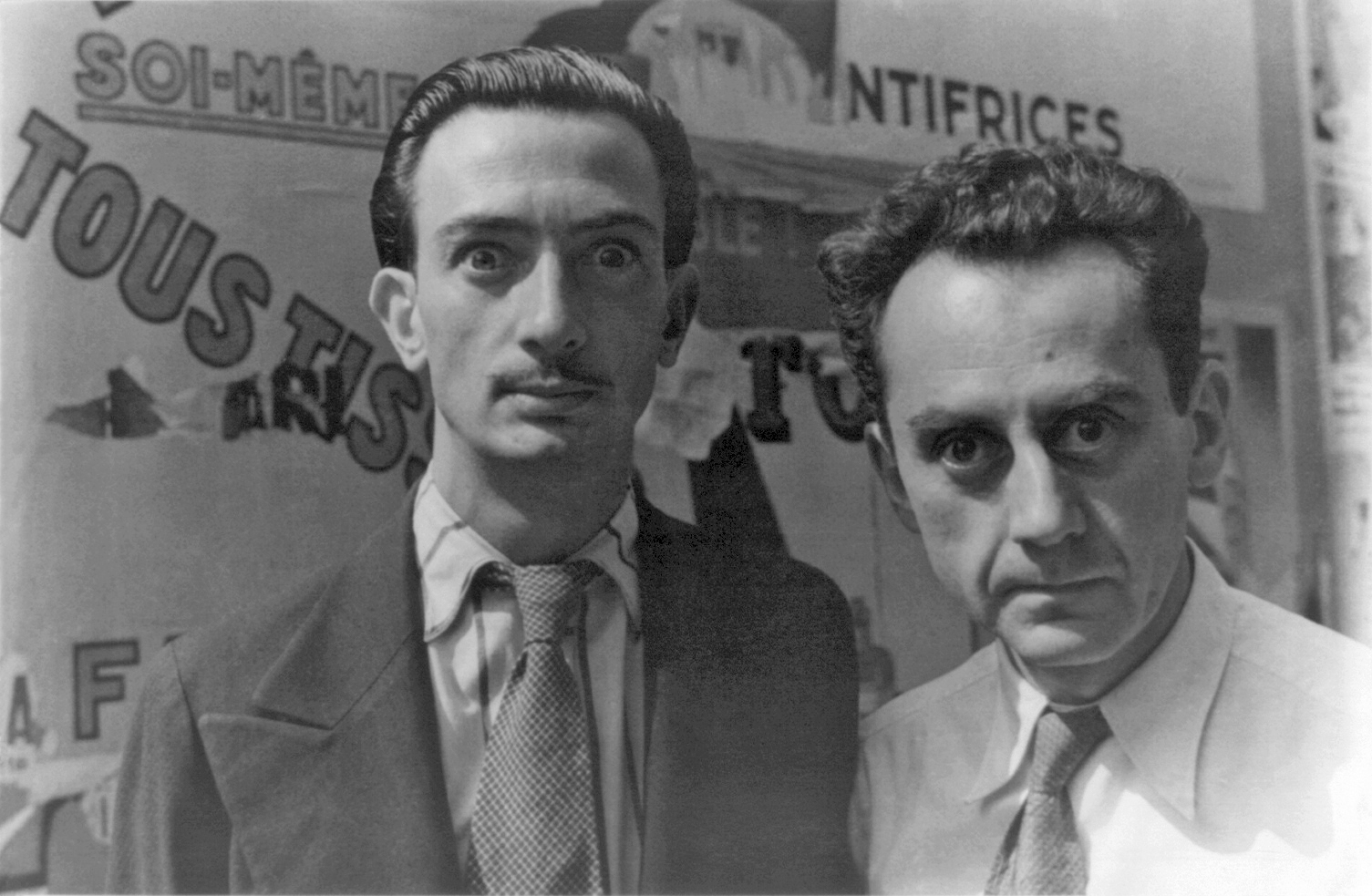
Salvador Dalí et Man Ray à Paris en 1934 (photographie de Carl Van Vechten)

- Samir Rafi (Le Caire, 1926 - 2004). Peintre égyptien. Il participe en 1944 et 1945 aux expositions surréalistes organisées par le groupe Art et Liberté[288].

- Alice Rahon née Alice Philippot (Chenecey-Buillon (Doubs), 1904 - Mexico, 1987). Poète et peintre française. À Paris, en 1931, elle rencontre les surréalistes et le peintre Wolfgang Paalen qu'elle épouse en 1934. Son premier recueil de poèmes À même la terre, recueil poétique illustré par Yves Tanguy paraît aux Éditions Surréalistes en 1936[289]. Après avoir émigré au Mexique avec Paalen, elle abandonne l'écriture pour la peinture et participe à l'organisation de la première exposition surréaliste à Mexico (1940). En 1942, toujours avec Paalen, elle fonde la revue Dyn. En 1967, elle rend hommage à André Breton avec le tableau Homme traversé par une rivière[290].

- Man Ray né Emmanuel Radnitzky (Philadelphie, 1890 - Paris, 1976). Peintre, photographe et cinéaste américain. Il rencontre les surréalistes par l'intermédiaire de Marcel Duchamp le soir du 14 juillet 1921 en débarquant des États-Unis[réf. nécessaire]

- Pierre Reverdy (Narbonne (Aude), 1899 – Solesmes (Sarthe) 1960). Poète français. Selon Biro & Passeron : « ce grand poète a imprégné le surréalisme en formation et l’a influencé par ses réflexions décisives sur l’image poétique et son origine » et ce dès la création de la revue Nord-Sud en 1918[291].

- Georges Ribemont-Dessaignes (Montpellier, 1884 - Saint-Jeannet (Alpes-Maritimes), 1974). Poète, écrivain, dramaturge et peintre français. Après avoir participé aux manifestations Dada du groupe parisien, il suit André Breton de 1922 jusqu'à son exclusion en 1929[réf. nécessaire]

- Jacques Rigaut (Paris, 1898 - Châtenay-Malabry, 1929). Écrivain français. Ce « Chamfort noir » ainsi nommé par André Breton dans son Anthologie de l'humour noir, dandy désabusé et modèle de Pierre Drieu la Rochelle dans Le Feu Follet, méprise trop la littérature pour laisser autre chose que quelques écrits posthumes, sous forme fragmentaire, ce en quoi il suscite l'admiration des surréalistes. Cocaïnomane, héroïnomane, incapable de se soigner, il met fin à ses jours en se tirant une balle en plein cœur[292].

- Robert Rius (Perpignan, 1914 - Fontainebleau, 1944, fusillé). Poète français. Secrétaire et ami d'André Breton qu'il aide pour préparer l'Anthologie de l'humour noir. Il participe à la fondation de La Main à plume, revue surréaliste clandestine durant l'Occupation[réf. nécessaire]

- Stanislas Rodanski (Lyon, 1927 - 1981). Poète et romancier français. Il découvre le surréalisme après 1945 grâce au peintre Jacques Hérold. En juin 1947, il signe la déclaration collective Rupture inaugurale et fait partie du comité de rédaction de la revue Néon dont le premier numéro parait en janvier 1948. Son existence mouvementée ne l'empêche pas d'écrire. Il est exclu du groupe surréaliste avec les écrivains et poètes Sarane Alexandrian, Francis Bouvet, Alain Jouffroy, Jean-Dominique Rey, Claude Tarnaud et le peintre Victor Brauner. En 1949, paraît le texte La Victoire à l'ombre des ailes dont la préface est écrite par Julien Gracq. Son dernier récit Requiem for me est publié en 1952, peu avant son internement dans un hôpital psychiatrique dont il ne ressortira plus[293].

- André Rolland de Renéville (Tours, 1903 - Paris, 1962). Poète et essayiste français. En décembre 1927, il rencontre les écrivains René Daumal et Roger Gilbert-Lecomte, cofondateurs de la revue Le Grand jeu et du groupe du même nom. En avril 1929, paraît l'essai Rimbaud le voyant qui retient l'attention des surréalistes. À diverses reprises, Louis Aragon, André Breton et Paul Eluard sollicitent ce passionné de métaphysique et d'ésotérisme, en vain. En 1932, sa position dans l'« Affaire Aragon » le contraint à démissionner du Grand jeu[294].

- Franklin Rosemont (Chicago, 1943 - 2009). Écrivain et dessinateur américain. Il découvre le surréalisme, à New York, par l'intermédiaire de collaborateurs de la revue VVV et de Claude Tarnaud. Franklin Rosemont et sa femme Penelope rencontrent André Breton à Paris en 1966. De retour à Chicago, ils fondent le premier groupe surréaliste américain. En 1976, il organise à Chicago, une exposition surréalistes qui rassemblent près de 150 artistes représentant 31 pays. Il fait publier une anthologie de poètes surréalistes américains dont une édition bilingue paraît en France (2002)[295].

- Penelope Rosemont (Chicago, 1942). Écrivaine et peintre américaine. Avec son mari Franklin, elle fonde le premier groupe surréaliste américain et participe à toutes ses activités. En 1970, elle publie un recueil de poèmes Athanor, représentatif du groupe de Chicago[295].

- Pierre Roy (Nantes, 1880 - Milan, 1950). Peintre français. Ami de Giorgio De Chirico et d'Alberto Savinio, s'il participe aux deux premières expositions surréalistes parisienne (Galeries Pierre, 1925 et Rue Jacques-Callot, 1926), Pierre Roy ne participera à aucune des activités des surréalistes et ne signera aucun tract ni déclaration[296].

## S
- Haut – A
- B
- C
- D
- E
- F
- G
- H
- I
- J
- K
- L
- M
- N
- O
- P
- Q
- R
- S
- T
- U
- V
- W
- X
- Y
- Z

- Georges Sadoul (Nancy, 1904 - Paris, 1967). Écrivain français, historien et critique de cinéma. Il adhère au surréalisme en 1926 et écrit dans la revue Le Surréalisme au service de la révolution, un article sur le sport de compétition intitulé Le Nouvel assommoir. En 1929, il est condamné à trois mois de prison après avoir envoyé une lettre au premier reçu de l'école des sous-officiers de Saint-Cyr, dans laquelle il « crache sur les trois couleurs, bleu, blanc, rouge, du drapeau » et se dit prêt à s'engager « sous le glorieux casque à pointe allemand » en cas de nouveau conflit. Au retour de son voyage à Kharkov, en URSS, avec Louis Aragon en septembre 1930, il est exclu du mouvement pour avoir signé une déclaration attaquant les surréalistes[297].

- Jaime Sáenz (La Paz, 1921 - 1986). Romancier, poète et essayiste bolivien. Il illustre le surréalisme dans son pays dès la création de sa revue Cornemusa, en 1954, où il fait preuve d'une esthétique et d'une démarche très proches du mouvement[298].

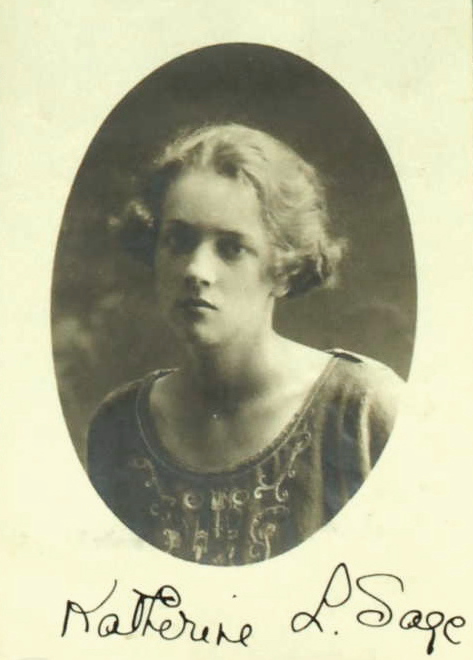
Kay Sage, 1922

- Kay Sage née Katherine Linn Sage (Albany (New York), 1898 - Woodbury (Connecticut), 1963). Peintre et poète américaine. Après des études d'arts à Rome et dix années d'une vie mondaine, Kay Sage quitte l'Italie pour s'installer à Paris (1934). Elle rencontre les surréalistes et participe à l'Exposition internationale du surréalisme à la Galerie des Beaux-Arts en janvier 1938. Ses tableaux sont remarqués par André Breton qui admire sa « vision dépouillée et tendre » (dans Genèse et perspectives artistiques du surréalisme) et Yves Tanguy. Avec ce dernier commence une liaison durable. Au début de la Seconde Guerre mondiale, Kay Sage retourne aux États-Unis et entreprend des démarches afin d'obtenir des visas pour nombre d'artistes restés en France. Réformé, Tanguy la rejoint et ils s'installent à Woodbury (1940). En marge de son œuvre plastique, elle écrit des poèmes : pour enfants d'abord puis des poèmes en vers courts inspirés du nonsense anglais. Atteinte de cécité, elle réalise son dernier tableau Le Passage en 1956[299]. Elle se suicide huit ans après la mort d'Yves Tanguy[297]. « Ce que je pense / n'a pas d'importance / ce que je dis / oui. / Ce que je crois / je le garde pour moi / et ce que je sais / je tais. »[300]

- Hector de Saint-Denys Garneau (Montréal, 1912 - Sainte-Catherine-de-la-Jacques-Cartier, 1943). Poète et peintre québécois. Si l'unique recueil publié de son vivant, Regards et jeux dans l'espace (1937) ne présente pas manifestement une esthétique surréaliste, Garneau ne cachera jamais ce qu'il doit à Arthur Rimbaud et à sa découverte des surréalistes[301]. Paradoxalement, ses contemporains assimileront son obscurité poétique à celle du projet surréaliste[302].

- Juan Sánchez Peláez (es) (Altagracia de Orituco (Venezuela), 1922 - Caracas, 2003). Poète vénézuélien. Il passe sa jeunesse au Chili et collabore au groupe surréaliste Mandrágor, puis, il participe à la propagation du surréalisme au Venezuela avec le groupe El Techo de la ballena. « J'aime la perle magique qui se cache dans les yeux des silencieux. »[303]

- Gérard de Sède (Paris, 1921 - Désertines (Allier), 2004). Écrivain et poète français. Il publie ses premiers poèmes dans une revue Dada Les Rèverbères, puis rejoint le groupe surréaliste d'André Breton avant la Seconde Guerre mondiale. Pendant l'Occupation, il devient un membre du groupe clandestin La Main à plume. Le style de ses poèmes le rapproche de Benjamin Péret qu'il admire. Il quitte ses recherches expérimentales et publie des ouvrages sur les Cathares qui connaîtront un certain succès[304].

- Kurt Seligmann (Bâle, 1900 - Sugar Loaf (États-Unis), 1962). Peintre, dessinateur, plasticien, écrivain et bibliophile suisse. Il rencontre le groupe surréaliste à Paris en 1927. Pour l'exposition de 1938 à la galerie des Beaux-Arts, il présente l'Ultrameuble : un tabouret-trépied formé de trois jambes de femmes surmontées d'une robe de soie et d'un coussin en forme de trèfle à quatre feuilles, « conjuguant les trois caractéristiques fondamentales du surréalisme : la surprise, l'érotisme et l'inquiétante étrangeté. »[305] En 1939, il s'installe aux États-Unis. Pour Breton, alors en exil à New York, il recopie de nombreux textes ésotériques tirés de sa propre bibliothèque. Il est l'auteur de Miroir de la magie écrit en 1948 (traduit en France en 1956)[306].

- Claude Sernet né Ernest Spirt (Tirgu Ocna (Roumanie), 1902 - Paris, 1968). Poète roumain. Installé à Paris, en 1925, il rencontre Benjamin Fondane et fréquente le groupe Le Grand Jeu jusqu'à sa dissolution en 1932[réf. nécessaire]

- Josef Šíma (Jaroměř (Tchécoslovaquie), 1891 - Paris, 1971). Peintre d'origine tchèque. Il s'installe à Paris en 1921 et rencontre Georges Ribemont-Dessaignes, puis en 1926, André Breton et Max Ernst. Cofondateur du groupe surréaliste belge Le Grand jeu, en 1928, il est le directeur artistique de la revue du même nom, jusqu'à la rupture définitive avec Breton et la dissolution du groupe en 1932[307]. En 1934, il fonde le groupe des Surréalistes de Tchécoslovaquie.

- Stella Snead (Londres 1910 - 2006). Peintre et photographe anglaise. À New York, en 1941, elle fréquente le groupe surréaliste reconstitué autour d'André Breton et Marcel Duchamp. Elle voyage dans le Sud-Ouest des États-Unis notamment dans l'État du Nouveau-Mexique dont les paysages l'inspirent. Après une grave dépression, en 1950, elle délaisse la peinture pour la photographie et le photo-collage. Longtemps ignorée en France, sa première exposition parisienne est organisée en janvier 2000[308].

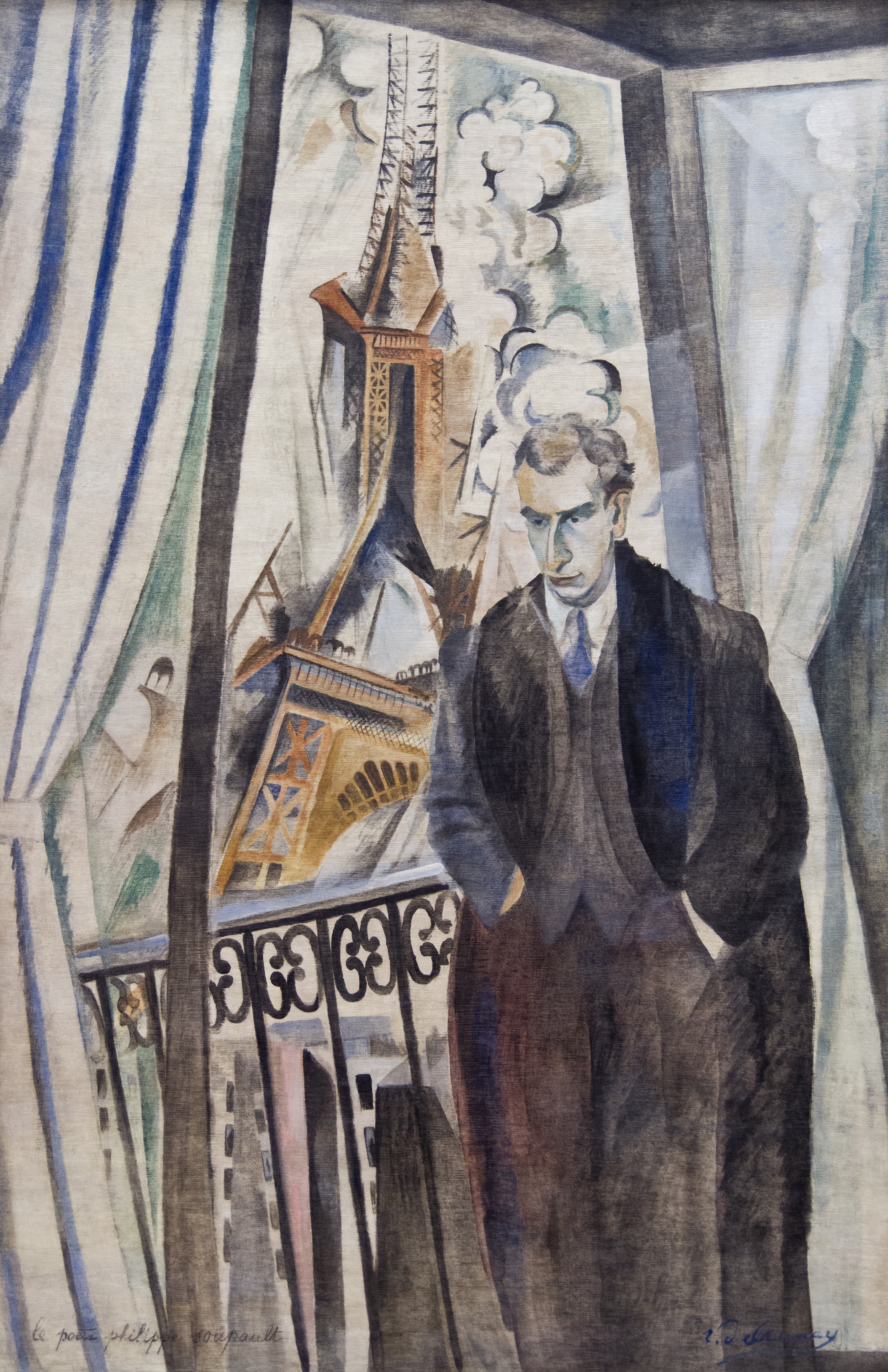
Philippe Soupault par Robert Delaunay, 1922

- Philippe Soupault (Chaville, 1897 - Paris, 1990). Poète et romancier français. Fondateur du mouvement surréaliste avec Louis Aragon et André Breton. Avec ce dernier, il coécrit Les Champs magnétiques (1919), premier texte utilisant la technique de l'écriture automatique. Il est exclu du mouvement en 1926 pour des motifs politiques (refus d'adhérer au parti communiste français) et littéraires (sa production de romans)[réf. nécessaire]

- Martin Stejskal (Prague, 1944 - ). Peintre, écrivain, hermeticiste tchèque et membres du groupe surréaliste de Prague depuis 1968[309].

## T
- Haut – A
- B
- C
- D
- E
- F
- G
- H
- I
- J
- K
- L
- M
- N
- O
- P
- Q
- R
- S
- T
- U
- V
- W
- X
- Y
- Z

- Shūzō Takiguchi (Toyama (Japon), 1903 - Tokyo, 1979). Poète et écrivain japonais surréaliste selon le Dictionnaire abrégé du surréalisme d'André Breton et Paul Eluard[310]. Sa traduction du Surréalisme et la peinture, en 1930, influence l'avant-garde artistique japonaise. En contact direct avec Breton, il organise la première exposition surréaliste au Japon en 1937, ce qui lui cause une première arrestation par la police. Déçu par le « conformisme » des surréalistes japonais, il publie L'Art contemporain, livre dans lequel il prend la défense de l'art d'avant-garde (1938). En 1940, il publie la première monographie consacrée au peintre Joan Miró. En 1941, il est arrêté et incarcéré dix mois durant sans avoir été jugé. En 1963, il a l'idée d'ouvrir une boutique d'objets. Il demande à Marcel Duchamp de lui trouver un nom : ce dernier propose Rrose Sélavy. Mais la boutique fait faillite. En 1968, à la mort de Duchamp, il réalise un livre-objet To and from Rrose Sélavy, paroles de Marcel Duchamp[311].

- Yves Tanguy (Paris, 1900 - Woodbury (Connecticut), 1955). Peintre franco-américain. Il intègre le mouvement surréaliste en 1925. Benjamin Péret : « Qui ne voit maintenant se dessiner la silhouette d'Yves Tanguy, entouré d'un vol de libellule ? »[312]

- Dorothea Tanning (Galesburg (Illinois), 1910 - New York, 2012). Peintre et poète américaine. En 1936, elle visite l'exposition Fantastic Art. Dada, Surrealism qui la convainc de devenir peintre. Elle rencontre André Breton en exil à New York et Marcel Duchamp en 1940. Elle épouse Max Ernst en 1946. Elle est la première femme à exposer des œuvres résolument érotiques[313]. « Je suis un être oisif. La vue hideuse de mes voisins, cloués par terre par manque d'originalité me répugne. Les couleurs sarcastiques de ma robe leur posent un torrent d'avertissement. »[314]

- Claude Tarnaud (Maisons-Laffitte, 1922 - Avignon, 1991). Poète et plasticien français. Fondateur avec Yves Bonnefoy de la revue La Révolution la Nuit. Il est exclu du groupe surréaliste en 1948 avec ses amis Sarane Alexandrian, Victor Brauner, Alain Jouffroy et Stanislas Rodanski. Membre du mouvement Phases d'Édouard Jaguer. Coorganisateur de l'exposition surréaliste de 1961 à New York[315].

- André Thirion (Baccarat, 1907 - Levallois-Perret, 2001). Écrivain français, théoricien et militant politique. Ami de Louis Aragon et Georges Sadoul, il participe aux activités des surréalistes entre 1928 et 1934. Sa photo compose le cadre de l'œuvre de René Magritte, Je ne vois pas la [femme] cachée dans la forêt[316] (1928). En novembre 1930, avec André Breton, il rédige les statuts de l'A.A.E.R. (Association des Artistes et Écrivains Révolutionnaires) que le parti communiste français reprendra à son compte, en 1932, en changeant l'acronyme en A.E.A.R. et excluant les surréalistes[317]. Publié en 1972, sous le titre Révolutionnaires sans révolution, son témoignage se « double sans cesse d'un commentaire critique qui ravive la pensée surréaliste en même temps qu'il en corrige les illusions. »[318]

- Julien Torma (Cambrai, 1902 - Tyrol, 1933). Écrivain, dramaturge et poète français. Ami de Robert Desnos, Max Jacob et René Daumal, il fréquente un temps le groupe surréaliste sans adhérer au mouvement, se sentant plus proche de la ’Pataphysique d'Alfred Jarry. Ses écrits posthumes, révélés au public par le Collège de ’Pataphysique, et son goût du mystère et de la mystification ont alimenté un doute sur son existence réelle[319],[320].

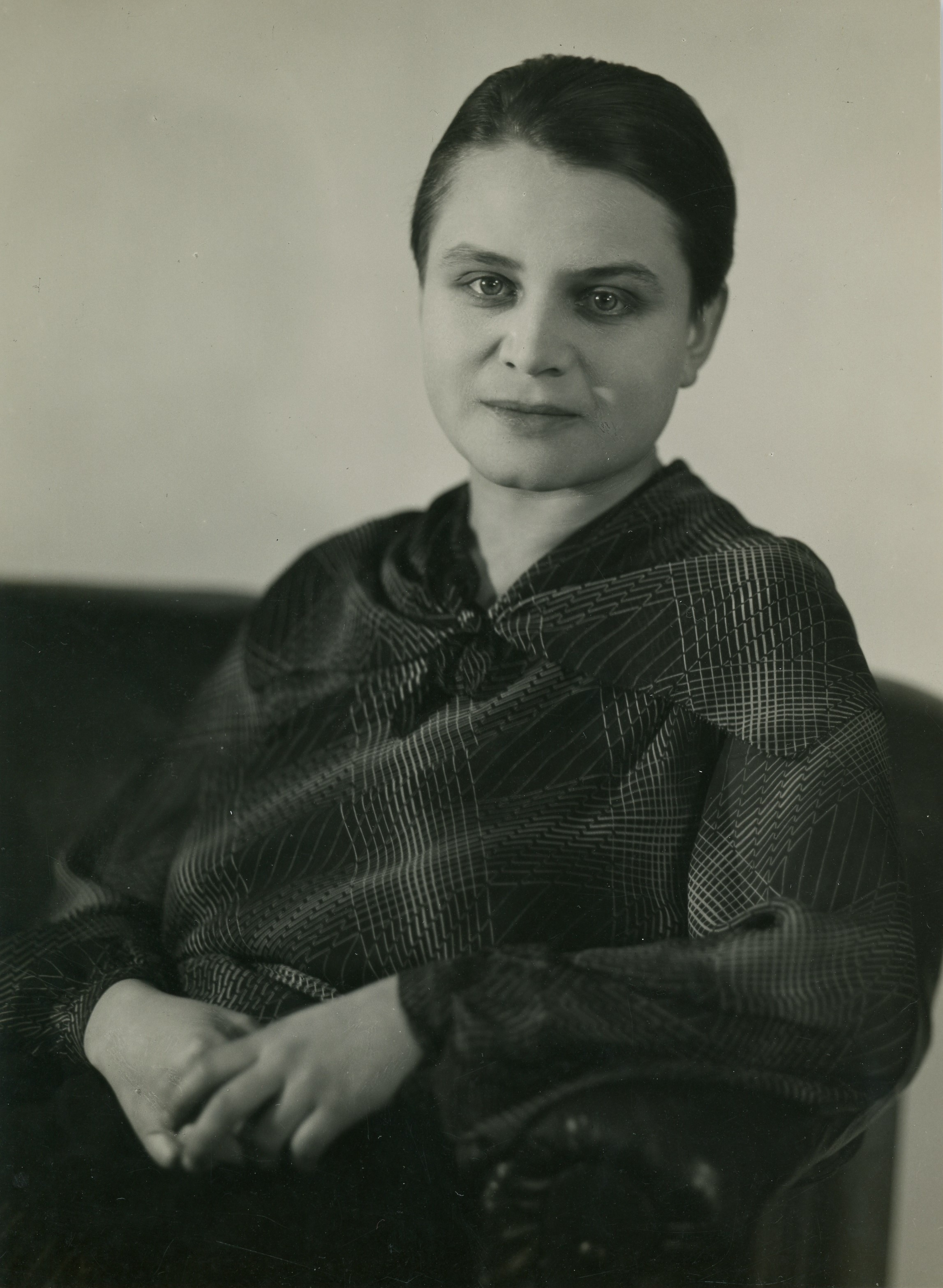
Toyen, 1930

- Iván Tovar (San-Francisco-de-Macoris (République dominicaine), 1942 - Saint-Domingue, 2020). Peintre dominicain. Découvert en 1963 par les surréalistes notamment par le sculpteur Agustín Cárdenas et qualifié depuis lors de peintre « néo-surréaliste »[321].

- Toyen née Marie Čermínová (Prague, 1902 – Paris, 1980). Peintre tchécoslovaque. Cofondatrice du groupe surréaliste de Prague en 1934. Pendant la Seconde guerre mondiale et l'occupation de la Tchécoslovaquie, elle réalise clandestinement des illustrations érotiques pour les ouvrages de Jindrich Heisler dont Cache-toi guerre[322]. Exilée en France en 1947, elle participe aux manifestations organisées par André Breton[321].

- Clovis Trouille (La Fère (Aisne), 1889 - Neuilly-sur-Marne, 1975). Peintre et plasticien français. À ses débuts, illustrateur-revuiste, dessinateur de mode puis retoucheur de mannequins de cire pour le prêt-à-porter, il commence, vers 1930, à construire et déployer un œuvre picturale traversée de fulgurances cauchemardesques et caractérisée par son goût pour le scandale, la provocation, le blasphème, l'humour macabre, l'érotisme déviant et un violent anticléricalisme, ce qu'apprécient les surréalistes. Mais Clovis Trouille refuse de les rejoindre : « Je n'adhère qu'à moi-même. »[323]

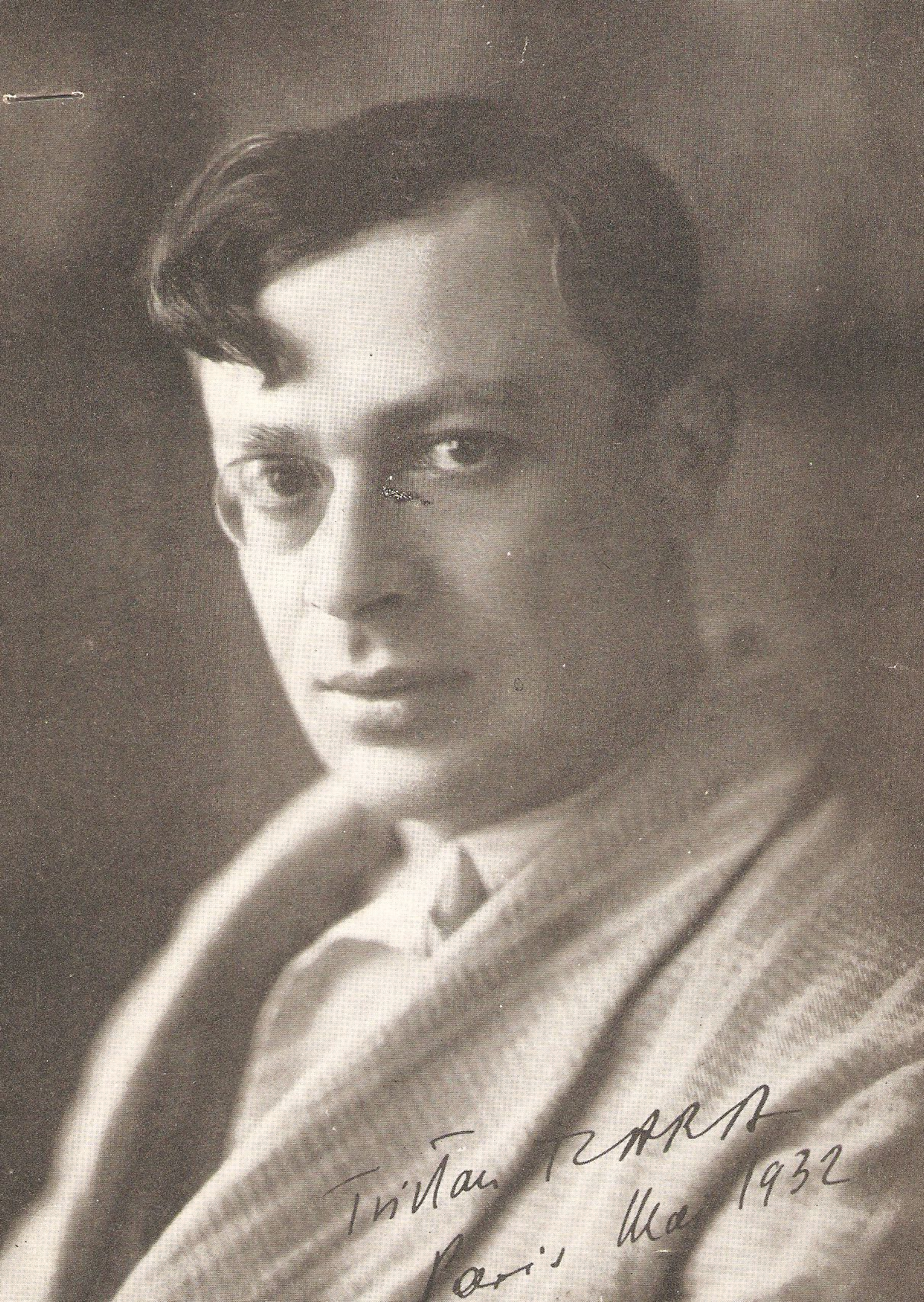
Tristan Tzara, 1932

- Tristan Tzara né Samuel Rosenstock (Moinești (Roumanie), 1896 - Paris, 1963). Écrivain, poète et essayiste de langues roumaine et française. Cofondateur de Dada à Zurich en 1916 et actif promoteur du groupe parisien, avec Louis Aragon, André Breton, Paul Eluard, Francis Picabia et Philippe Soupault, de 1920 à 1923. Malgré sa rupture avec Breton en 1923, il rejoint les surréalistes en 1929. Dans le Second manifeste du surréalisme, Breton salue chaleureusement « l'homme de qui nous nous sommes trouvés séparés durant de longues années. » Cependant, Tzara reproche au mouvement surréaliste de ne pas s'engager plus avant dans l'action révolutionnaire. Il adhère à l'AEAR[324] en mai 1935 puis au Parti communiste français en 1947 après sa naturalisation[325]. C'est une nouvelle rupture. Après la Seconde Guerre mondiale, Tzara stigmatise « la dégénérescence [des] idées révolutionnaires et [l']incapacité (au surréalisme) de s'adapter aux conditions historiques ». Il reproche à Breton sa « fuite » aux États-Unis quand lui-même devait se cacher dans le Lot[326],[327].

## U
- Haut – A
- B
- C
- D
- E
- F
- G
- H
- I
- J
- K
- L
- M
- N
- O
- P
- Q
- R
- S
- T
- U
- V
- W
- X
- Y
- Z

- Raoul Ubac né Rudolf Ubach (Cologne, 1910 - Dieudonné, Oise, 1985). Peintre et photographe belge[réf. nécessaire]

- Pierre Unik (Paris, 1909 - Grenzbauden (Tchécoslovaquie), 1945). Poète et journaliste français[réf. nécessaire]

## V
- Haut – A
- B
- C
- D
- E
- F
- G
- H
- I
- J
- K
- L
- M
- N
- O
- P
- Q
- R
- S
- T
- U
- V
- W
- X
- Y
- Z

- Jacques Vaché (Lorient, 1896 - Nantes, 1919). Écrivain et peintre français. Même si André Breton écrit dans le Manifeste du surréalisme (1924) : « Jacques Vaché est surréaliste en moi », le comportement du « jeune homme roux » durant sa courte adolescence, revêt toutes les caractéristiques d'un dada avant l'heure[réf. nécessaire]

- Remedios Varo née Remedios Varo Uranga (Anglès (Espagne), 1908 - Mexico, 1963). Peintre et poète espagnole. En 1936, elle rencontre Benjamin Péret à Barcelone. Ils se marient et s'installent à Paris. Elle participe aux activités du groupe surréalistes et présente quelques tableaux à l'Exposition internationale du surréalisme de Londres[328]. Avec Péret, elle quitte la France, en 1941, pour le Mexique. Elle reprend la peinture en 1953[329].

- Jean Venturini (Nabeul (Tunisie), 1919 - en mer, 1940). Poète français que sa révolte rimbaldienne, sensible dans le recueil Outlines publié à Casablanca en novembre 1939, place au cœur des interrogations et des origines théoriques et thématiques du surréalisme. Engagé dans la marine de guerre en 1939, il périt en 1940 dans un sous-marin naufragé au large de Sfax (Tunisie)[330].

- Manuel Viola : voir J. V. Manuel.

- Gérard Vulliamy (Paris, 1909 – Labastide-d'Armagnac (Landes), 2005). Peintre français d'origine helvétique. Ancien élève d'André Lhote, il peint ses premières abstractions en 1932 et fait partie de l'association Abstraction-Création. À partir de 1934, il fréquente le surréalisme. André Breton et Paul Eluard l'invitent à participer à l'Exposition internationale du surréalisme de 1938. En 1941, il participe à la création du groupe La Main à plume. Dans les années 1950, il revient à une abstraction plus formelle[331].

## W
- Haut – A
- B
- C
- D
- E
- F
- G
- H
- I
- J
- K
- L
- M
- N
- O
- P
- Q
- R
- S
- T
- U
- V
- W
- X
- Y
- Z

- Alois Wachsman (Prague, 1898 - Jicin (Tchécoslovaquie), 1942). Peintre et architecte et membre fondateur du mouvement d'avant-garde Devètsil avec Karel Teige, en 1920. Au début des années 1930, Wachsman réalise une série de grandes compositions dans lesquelles il mélange des thèmes mythologiques et des souvenirs d'enfance tout en se moquant de la peinture académique (Œdipe se lavant, 1934 et Hannibal ante portas, 1935). Il utilise également à la manière des Dadaïstes, le choix hasardeux des sujets qu'il conjugue à des thèmes improbables (Ulysse et Madame Bovary, 1940)[332].

- Isabelle Waldberg née Margaretha Farner (Oberstammheim (Suisse), 1911 - Chartres, 1990). Sculptrice franco-suisse. Proche de Marcel Duchamp et d'André Breton qui exposent ses œuvres chez Aimé Maeght lors de la rétrospective intitulée Le Surréalisme en 1947. « Je me suis mise à faire des objets. Des objets, c'était le terme surréaliste pour désigner la sculpture. En réalité, il s'agissait de constructions faites de tiges de hêtre souple, de formes qui délimitaient des espaces idéaux. L'air qui circule à l'intérieur des objets, c'était à cette époque la chose la plus importante pour moi. Je voulais échapper à la matière. Ces objets étaient une expression de ma volonté de liberté. » (1962)[333].

- Patrick Waldberg (Santa-Monica (Californie), 1913 - Paris, 1985). Poète, critique et historien d'art. Il rencontre André Breton à New York, en 1941. Il s'installe à Paris à la fin de la Seconde Guerre mondiale et participe aux activités des surréalistes. À la suite du différend entre les surréalistes et l'écrivain Michel Carrouges, il quitte le groupe, reprochant à Breton une attitude opportuniste. Patrick Waldberg a écrit des ouvrages sur les peintres Max Ernst, Félix Labisse et Yves Tanguy, et aussi sur le surréalisme en Italie[334].

- Wols né Alfred Otto Wolfgang Schulze (Berlin, 1913 - Paris, 1951). Photographe et peintre allemand. Il s'installe à Paris en 1932 et rencontre Alexander Calder, Jean Arp et Max Ernst. Il peint à l'aquarelle des scènes oniriques de petits formats qu'il appelle « improvisations psychiques ». Il s'intéresse aux mystiques d'Extrême-Orient et pratique l'automatisme. Après la guerre, il passe à la peinture à l'huile, son exposition Cathédrales éclatées en 1947 marque les débuts de l'abstraction lyrique et du tachisme[335].

## X
- Haut – A
- B
- C
- D
- E
- F
- G
- H
- I
- J
- K
- L
- M
- N
- O
- P
- Q
- R
- S
- T
- U
- V
- W
- X
- Y
- Z

## Y
- Haut – A
- B
- C
- D
- E
- F
- G
- H
- I
- J
- K
- L
- M
- N
- O
- P
- Q
- R
- S
- T
- U
- V
- W
- X
- Y
- Z

- Ramsès Younane, (Minieh (Égypte), 1913 - Le Caire, 1966). Peintre et écrivain égyptien. Avec le poète Georges Henein, il fonde le groupe surréaliste égyptien réuni autour de la revue La Part du sable. Rédacteur de la revue El Magalla El Guedida de 1943 à 1945, il publie des traductions en arabe d'Albert Camus, Franz Kafka et Arthur Rimbaud. En 1947, il participe aux expositions surréalistes de Paris et de Prague et contresigne le pamphlet Rupture inaugurale. En 1948, à l'occasion de sa première exposition personnelle, paraît un dialogue avec Henein, sur l'automatisme sous le titre Notes sur une ascèse hystérique[336].

## Z
- Haut – A
- B
- C
- D
- E
- F
- G
- H
- I
- J
- K
- L
- M
- N
- O
- P
- Q
- R
- S
- T
- U
- V
- W
- X
- Y
- Z

- Michel Zimbacca (Paris, 1924 - 2021). Poète, cinéaste et plasticien français, membre du Groupe de Paris du mouvement surréaliste auquel il contribue dès 1946 avec des essais cinématographiques. En 1952, il réalise L'Invention du monde avec Jean-Louis Bédouin sur un texte de Benjamin Péret et en 1969, le court-métrage Ni d'Eve ni d'Adam, avec l'apparition du plasticien Jean Benoît revêtant son costume du Nécrophile[337].

- Jacques Zimmermann (Hoboken, 1929) Peintre, dessinateur, décorateur de théâtre et marionnettiste. Il a collaboré au mouvement Phases d’Édouard Jaguer dès 1958. À ce titre, il participe à deux réunions du groupe surréaliste de Paris au début des années 1960. Qualifié parfois de surréaliste, il est à la croisée de la figuration et de l'abstraction, comme du surréalisme et de l'abstraction lyrique. Collaborateur régulier d'Edda, revue des années 1960 de son ami Jacques Lacomblez[réf. nécessaire].

- Aloys Zötl (Freistadt, 1803 - Eferding, 1887). Peintre autrichien, redécouvert par André Breton en 1956 qui le qualifie de « précurseur de l'esthétique surréaliste »[338].

- Unica Zürn (Berlin, 1916 - Paris, 1970). Dessinatrice, peintre et écrivaine allemande. En 1953, elle rencontre Hans Bellmer à Berlin et le suit à Paris. Bellmer la présente au groupe surréaliste. Elle participe à l'Exposition internationale du surréalisme de 1959. De fréquentes crises de schizophrénie l'obligent à séjourner à plusieurs reprises en clinique, cependant elle poursuit son œuvre littéraire et picturale. Elle met fin à ses jours en se jetant d'une fenêtre de l'appartement de Bellmer[339]. « Dans son état les choses les plus incroyables, le jamais-vu deviennent réalité. Si donc des images lui apparaissent dans le ciel nocturne, c'est qu'elles existent réellement. »[340]